# Représentations diplomatiques du Mexique

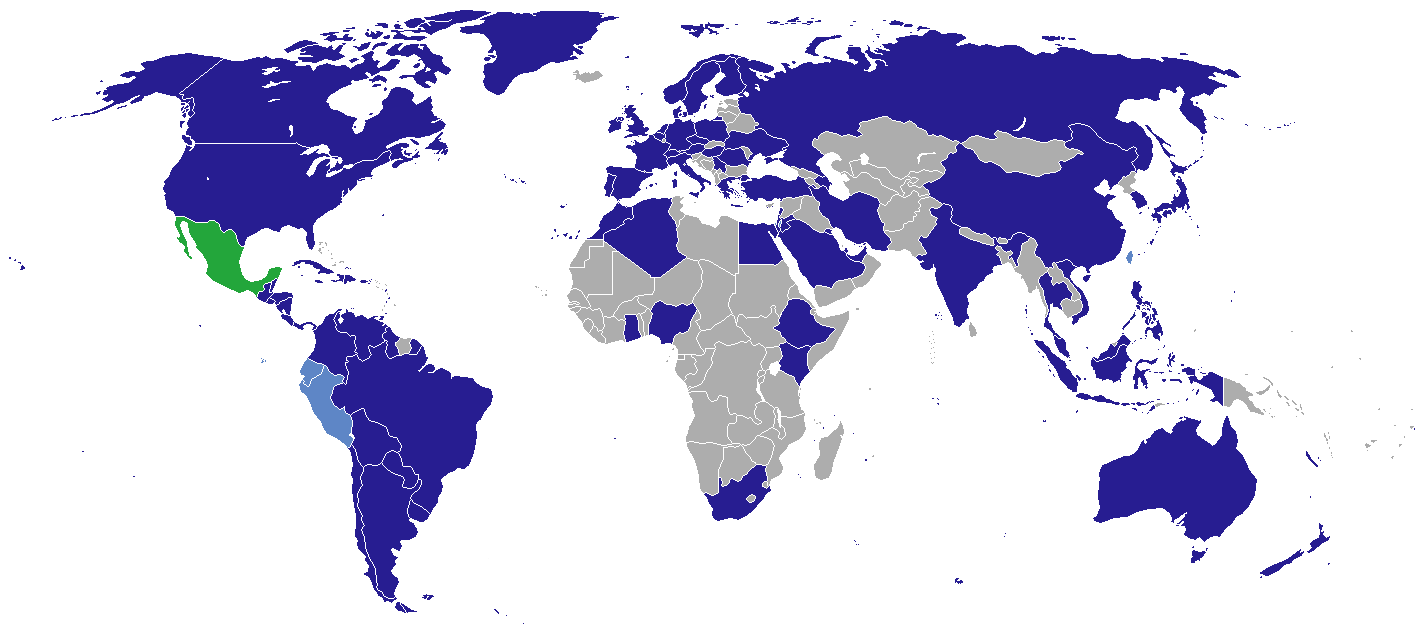
Représentations diplomatiques du Mexique.

Voici les représentations diplomatiques du Mexique à l'étranger :

## Afrique
- Afrique du Sud
  - Pretoria (ambassade)
- Algérie
  - Alger (ambassade)
- Égypte
  - Le Caire (ambassade)
- Éthiopie
  - Addis-Abeba (ambassade)
- Ghana
  - Accra (ambassade)
- Kenya
  - Nairobi (ambassade)
- Maroc
  - Rabat (ambassade)
- Nigeria
  - Abuja (ambassade)

## Amérique
- Argentine
  - Buenos Aires (ambassade)
- Belize
  - Belmopan (ambassade)
  - Belize City (section consulaire)
- Bolivie
  - La Paz (ambassade)
- Brésil
  - Brasilia (ambassade)
  - Rio de Janeiro (consulat général)
  - São Paulo (consulat général)
- Canada
  - Ottawa (ambassade)
  - Montréal (consulat général)
  - Toronto (consulat général)
  - Vancouver (consulat général)
  - Calgary (consulat)
  - Leamington (consulat)
- Chili
  - Santiago (ambassade)
- Colombie
  - Bogota (ambassade)
- Costa Rica
  - San José (ambassade)
- Cuba
  - La Havane (ambassade et consulat)
- Équateur
  - Quito (section d'intérêt)
- États-Unis
  - Washington (ambassade et consulat général)
  - Atlanta (consulat général)
  - Austin (consulat général)
  - Boston (consulat général)
  - Chicago (consulat général)
  - Dallas (consulat général)
  - Denver (consulat général)
  - El Paso (consulat général)
  - Houston (consulat général)
  - Laredo (consulat général)
  - Los Angeles (consulat général)
  - Miami (consulat général)
  - New York (consulat général)
  - Nogales (consulat général)
  - Phoenix (consulat général)
  - Raleigh (consulat général)
  - Sacramento (consulat général)
  - San Antonio (consulat général)
  - San Diego (consulat général)
  - San Francisco (consulat général)
  - San José (consulat général)
  - San Juan (consulat général)
  - Albuquerque (consulat)
  - Boise (consulat)
  - Brownsville (consulat)
  - Calexico (consulat)
  - Del Rio (consulat)
  - Détroit (consulat)
  - Douglas (consulat)
  - Eagle Pass (consulat)
  - Fresno (consulat)
  - Indianapolis (consulat)
  - Kansas City (consulat)
  - Las Vegas (consulat)
  - Little Rock (consulat)
  - McAllen (consulat)
  - Milwaukee (consulat)
  - New Brunswick (consulat)
  - Nouvelle-Orléans (consulat)
  - Oklahoma City (consulat)
  - Omaha (consulat)
  - Orlando (consulat)
  - Oxnard (consulat)
  - Philadelphie (consulat)
  - Portland (consulat)
  - Presidio (consulat)
  - Saint Paul (consulat)
  - Salt Lake City (consulat)
  - San Bernardino (consulat)
  - Santa Ana (consulat)
  - Seattle (consulat)
  - Tucson (consulat)
  - Yuma (consulat)
- Guatemala
  - Guatemala ville (ambassade)
  - Flores (consulat)
  - Quetzaltenango (consulat)
  - Tecún Umán ville (consulat)
- Guyana
  - Georgetown (ambassade)
- Haïti
  - Port-au-Prince (ambassade)
- Honduras
  - Tegucigalpa (ambassade)
  - San Pedro Sula (consulat)
- Jamaïque
  - Kingston (ambassade)
- Nicaragua
  - Managua (ambassade)
- Panama
  - Panama (ambassade)
- Paraguay
  - Asuncion (ambassade)
- Pérou
  - Lima (ambassade)
- République dominicaine
  - Saint Domingue (ambassade)
- Sainte-Lucie
  - Castries (ambassade)
- Salvador
  - San Salvador (ambassade)
- Trinité-et-Tobago
  - Port-d'Espagne (ambassade)
- Uruguay
  - Montevideo (ambassade)
- Venezuela
  - Caracas (ambassade)

## Asie
- Arabie saoudite
  - Riyad (ambassade)
- Azerbaïdjan
  - Bakou (ambassade)
- Chine
  - Pékin (ambassade)
  - Canton (consulat général)
  - Hong Kong (consulat général)
  - Shanghai (consulat général)
- Corée du Sud
  - Séoul (ambassade)
- Émirats arabes unis
  - Abou Dabi (ambassade)
- Inde
  - New Delhi (ambassade)
  - Mumbai (consulat)
- Indonésie
  - Jakarta (ambassade)
- Iran
  - Téhéran (ambassade)
- Israël
  - Tel-Aviv-Jaffa (ambassade)
- Japon
  - Tokyo (ambassade et consulat général)
- Jordanie
  - Amman (ambassade)
- Koweït
  - Koweït ville (ambassade)
- Liban
  - Beyrouth (ambassade)
- Malaisie
  - Kuala Lumpur (ambassade)
- Palestine
  - Ramallah (bureau de représentation)
- Philippines
  - Manille (ambassade)
- Qatar
  - Doha (ambassade)
- Singapour
  - Singapour (ambassade)
- Taïwan
  - Taipei (bureau de représentation et commerce)
- Thaïlande
  - Bangkok (ambassade)
- Turquie
  - Ankara (ambassade)
  - Istanbul (consulat)
- Vietnam
  - Hanoï (ambassade)

## Europe
- Allemagne
  - Berlin (ambassade)
  - Francfort (consulat)
- Autriche
  - Vienne (ambassade)
- Belgique
  - Bruxelles (ambassade)
- Danemark
  - Copenhague (ambassade)
- Espagne
  - Madrid (ambassade)
  - Barcelone (consulat)
- Finlande
  - Helsinki (ambassade)
- France
  - Paris (ambassade et consulat général)
  - Strasbourg (bureau de représentation)
- Grèce
  - Athènes (ambassade)
- Hongrie
  - Budapest (ambassade)
- Irlande
  - Dublin (ambassade)
- Italie
  - Rome (ambassade)
  - Milan (consulat général)
- Norvège
  - Oslo (ambassade)
- Pays-Bas
  - La Haye (ambassade)
- Pologne
  - Varsovie (ambassade)
- Portugal
  - Lisbonne (ambassade)
- Tchéquie
  - Prague (ambassade)
- Roumanie
  - Bucarest (ambassade)
- Russie
  - Moscou (ambassade)
- Serbie
  - Belgrade (ambassade)
- Suède
  - Stockholm (ambassade)
- Suisse
  - Berne (ambassade)
- Royaume-Uni
  - Londres (ambassade et consulat général)
- Ukraine
  - Kiev (ambassade)
- Vatican
  - Cité du Vatican  (ambassade)

## Océanie
- Australie
  - Canberra (ambassade)
- Nouvelle-Zélande
  - Wellington (ambassade)

## Organisations internationales
- Canada
  - Montréal  (mission permanente auprès de l' Organisation de l'aviation civile internationale)
- États-Unis
  - New York (mission permanente auprès de l'Organisation des Nations unies)
  - Washington, D.C. (mission permanente auprès de l'Organisation des États américains)
- France
  - Paris (mission permanente auprès de l'Organisation de coopération et de développement économiques)
  - Paris (mission permanente auprès de  l'Organisation des Nations unies pour l'éducation, la science et la culture)
- Italie
  - Rome (mission permanente auprès de l'Organisation des Nations unies pour l'alimentation et l'agriculture)
- Mexique
  - Mexico (mission permanente auprès de l'Agence pour l'interdiction des armes nucléaires en Amérique latine et dans les Caraïbes)
- Suisse
  - Genève (mission permanente auprès de l'Organisation des Nations unies)

## Galerie de photographies

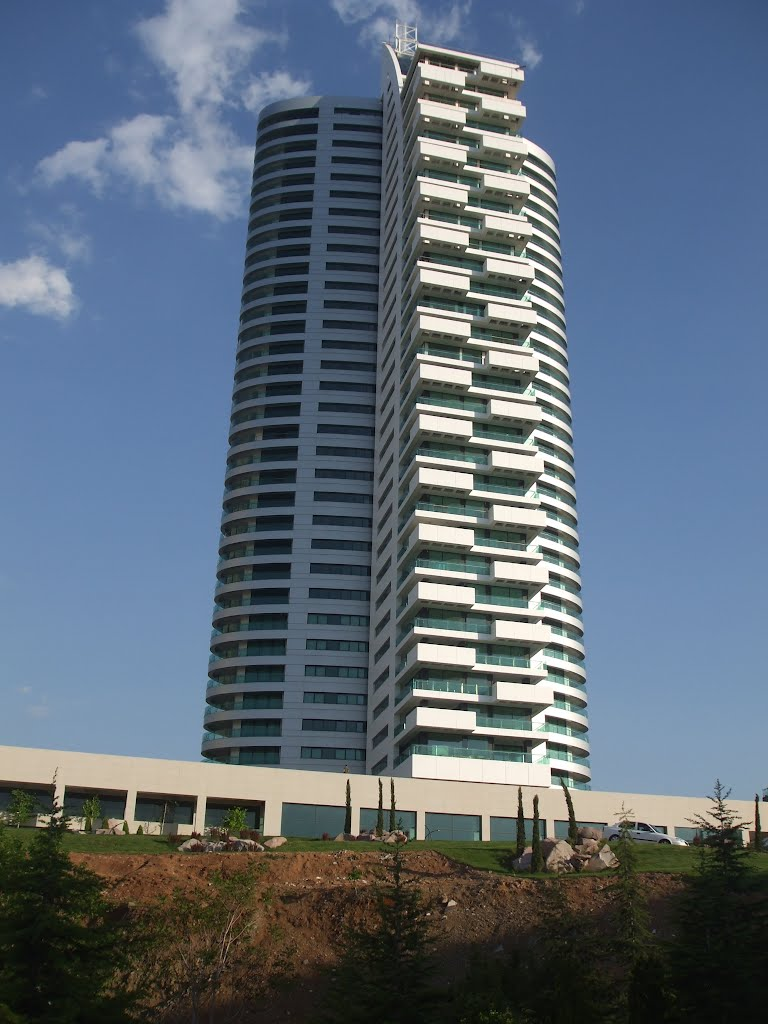
Bâtiment abritant l'ambassade à Ankara  Turquie
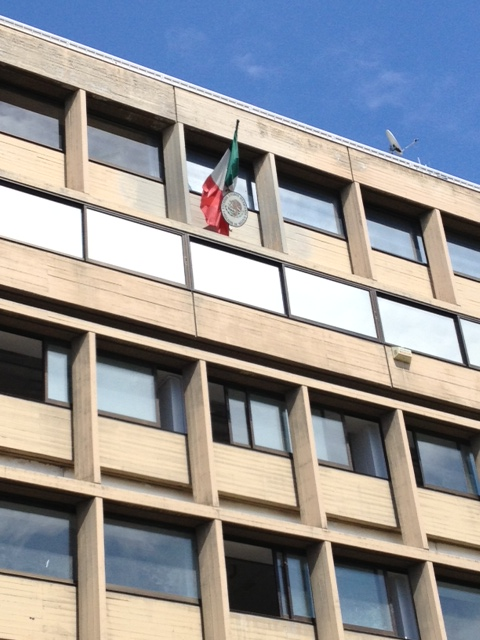
Ambassade à Athènes  Grèce
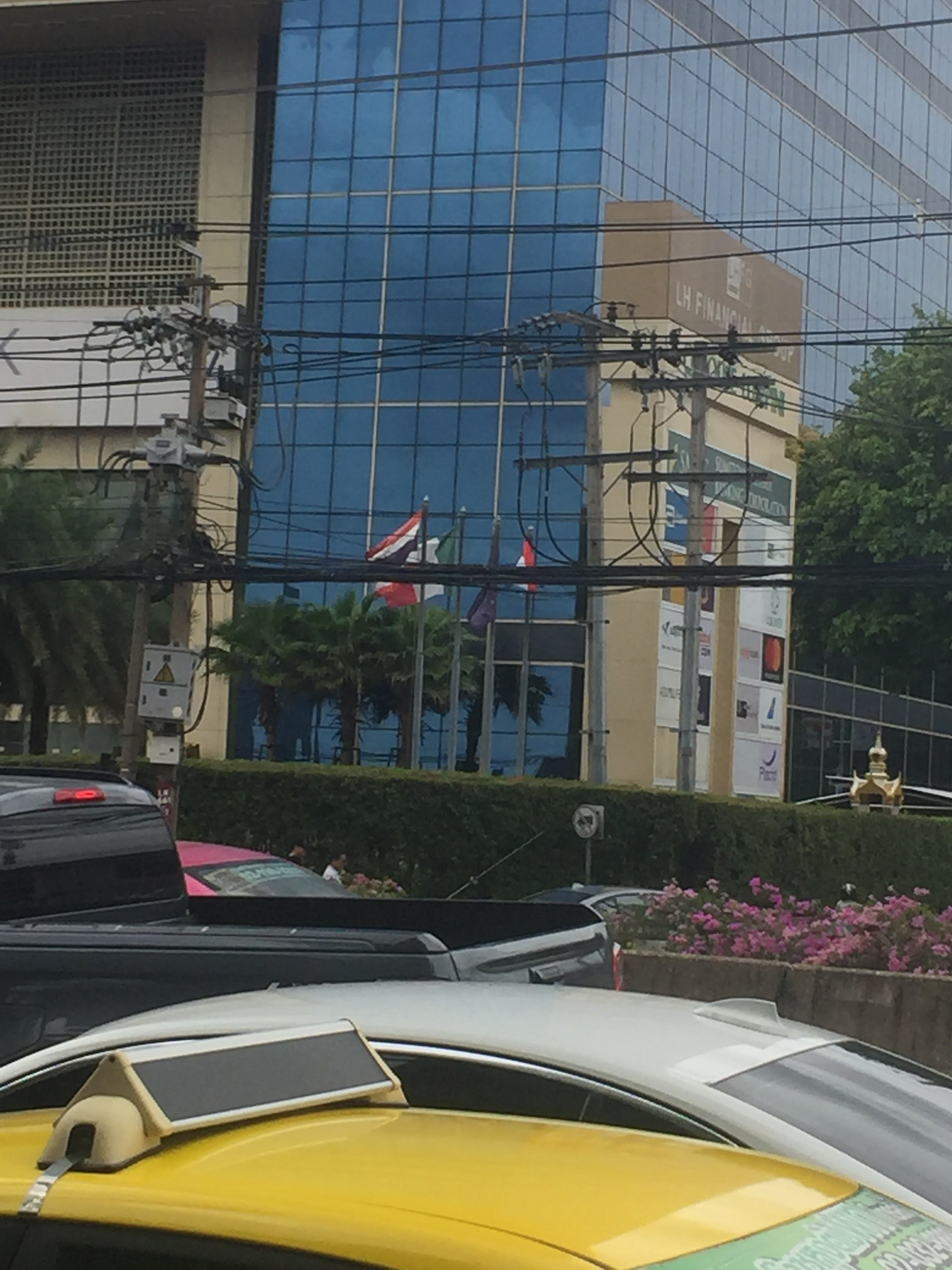
Bâtiment abritant l'ambassade à Bangkok  Thaïlande
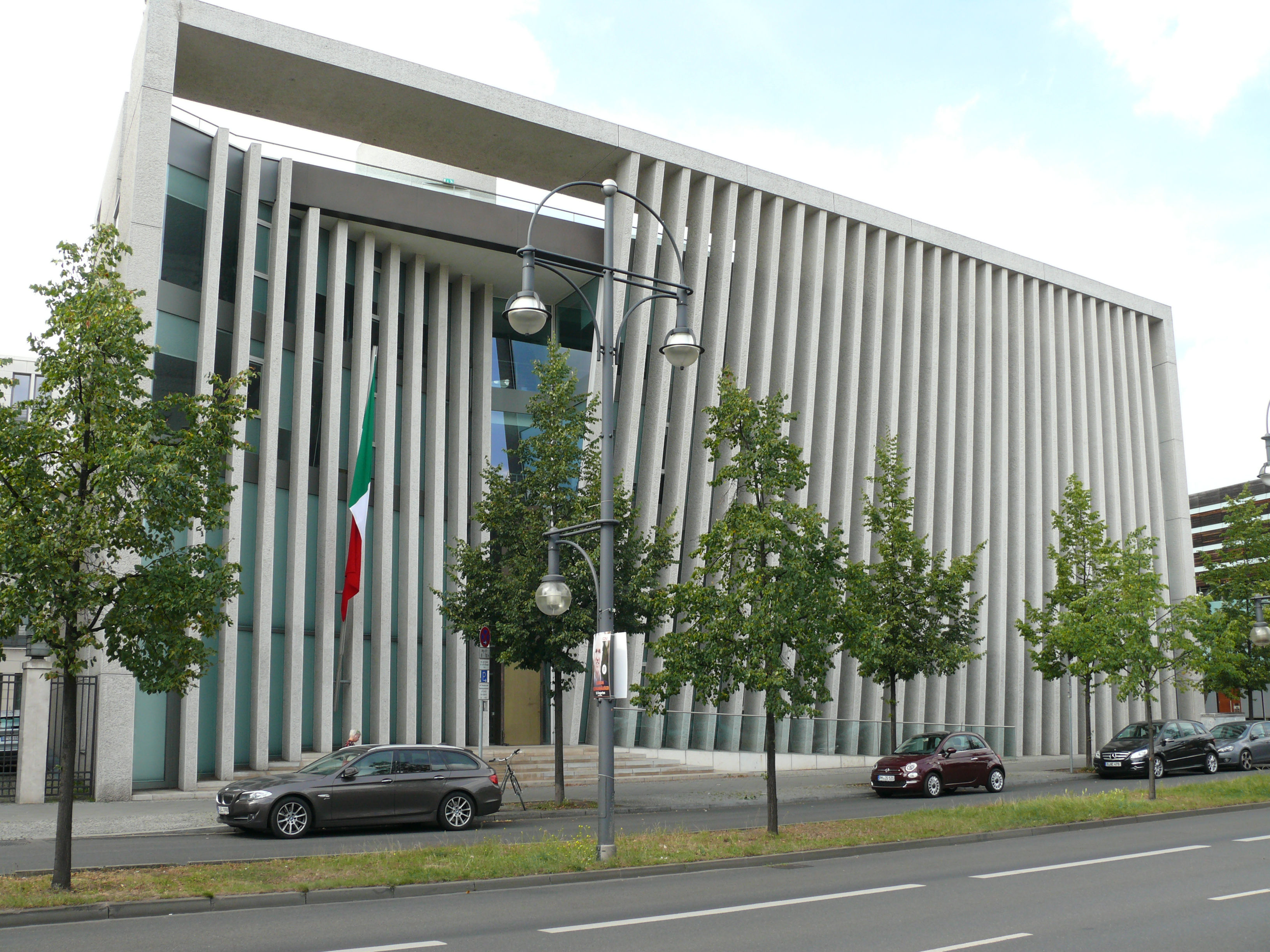
Ambassade à Berlin  Allemagne
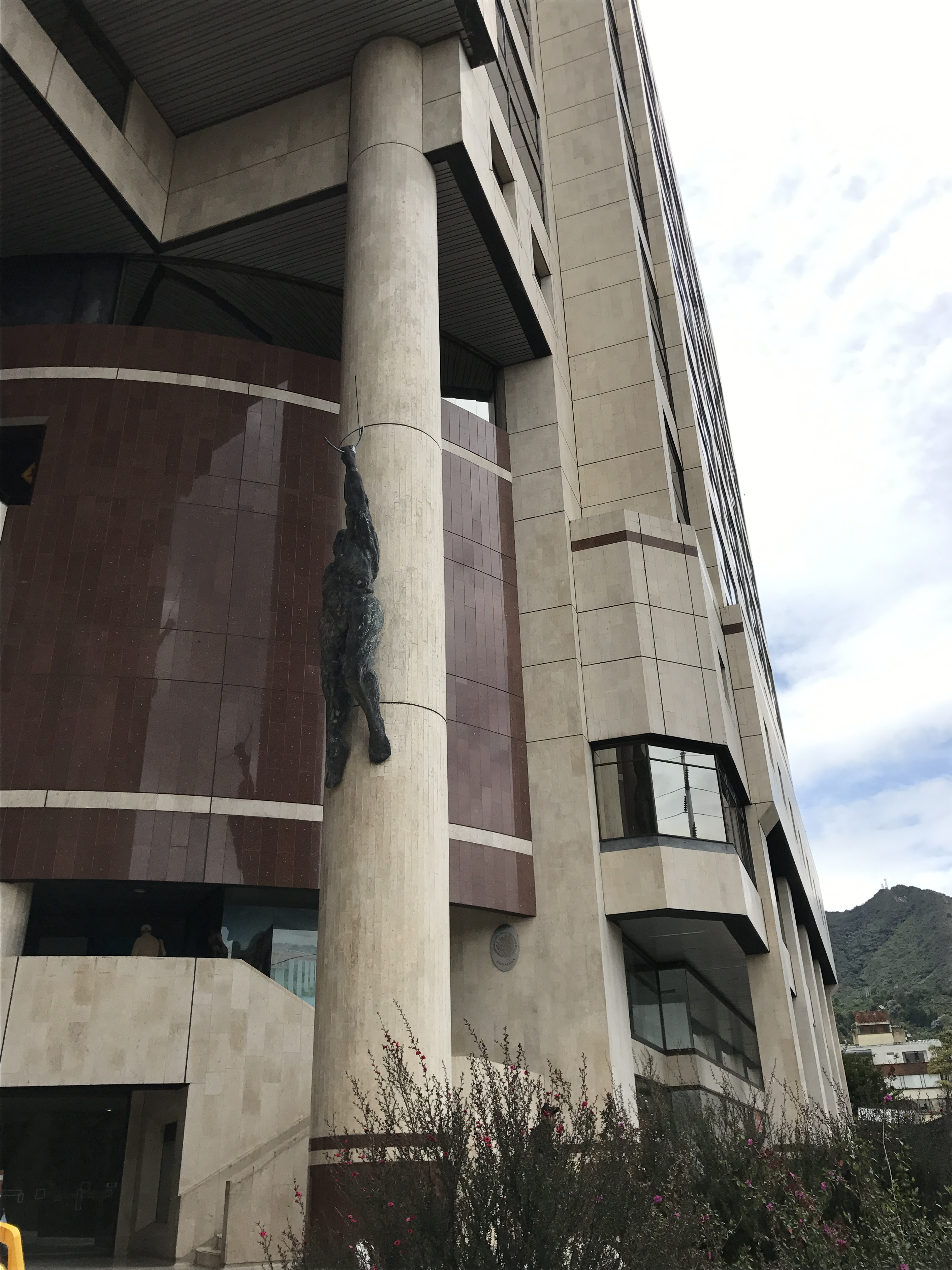
Ambassade à Bogotá  Colombie
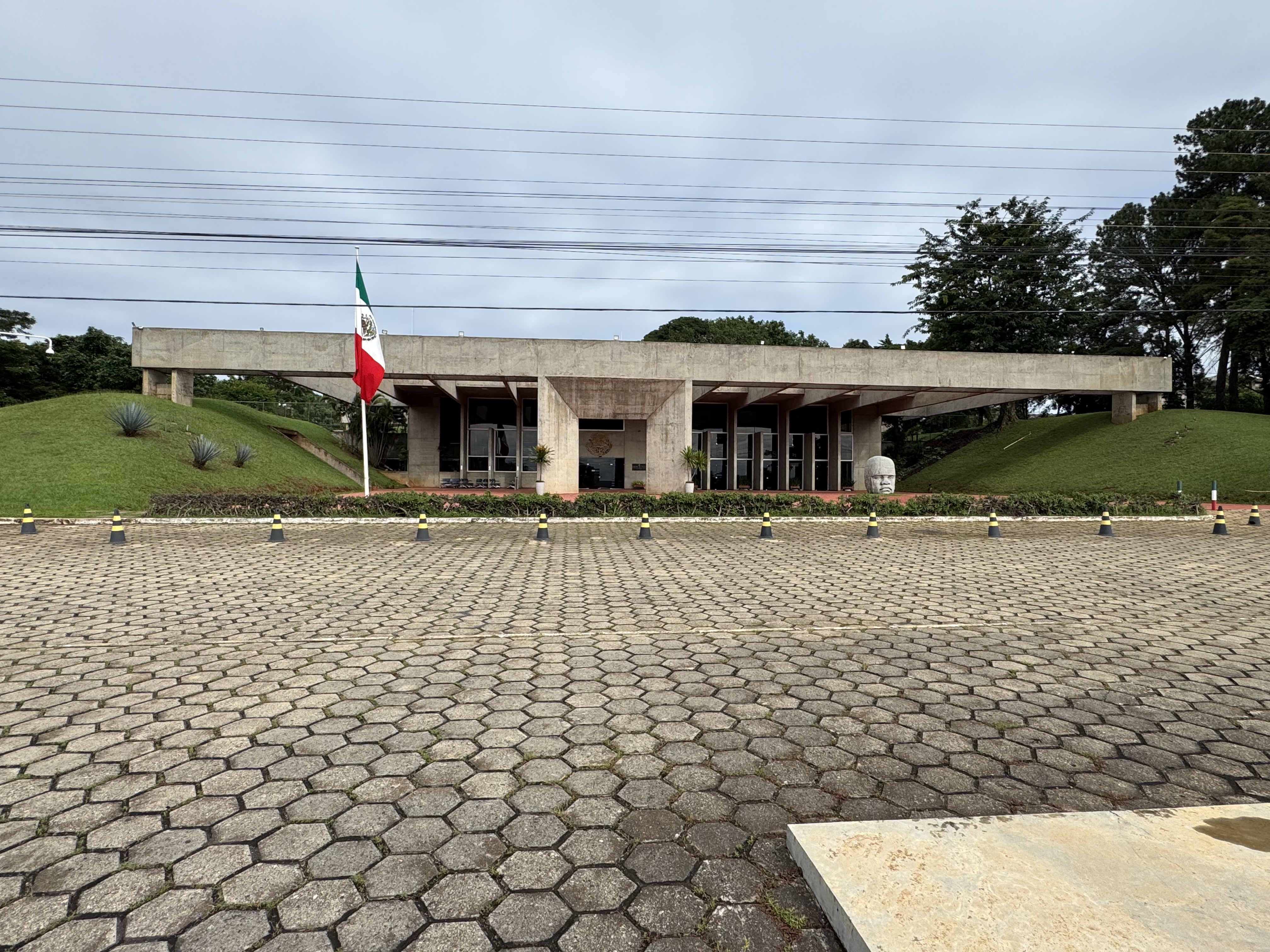
Ambassade à Brasilia  Brésil
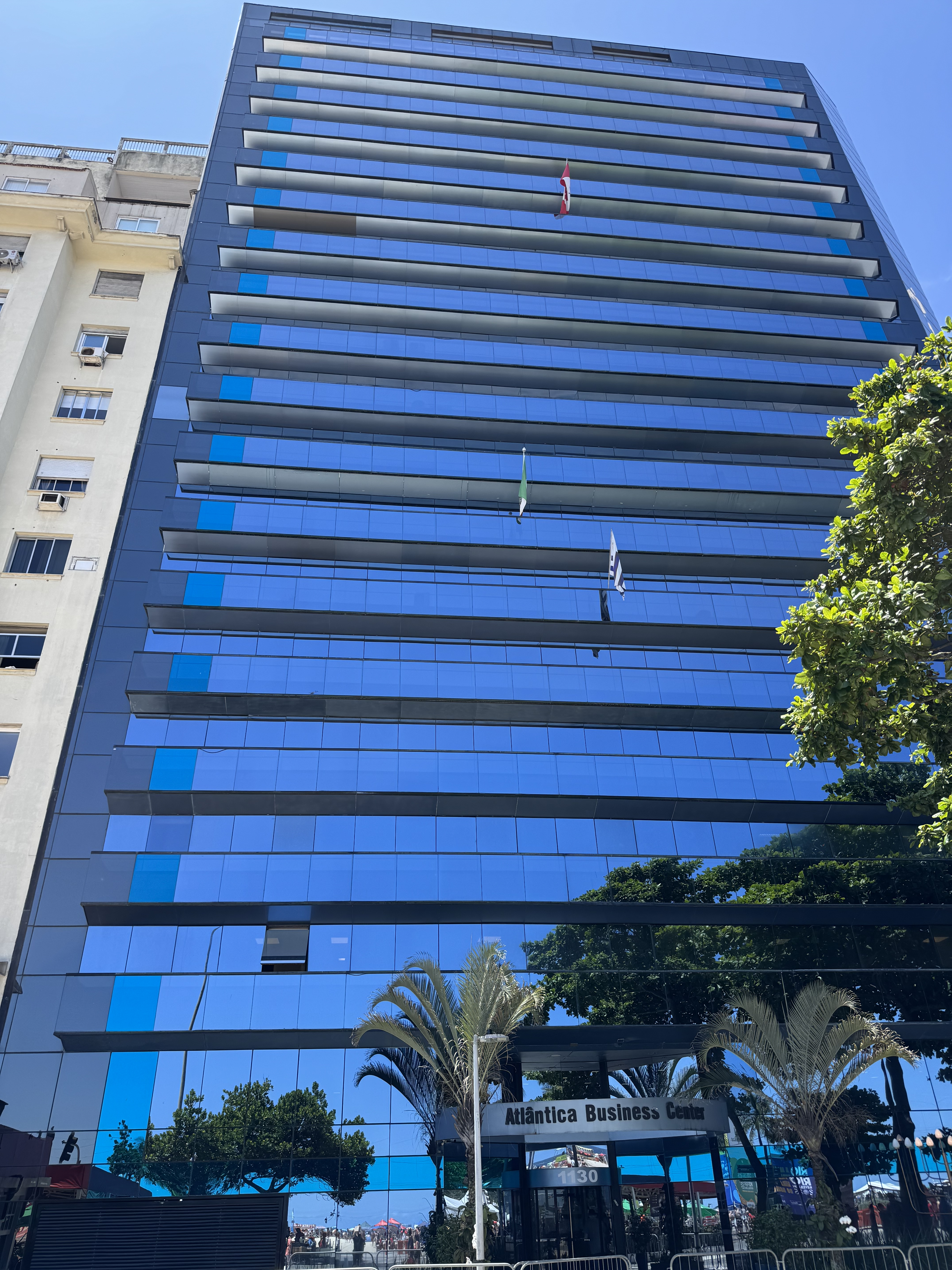
Consulat général à Rio de Janeiro  Brésil
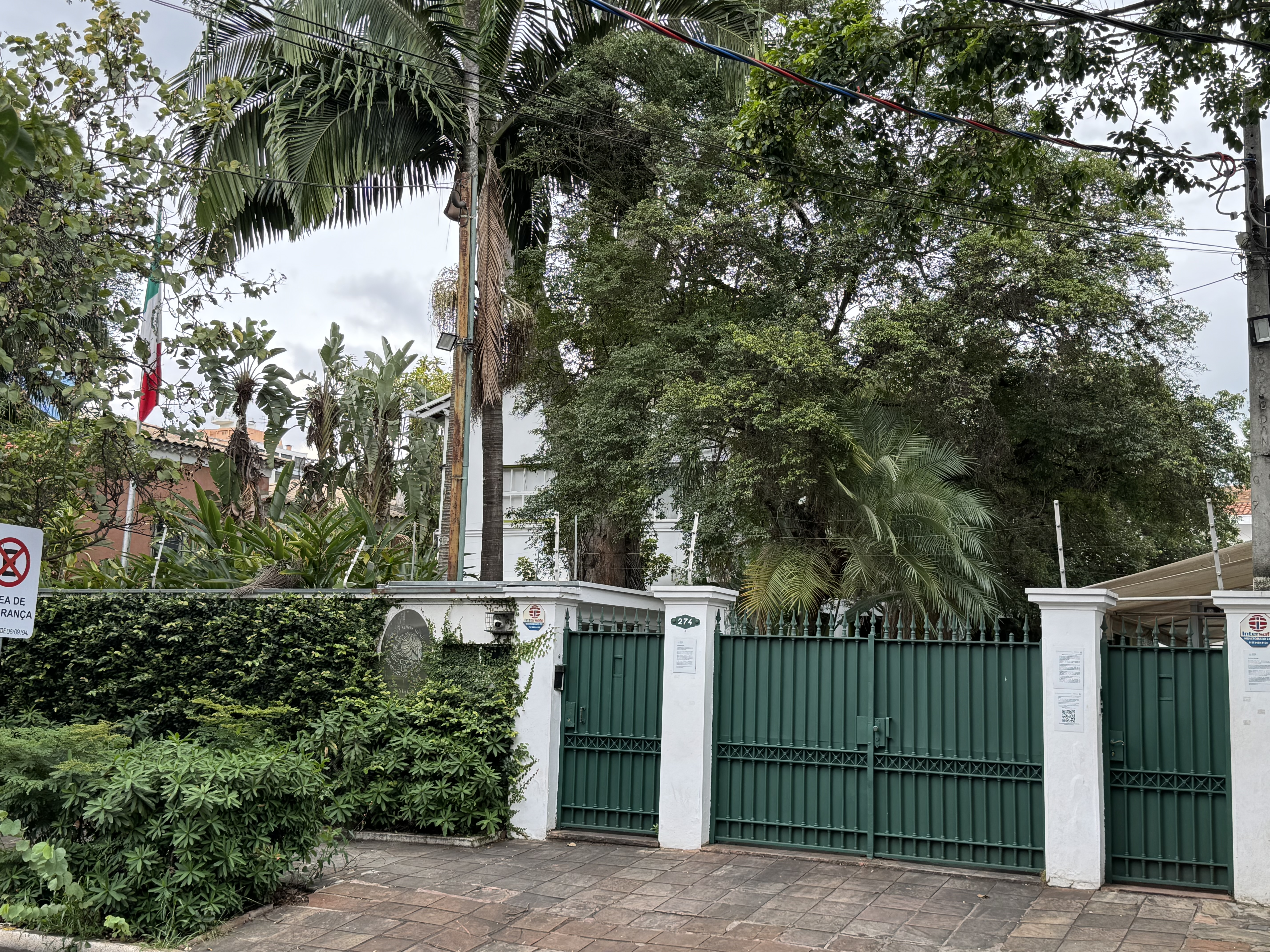
Consulat général à São Paulo  Brésil
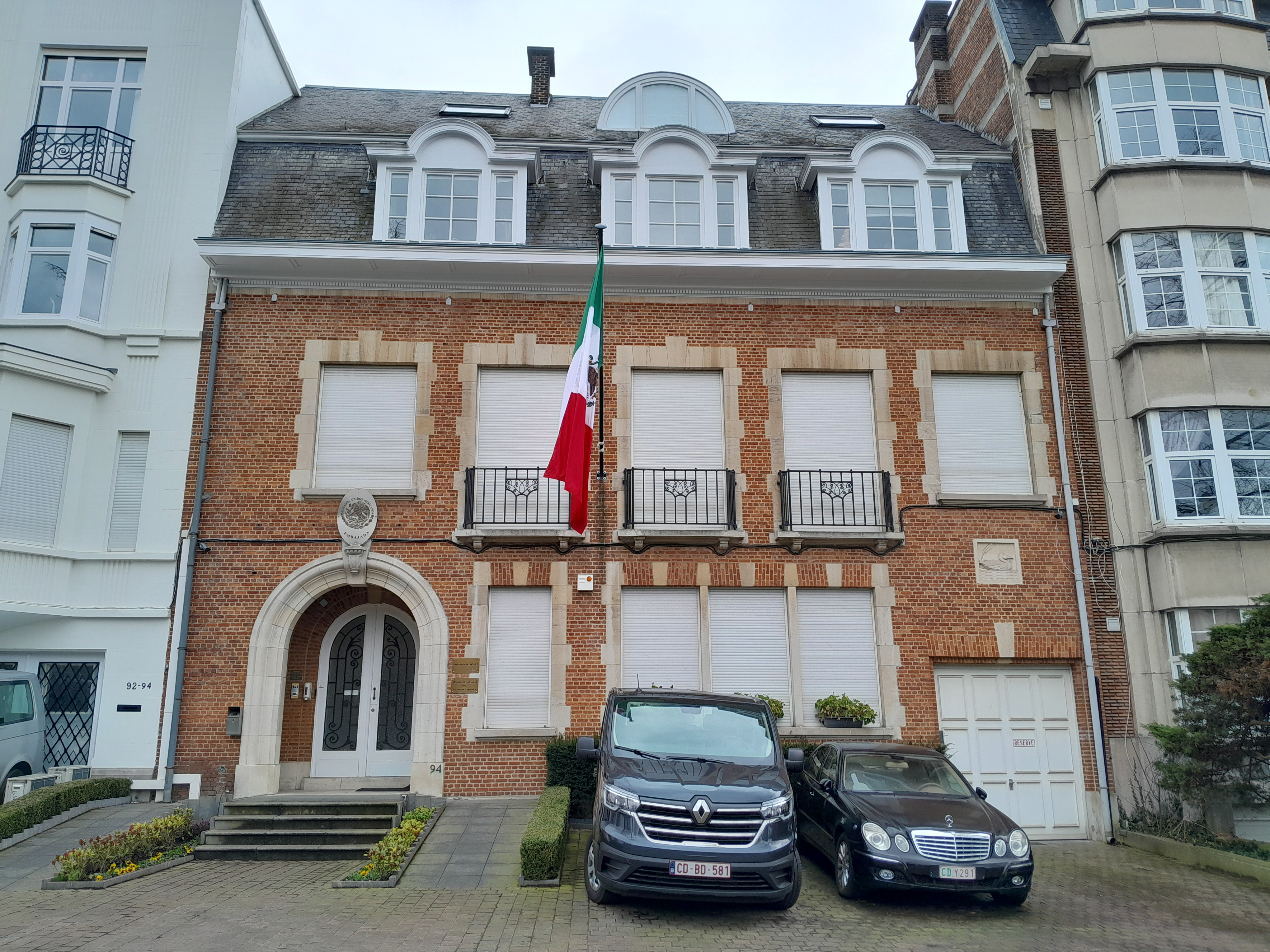
Ambassade à Bruxelles  Belgique
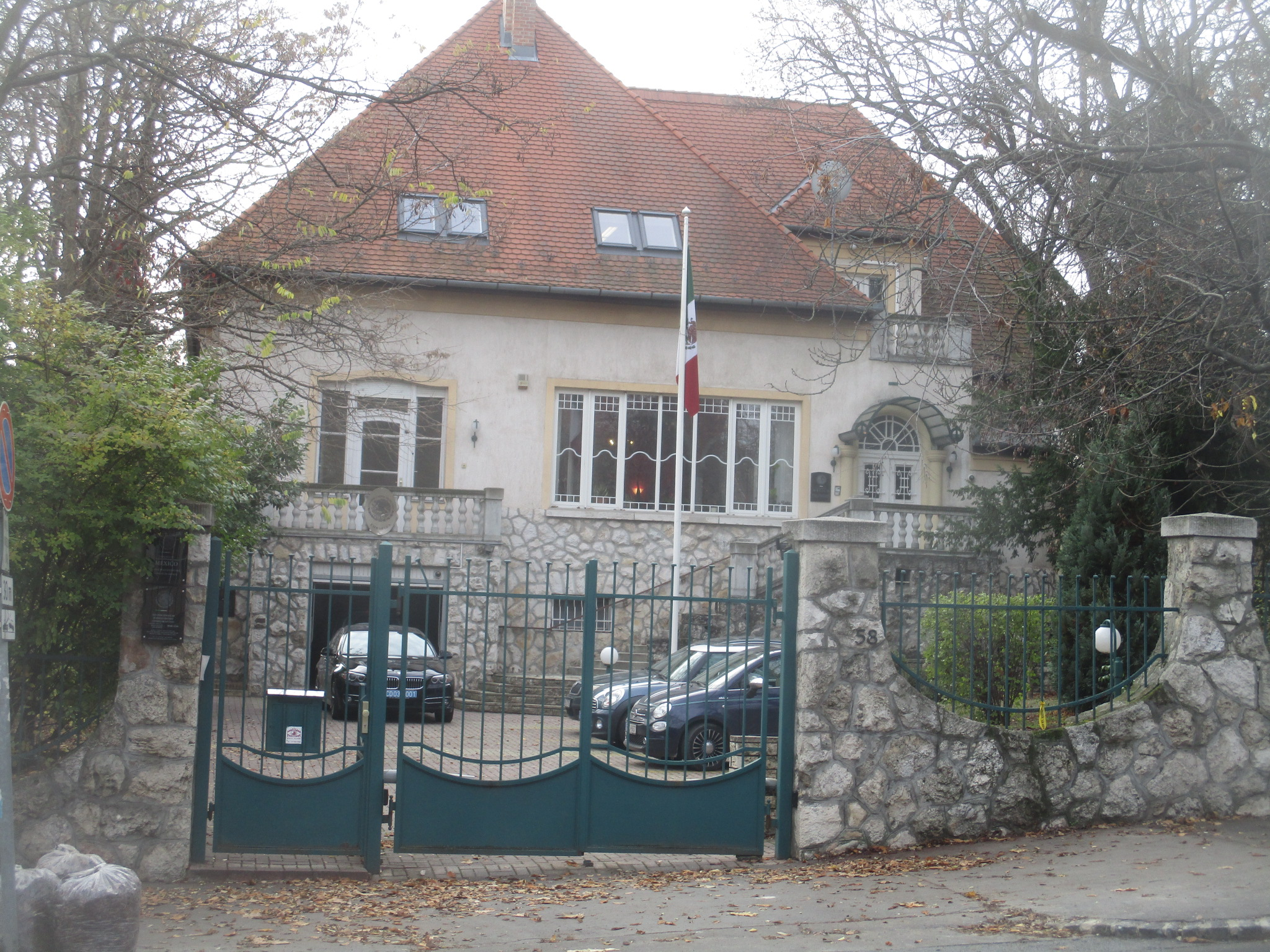
Ambassade à Budapest  Hongrie
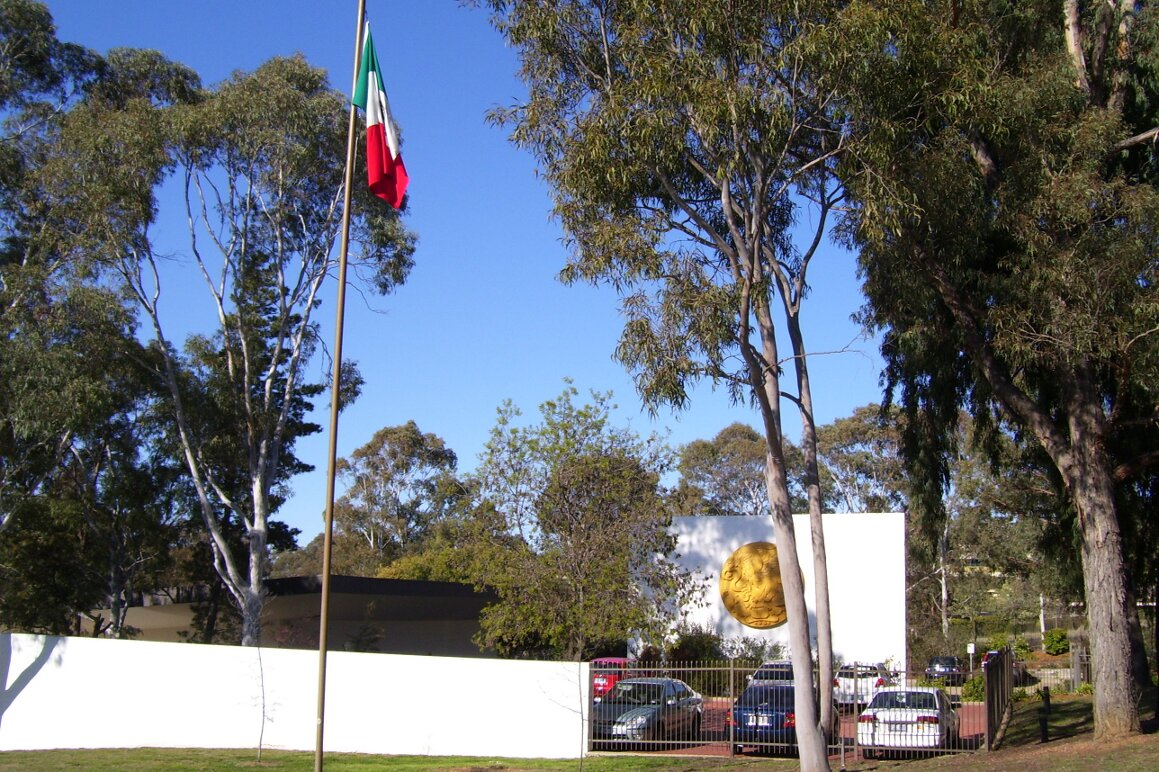
Ambassade à Canberra  Australie
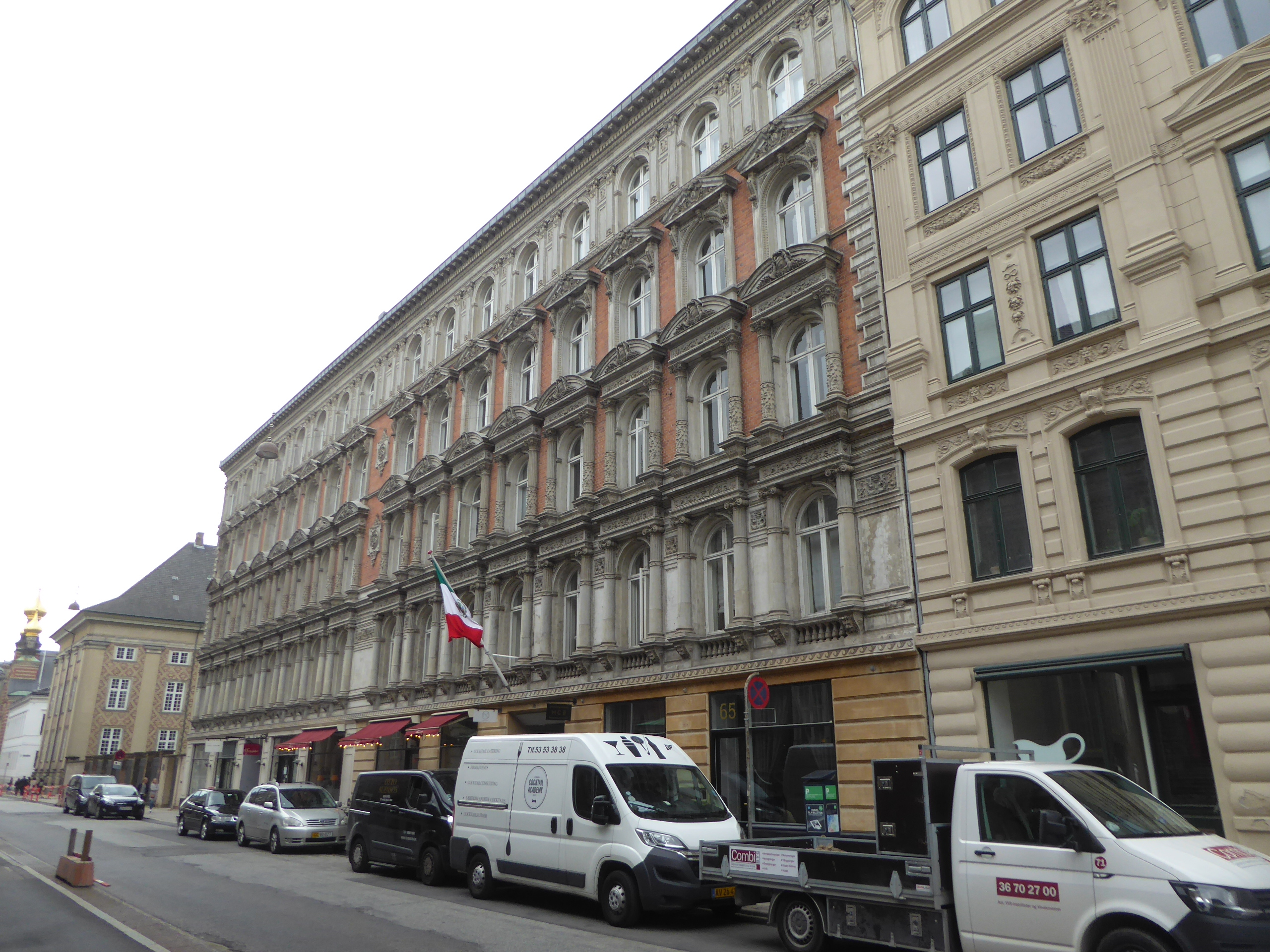
Ambassade à Copenhague  Danemark
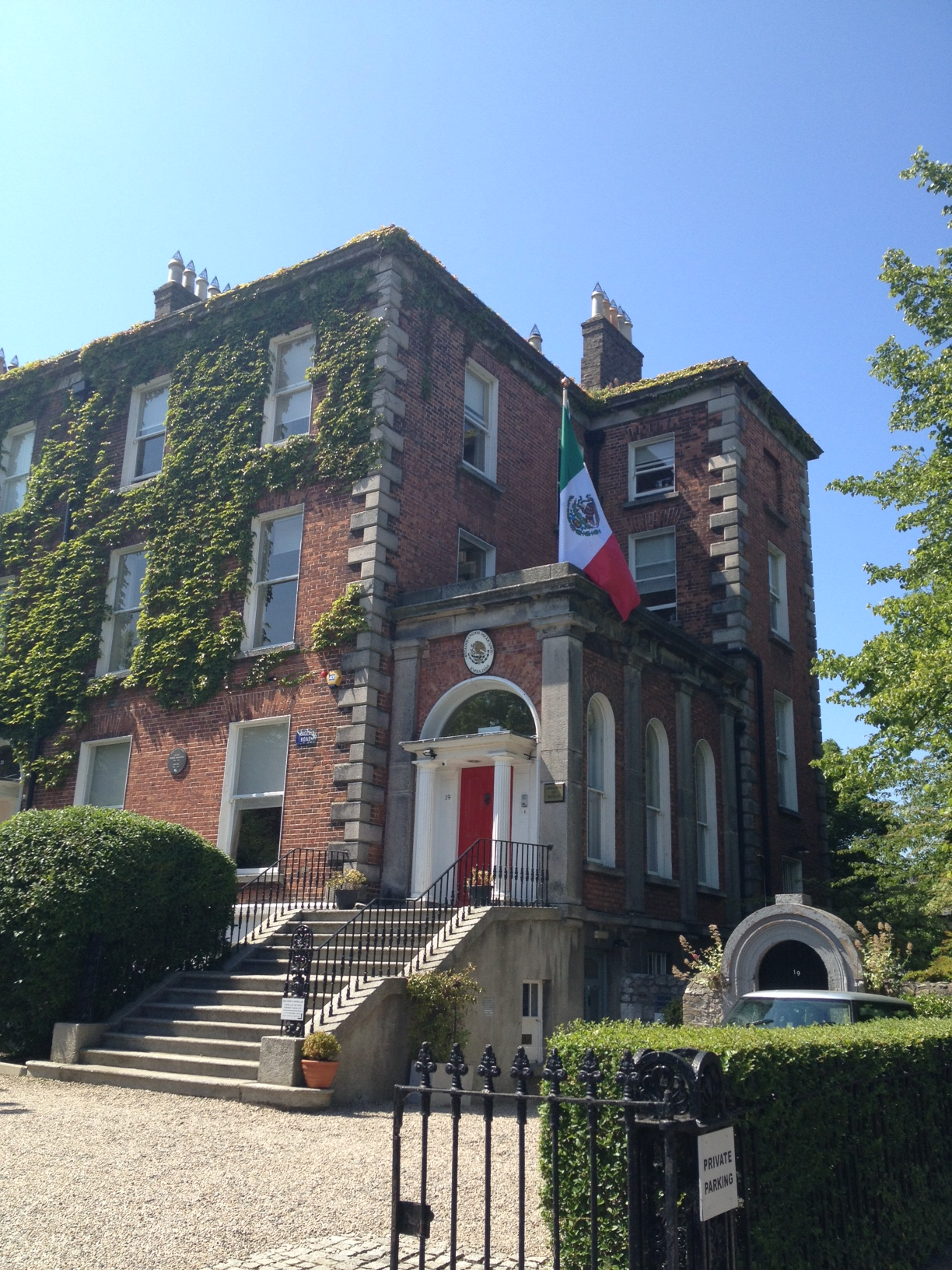
Ambassade à Dublin  Irlande
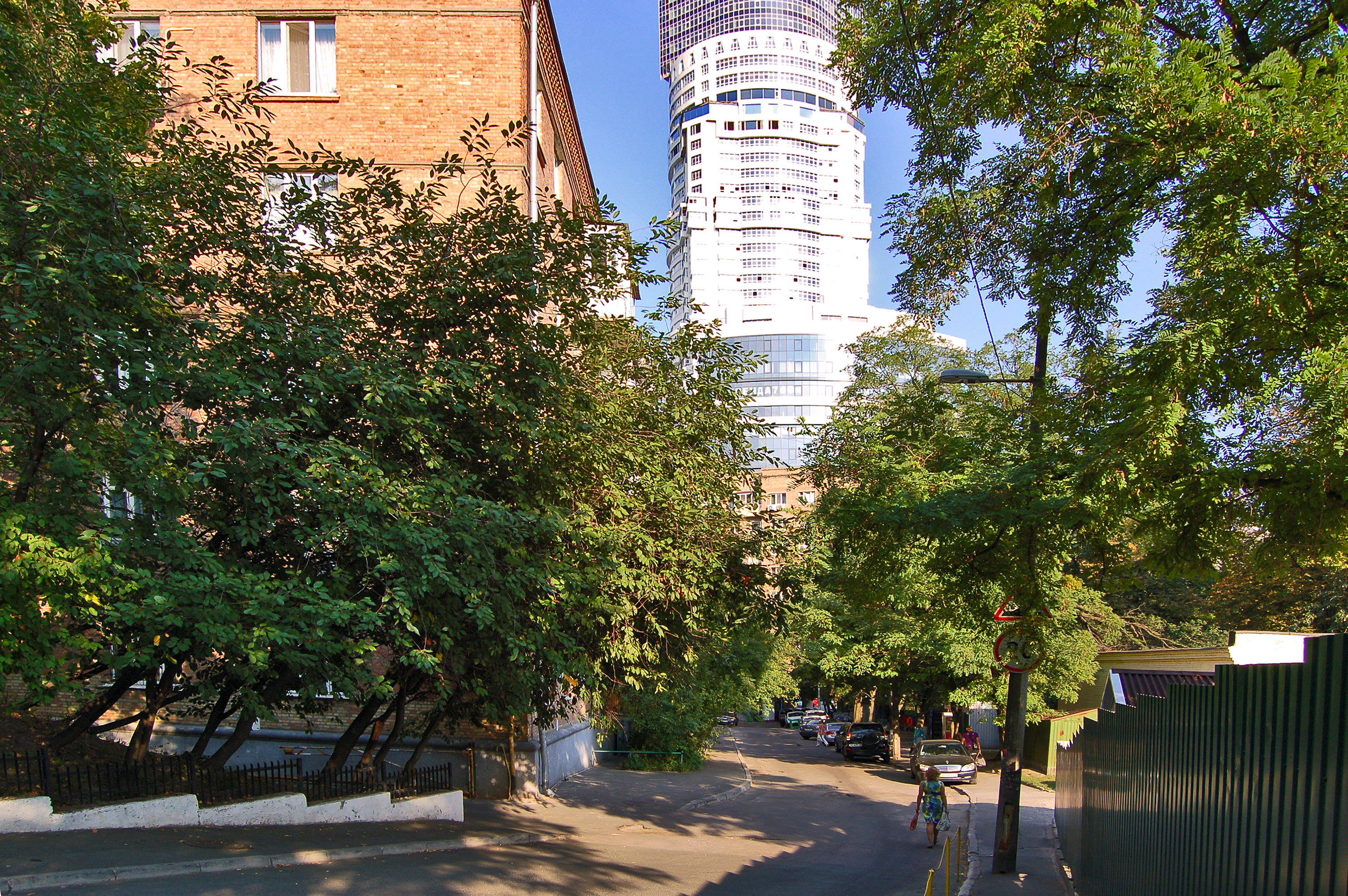
Bâtiment abritant l'ambassade à Kiev  Ukraine
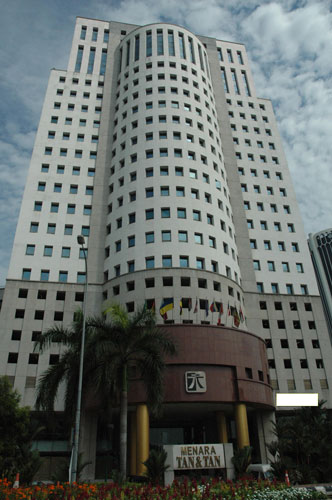
Bâtiment abritant l'ambassade à Kuala Lumpur  Malaisie
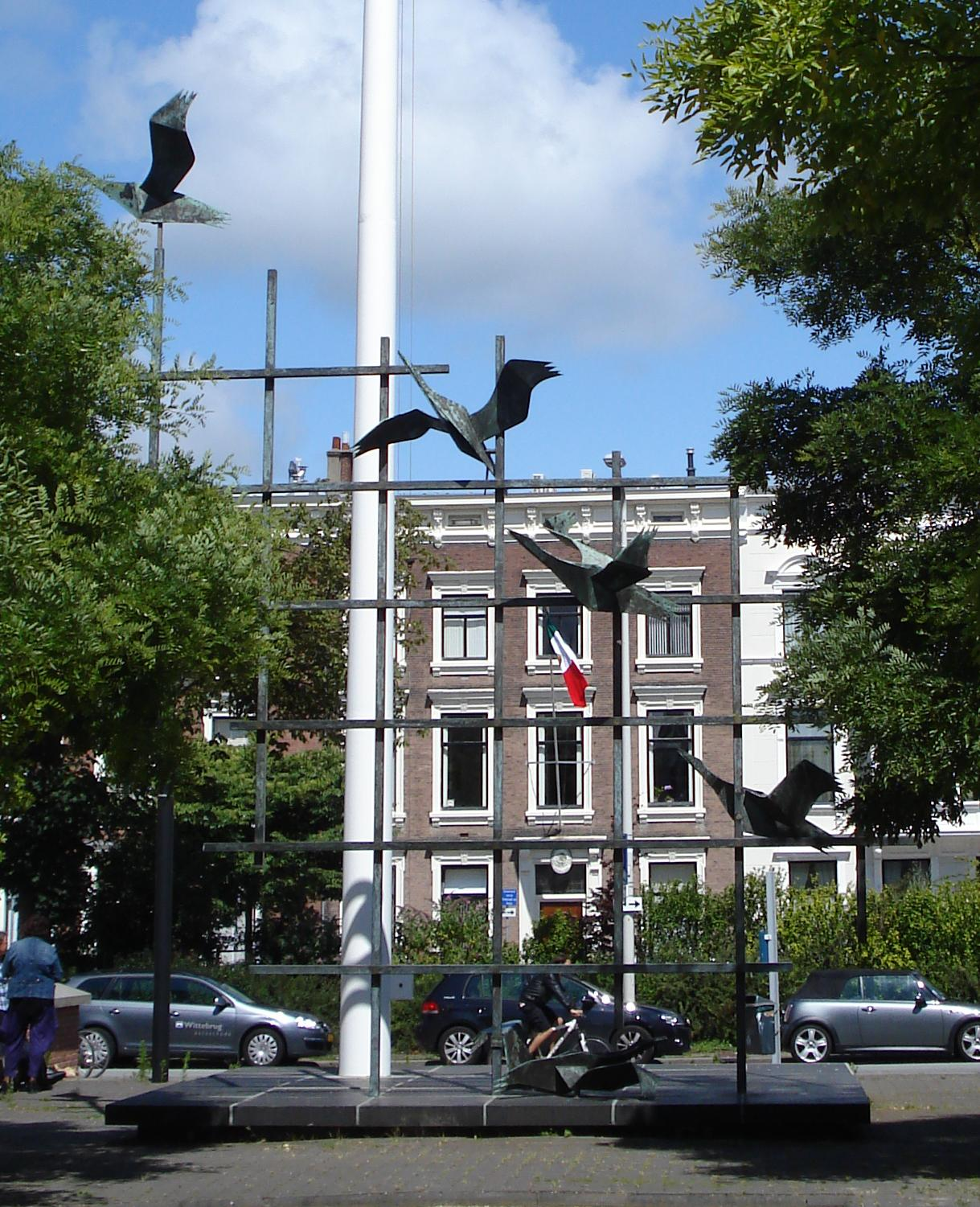
Ambassade à La Haye  Pays-Bas
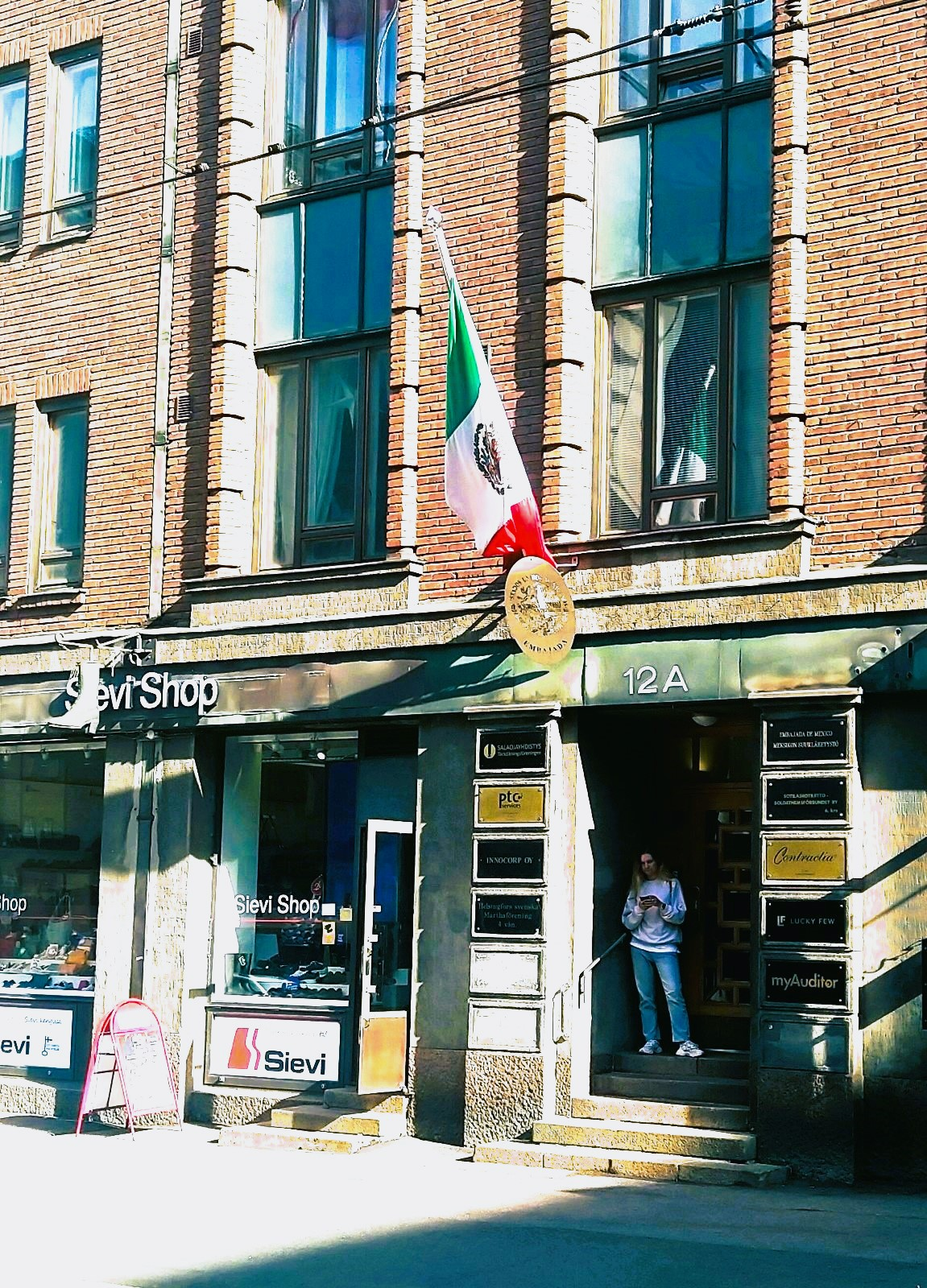
Ambassade à Helsinki  Finlande
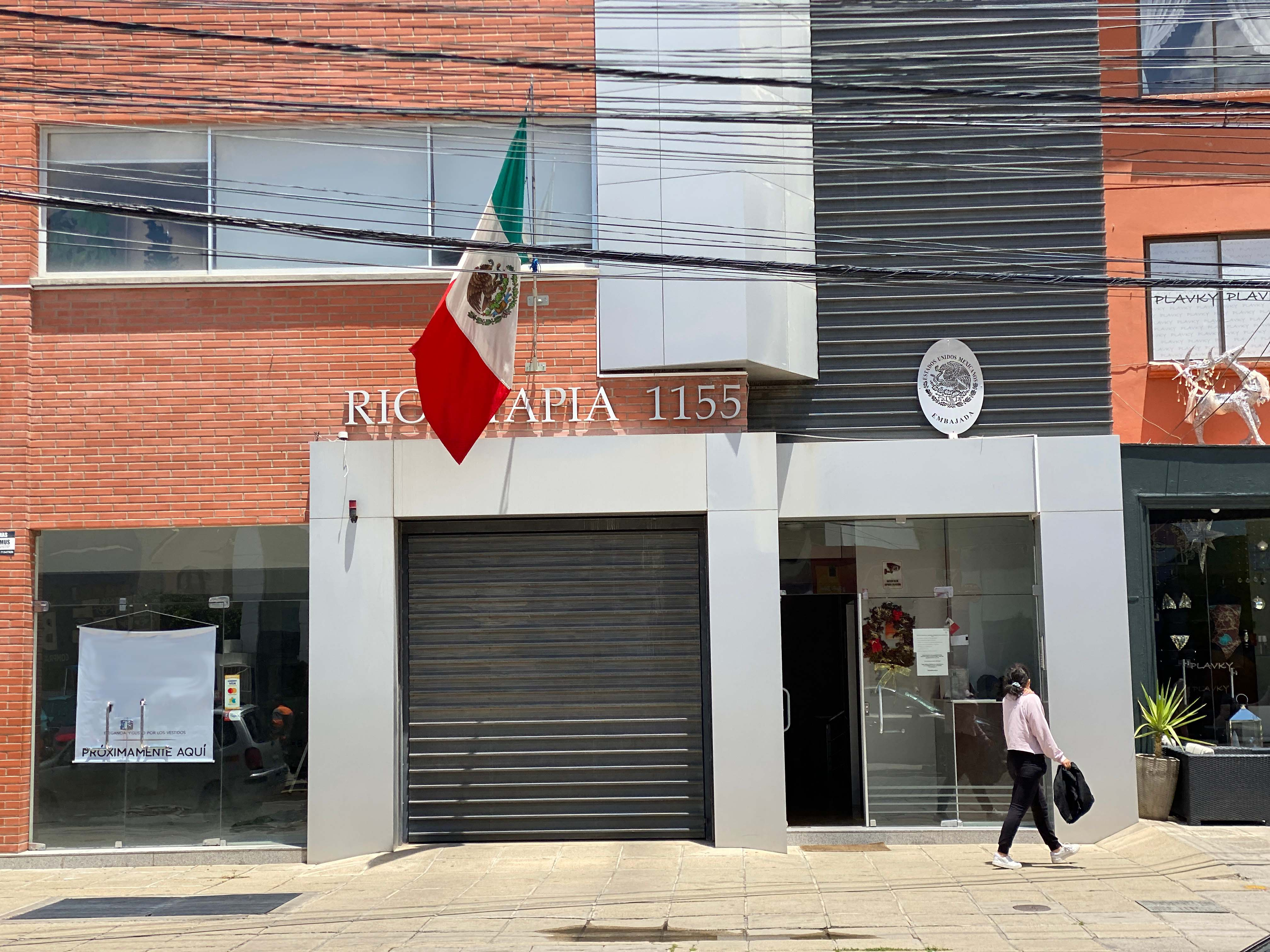
Ambassade à La Paz  Bolivie
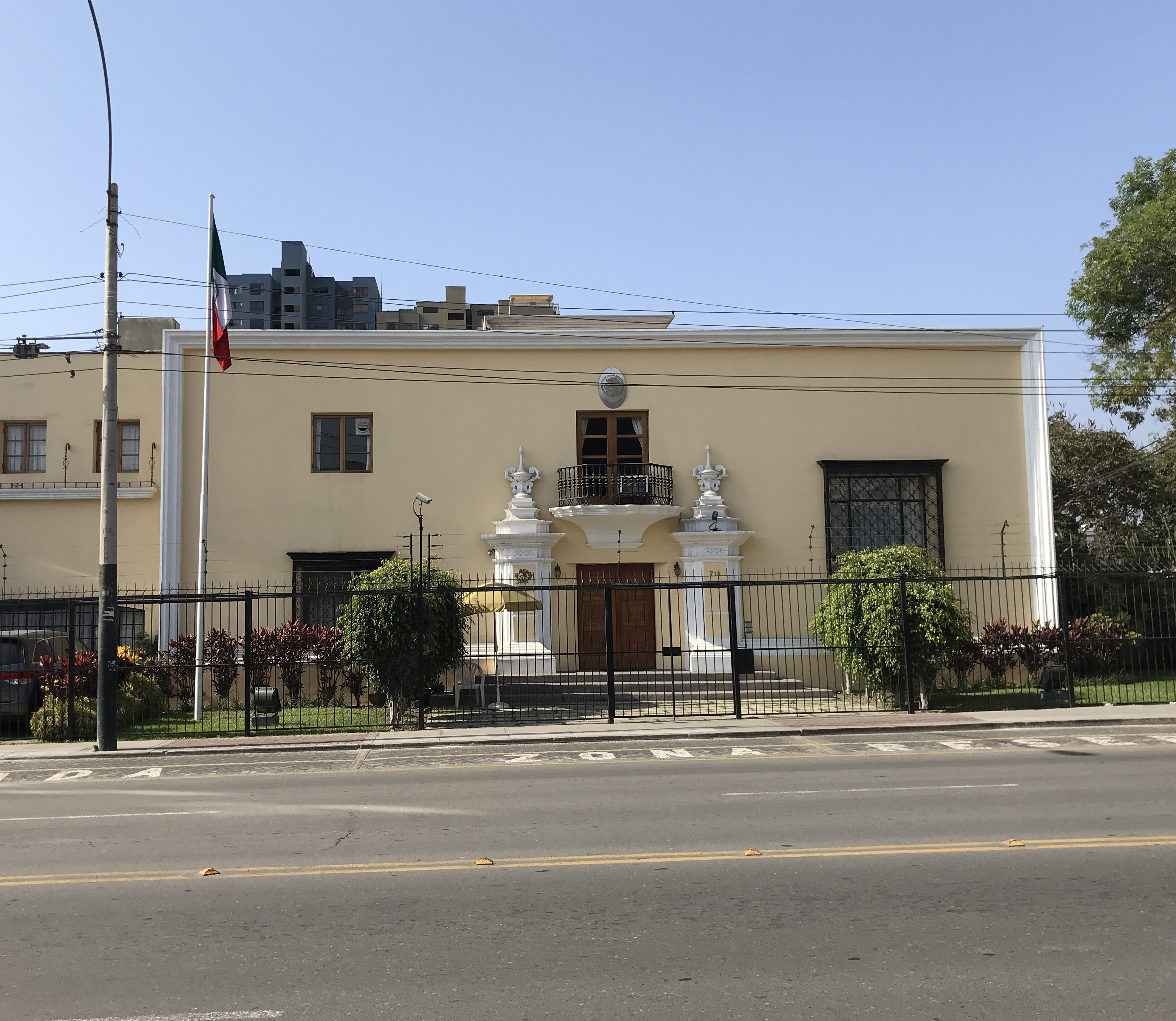
Ambassade à Lima  Pérou
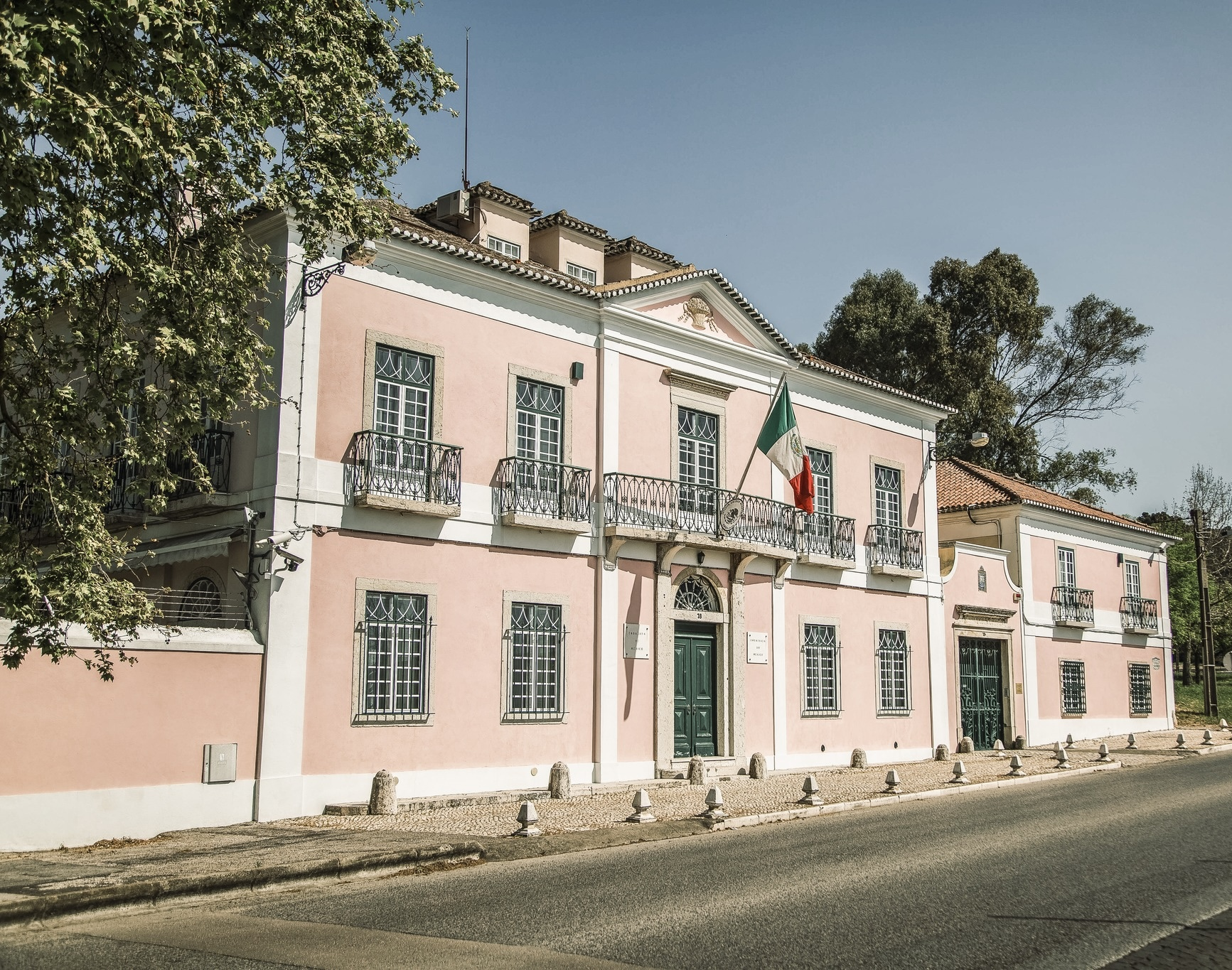
Ambassade à Lisbonne  Portugal
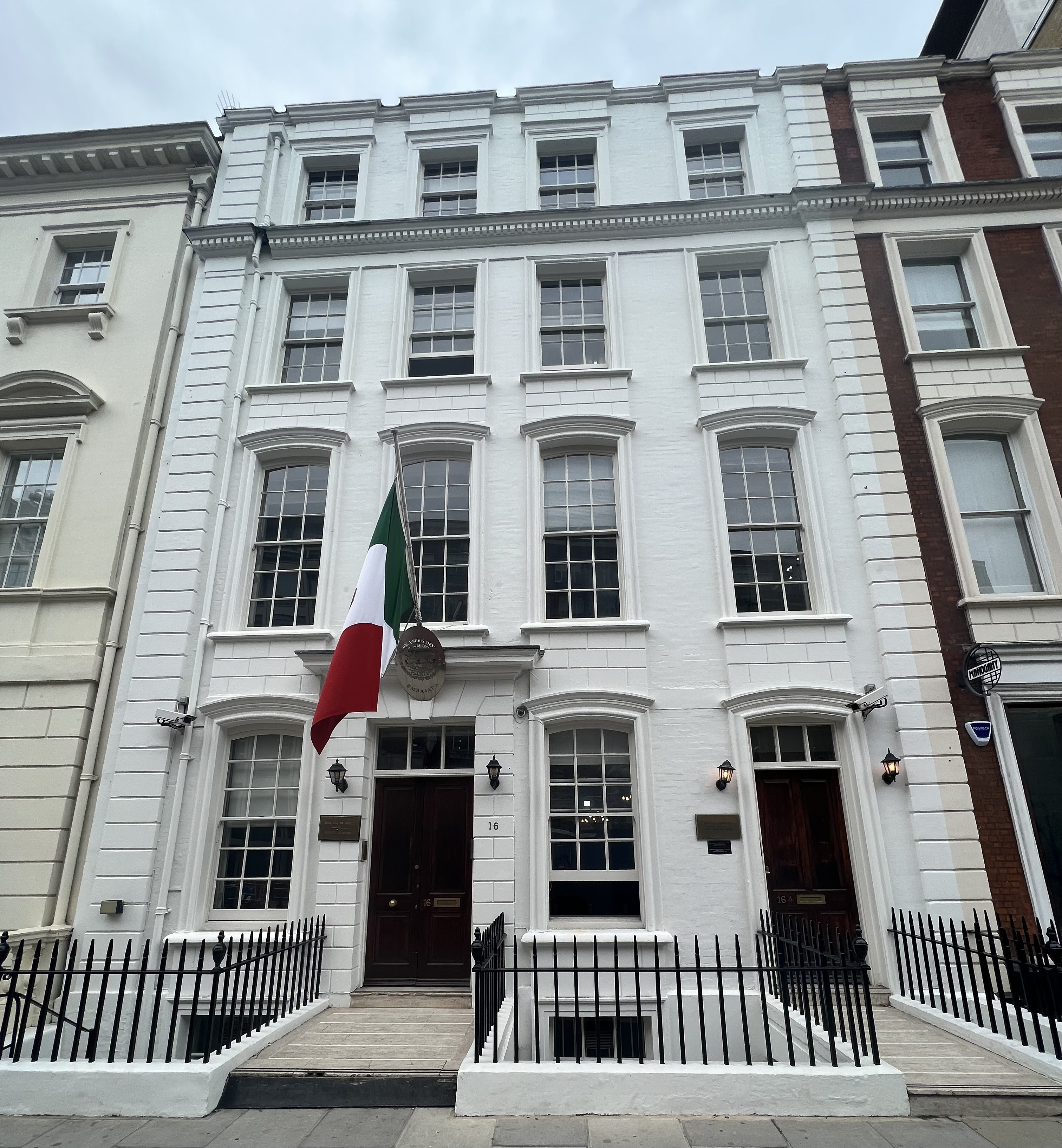
Ambassade à Londres  Royaume-Uni
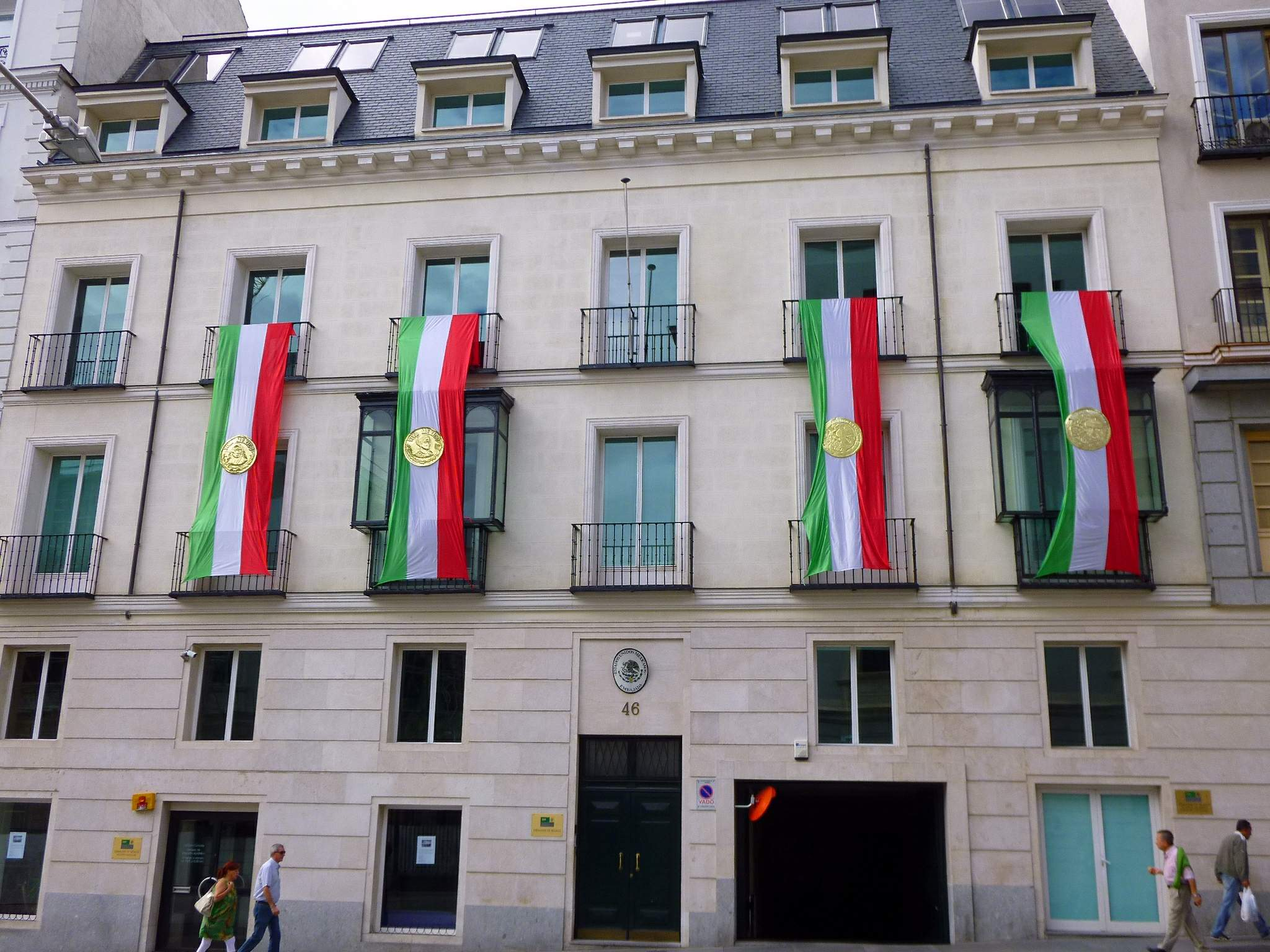
Ambassade à Madrid  Espagne
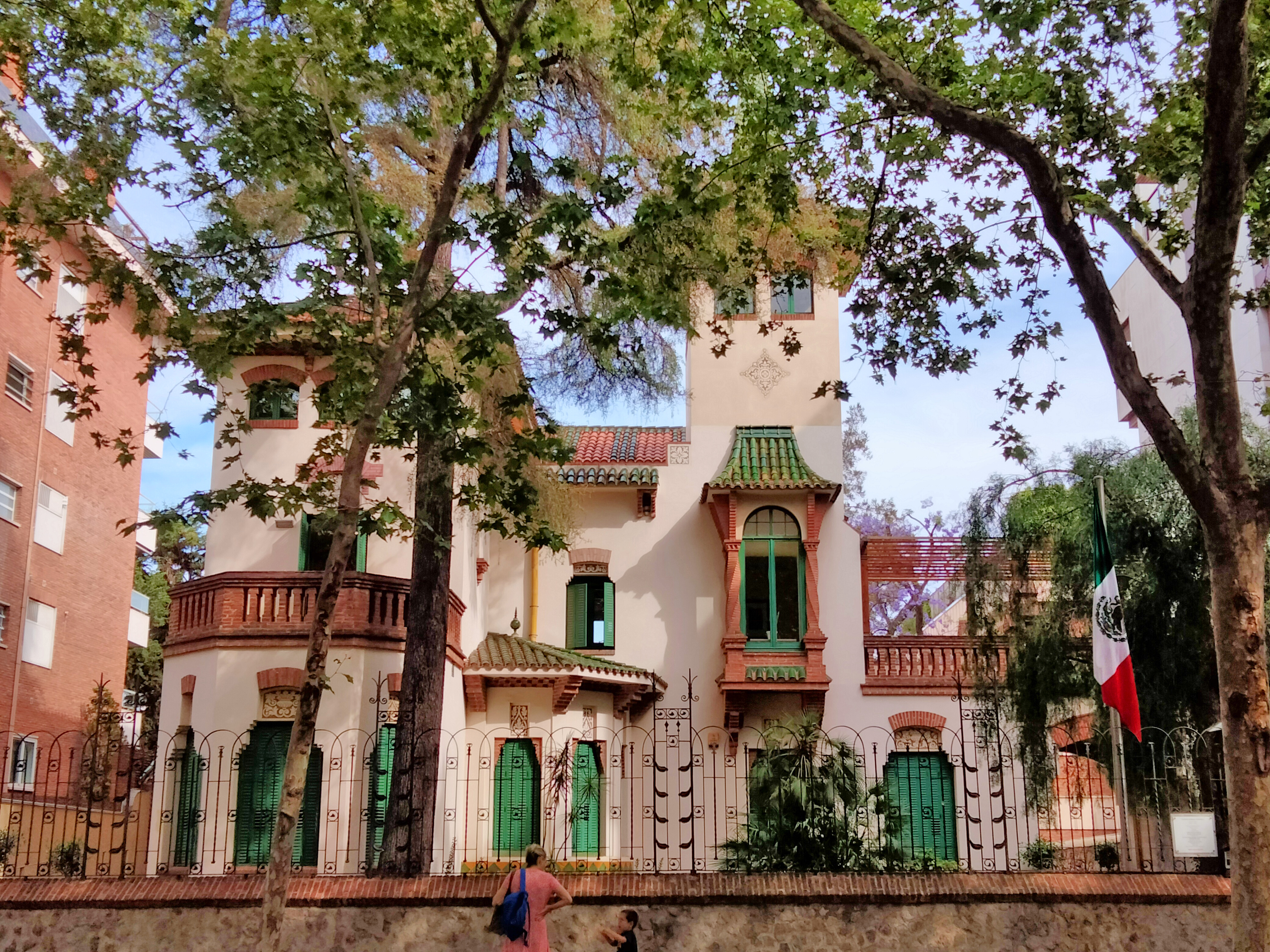
Consulat à Barcelone  Espagne
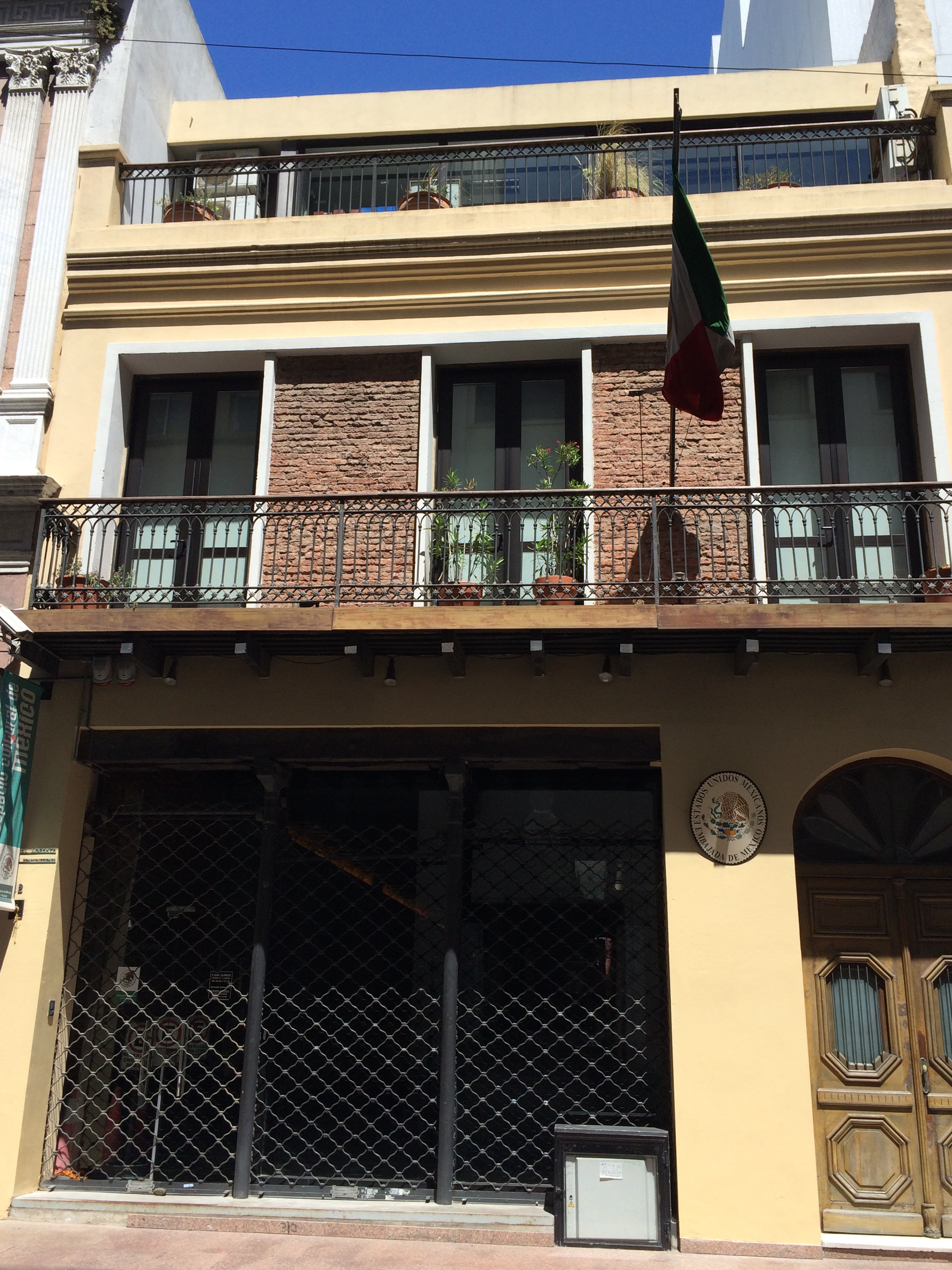
Ambassade à Montevideo  Uruguay
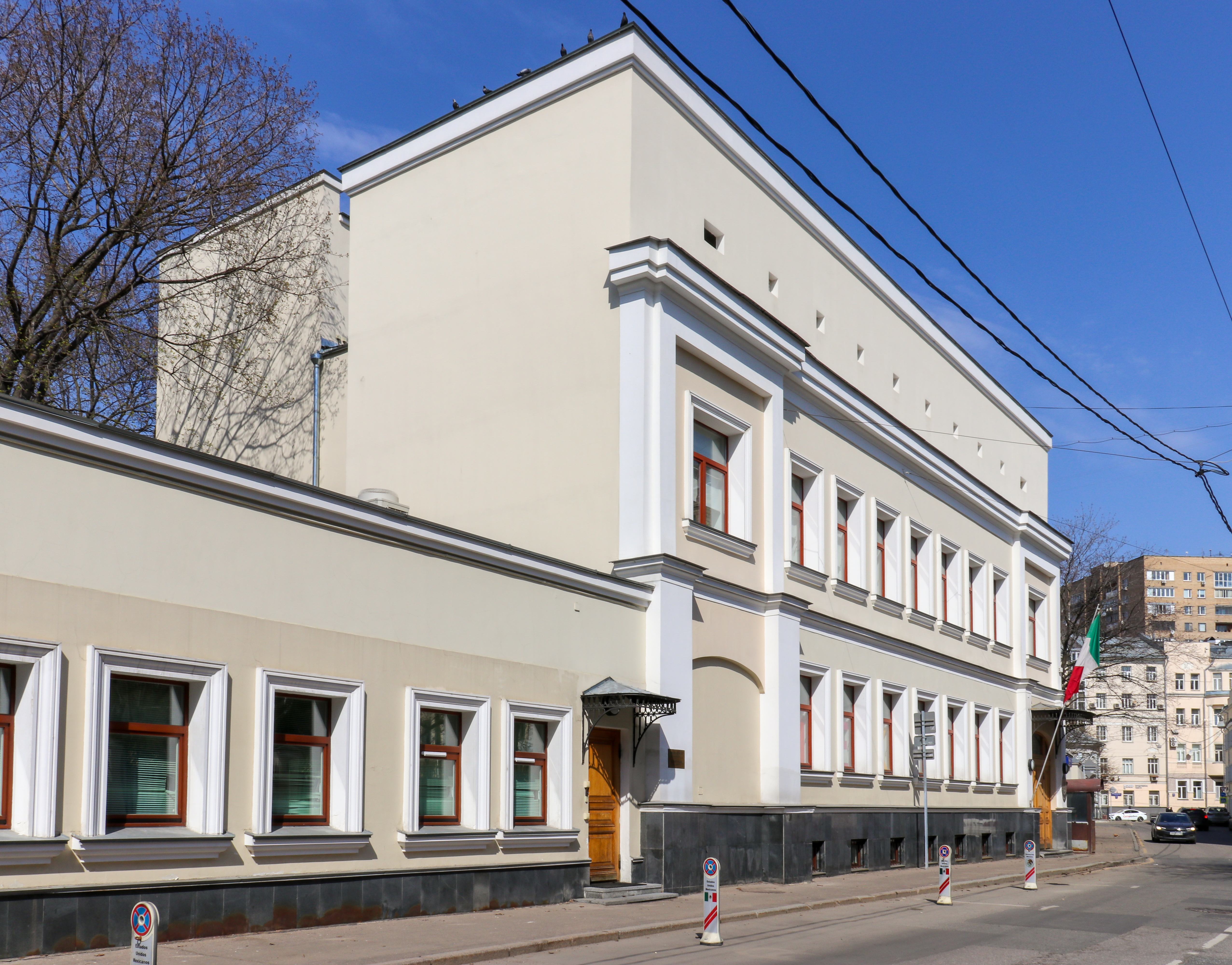
Ambassade à Moscou  Russie
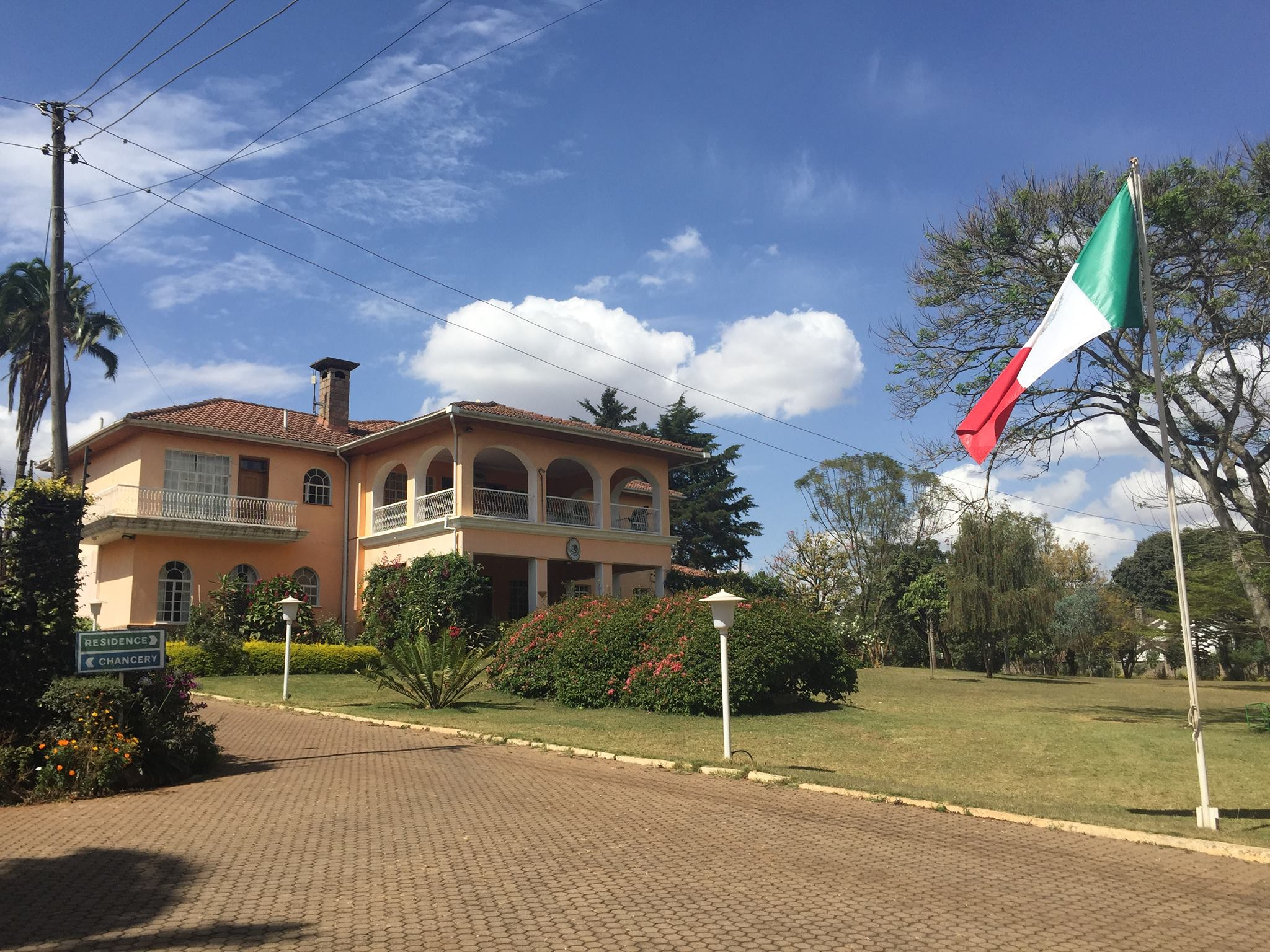
Ambassade à Nairobi  Kenya
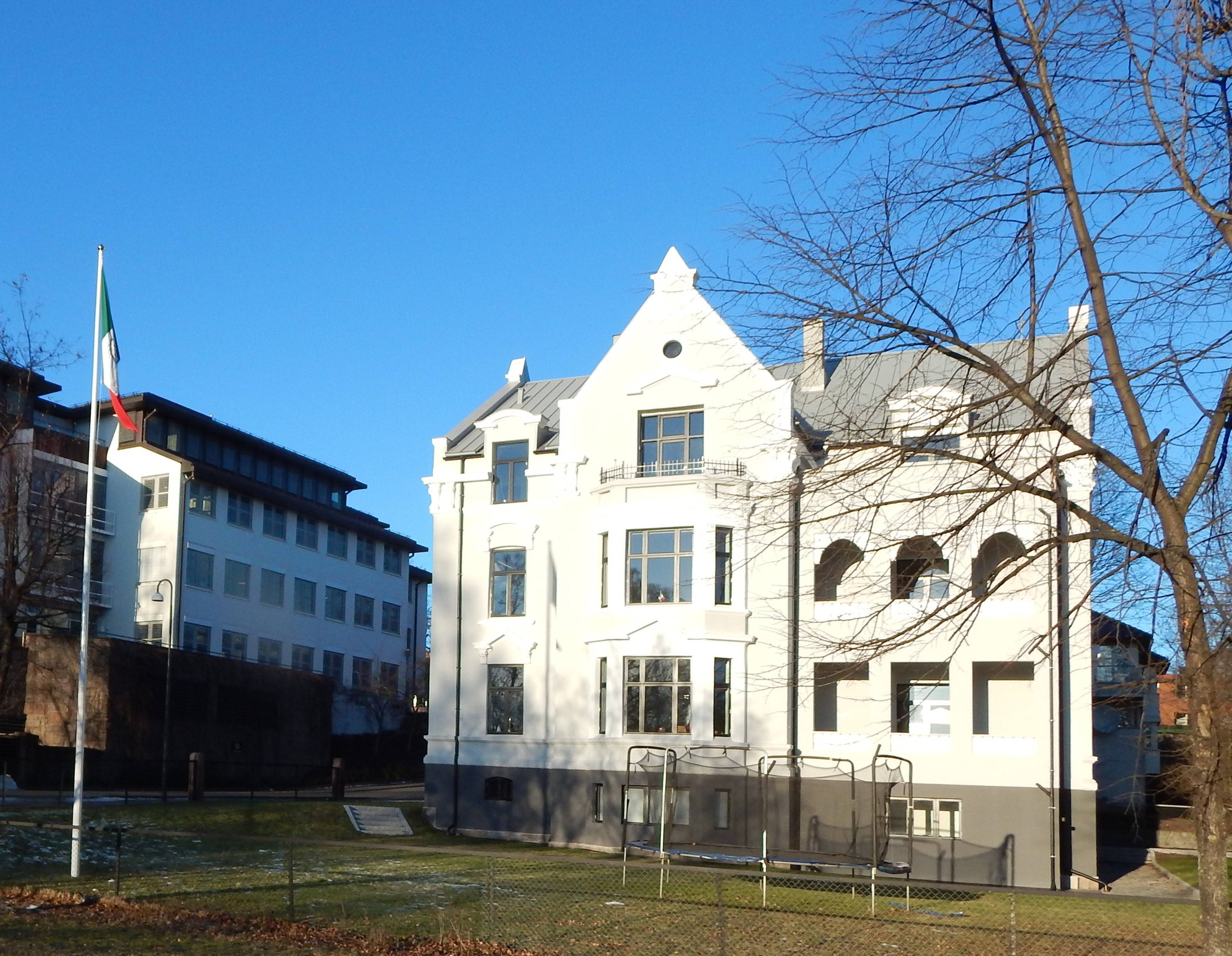
Ambassade à Oslo  Norvège
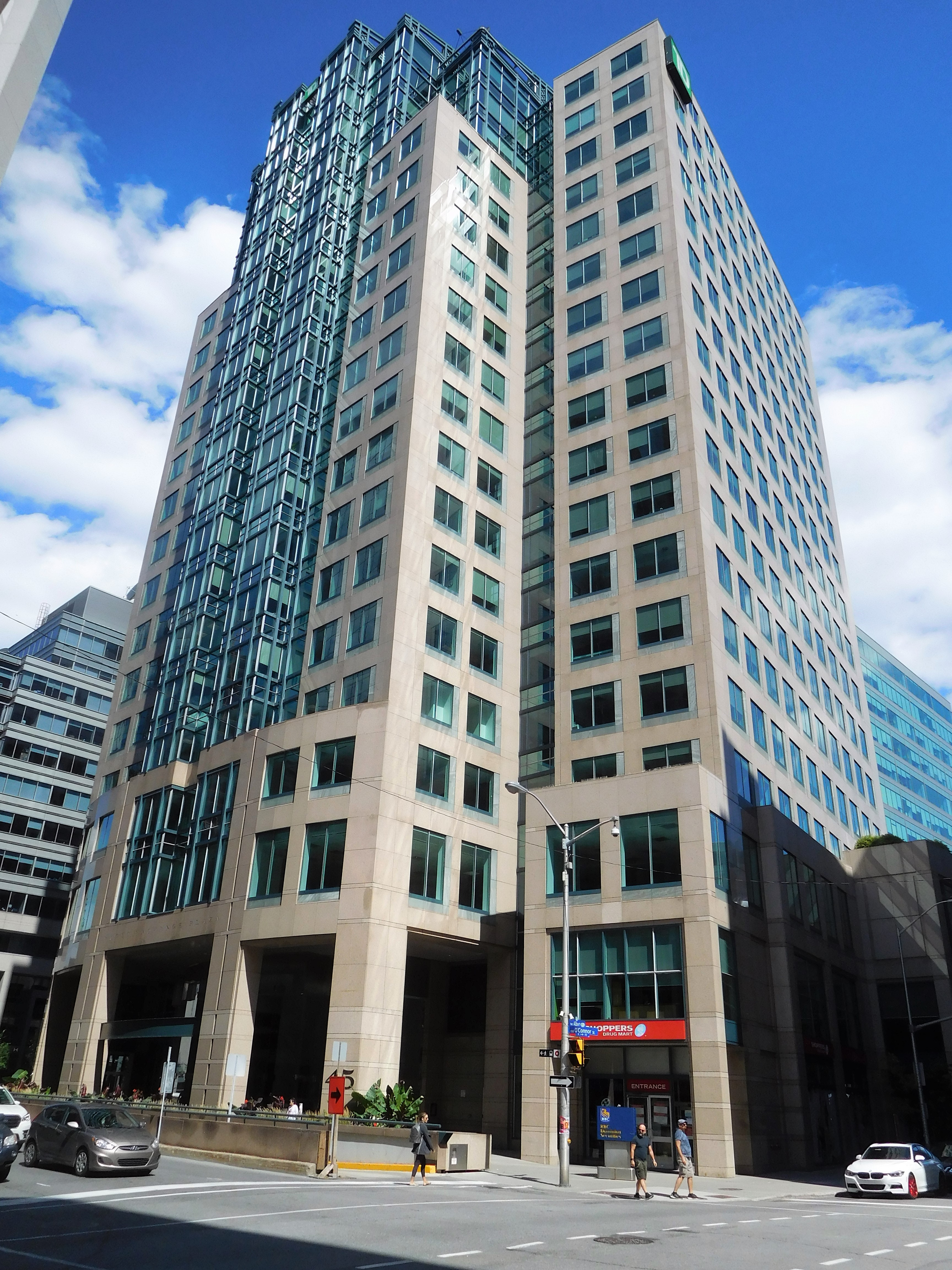
Bâtiment abritant l'ambassade à Ottawa  Canada
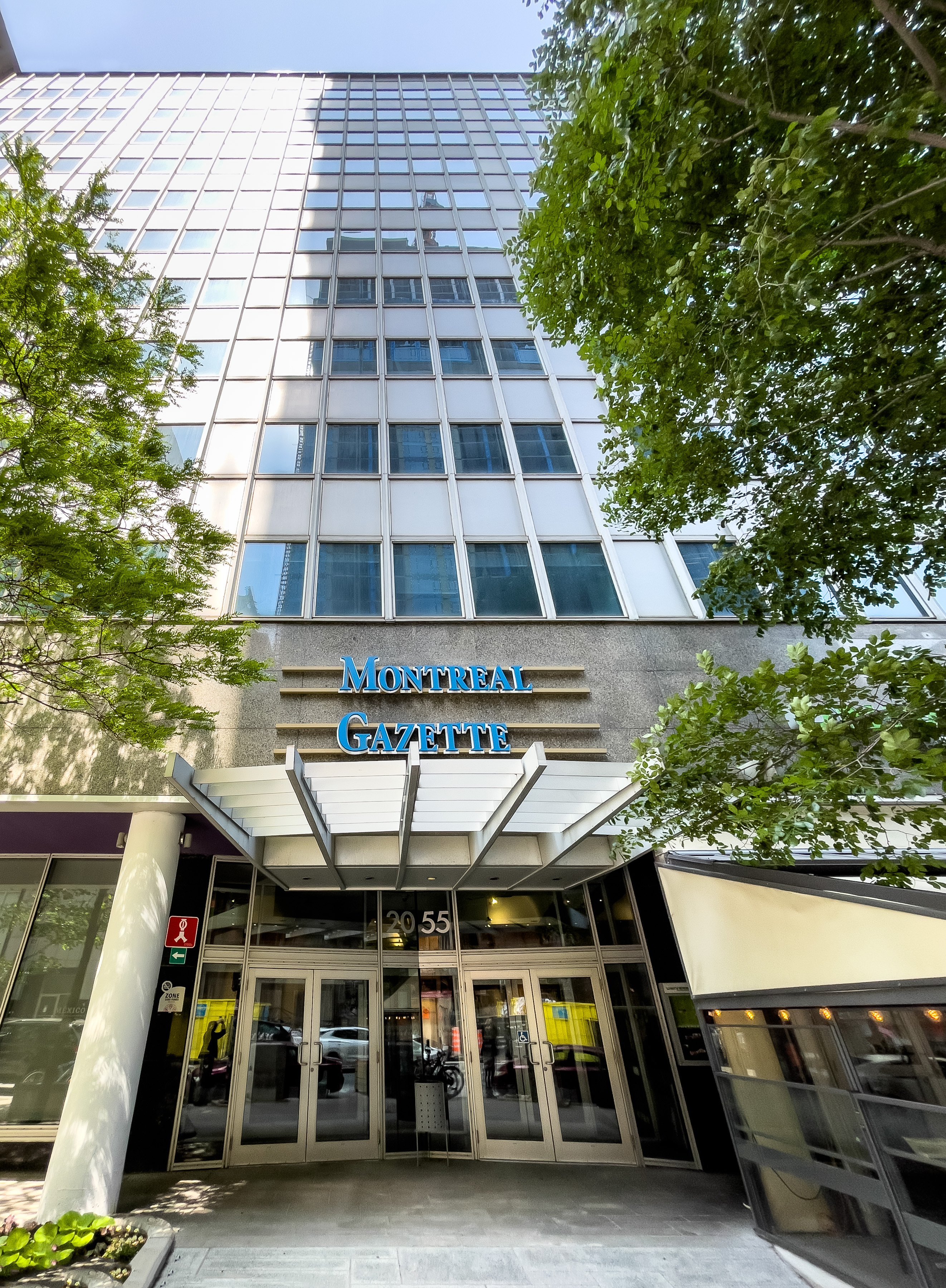
Bâtiment abritant le consulat général à Montréal  Canada
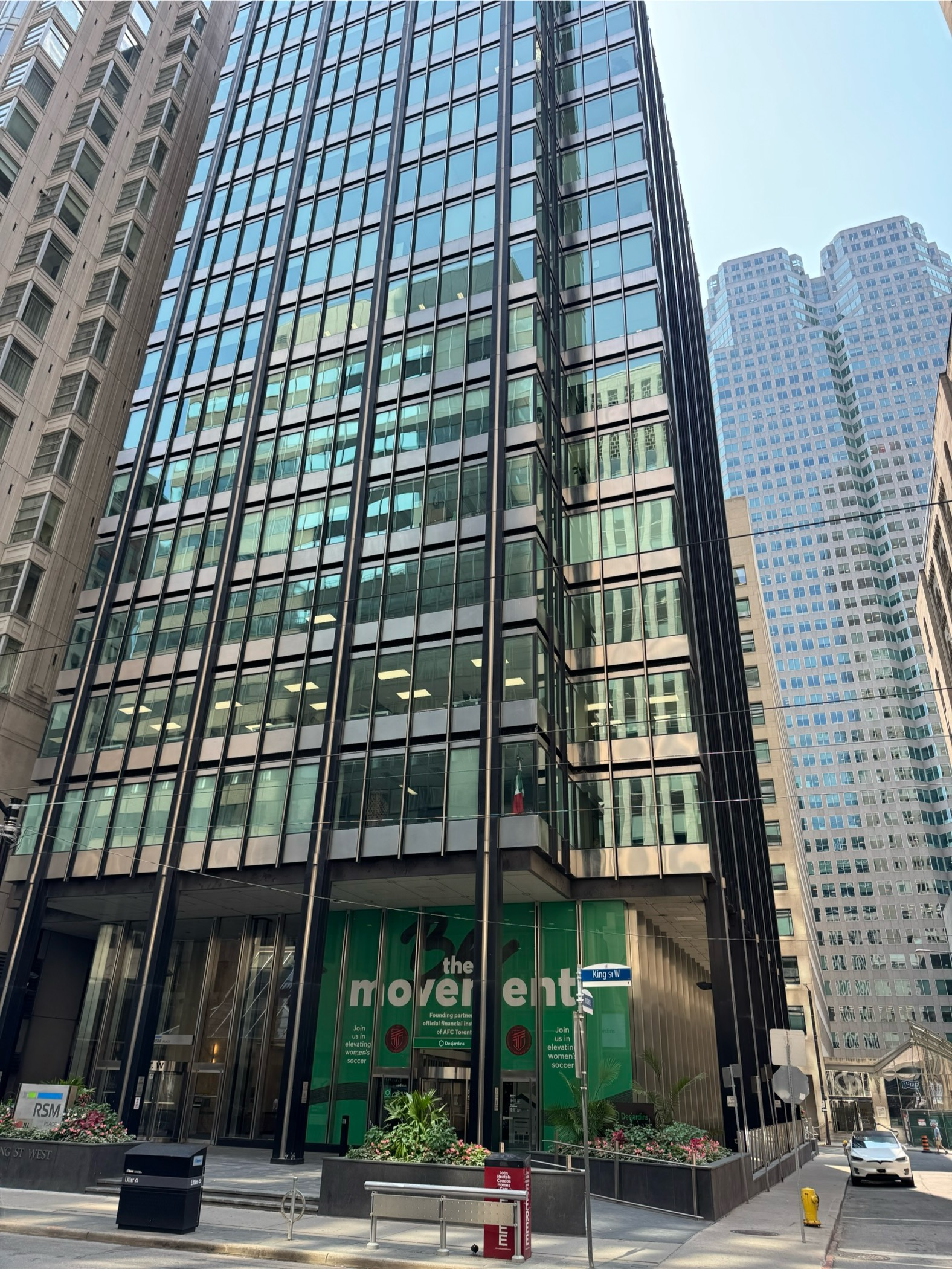
Bâtiment abritant le consulat général à Toronto  Canada
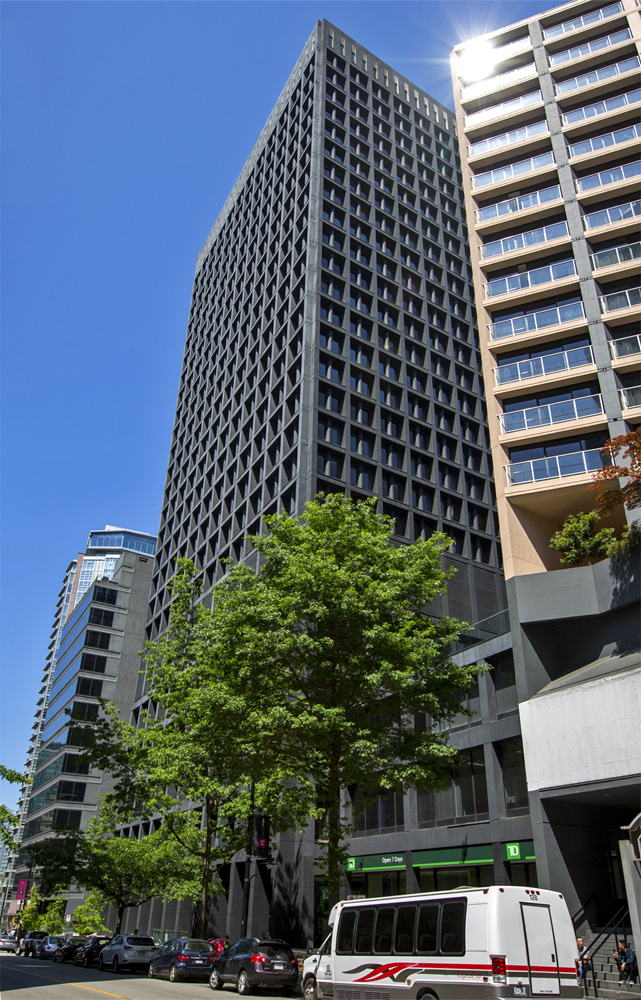
Bâtiment abritant le consulat général à Vancouver  Canada
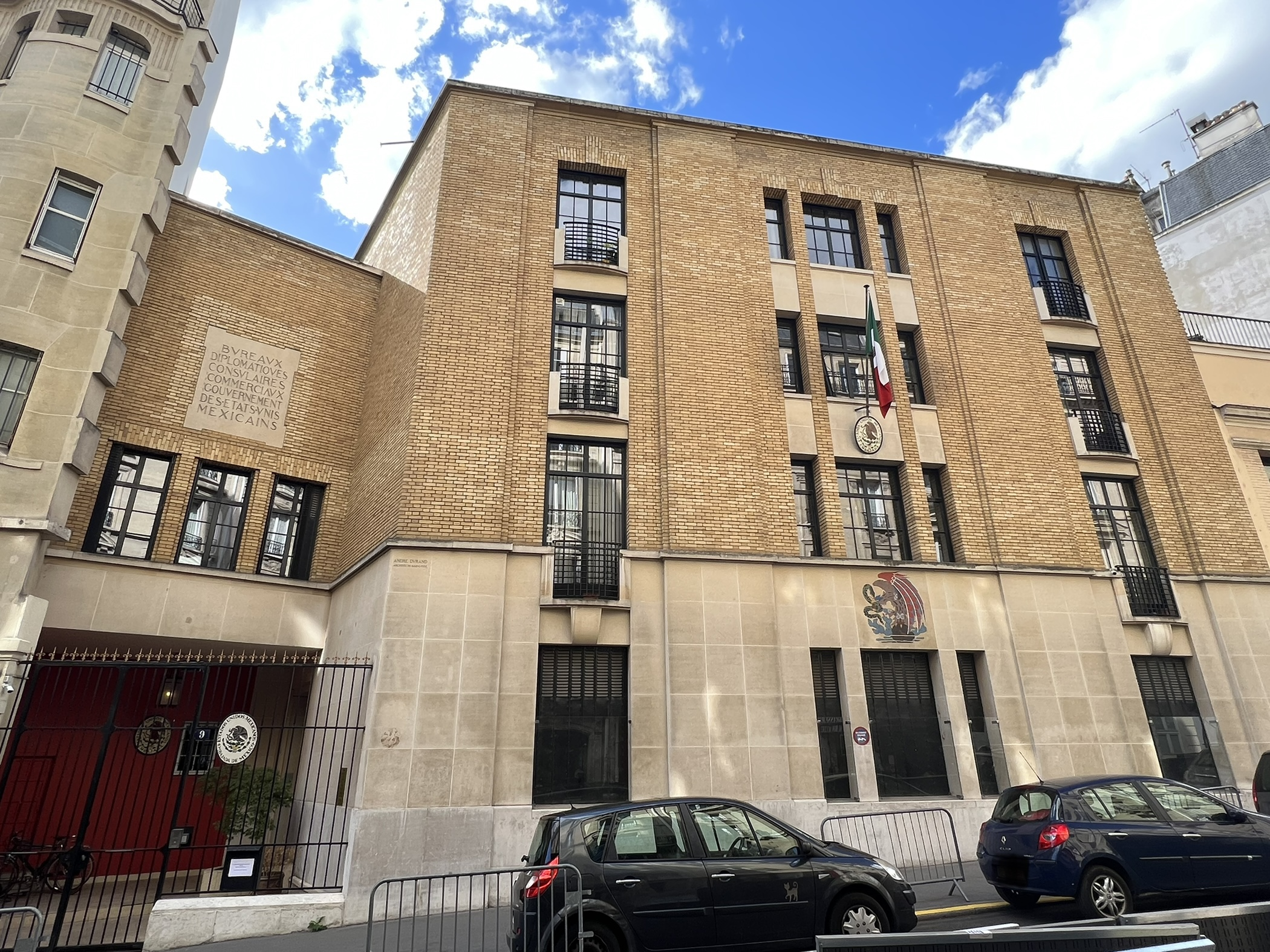
Ambassade à Paris  France
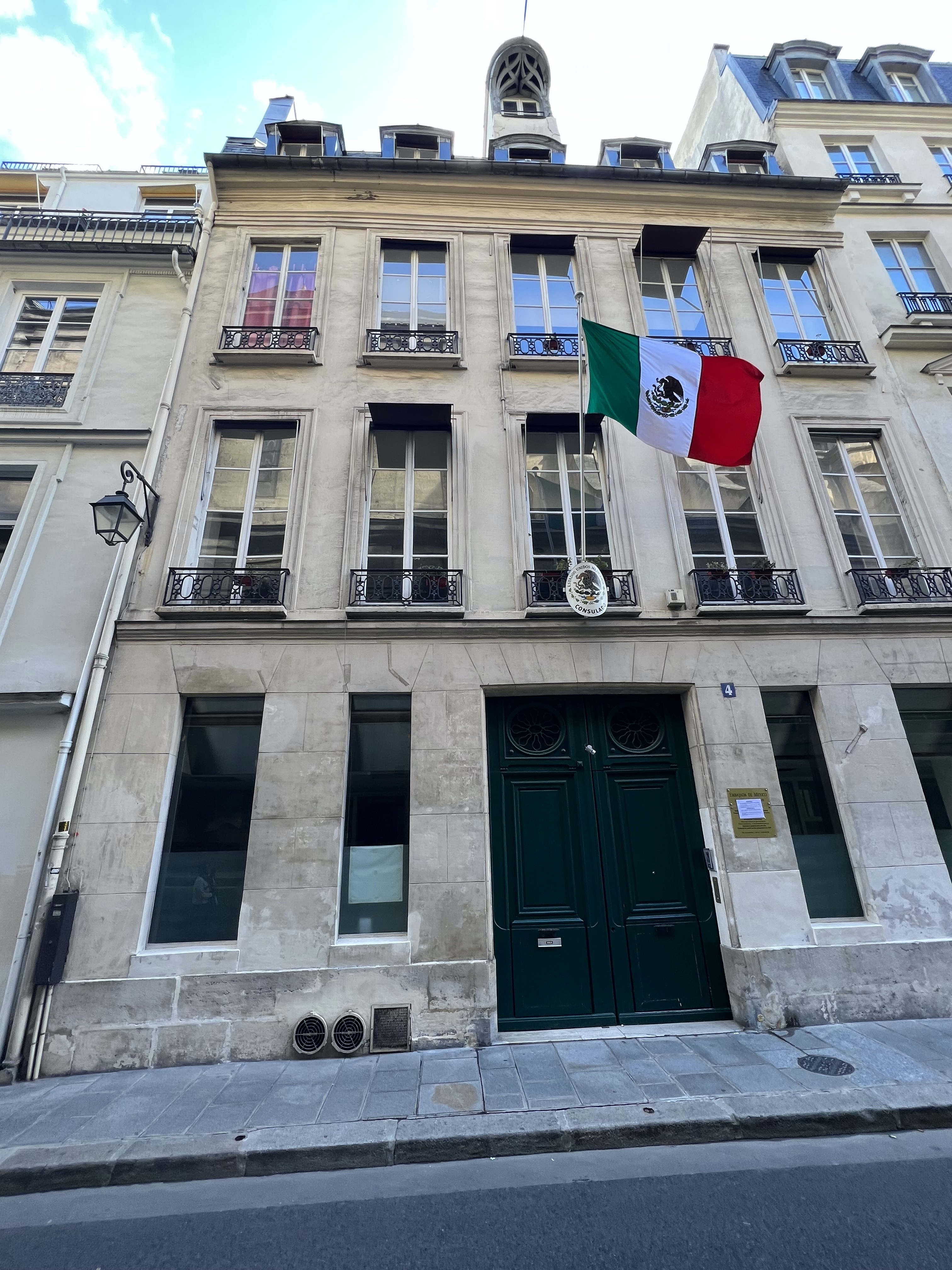
Consulat général à Paris  France
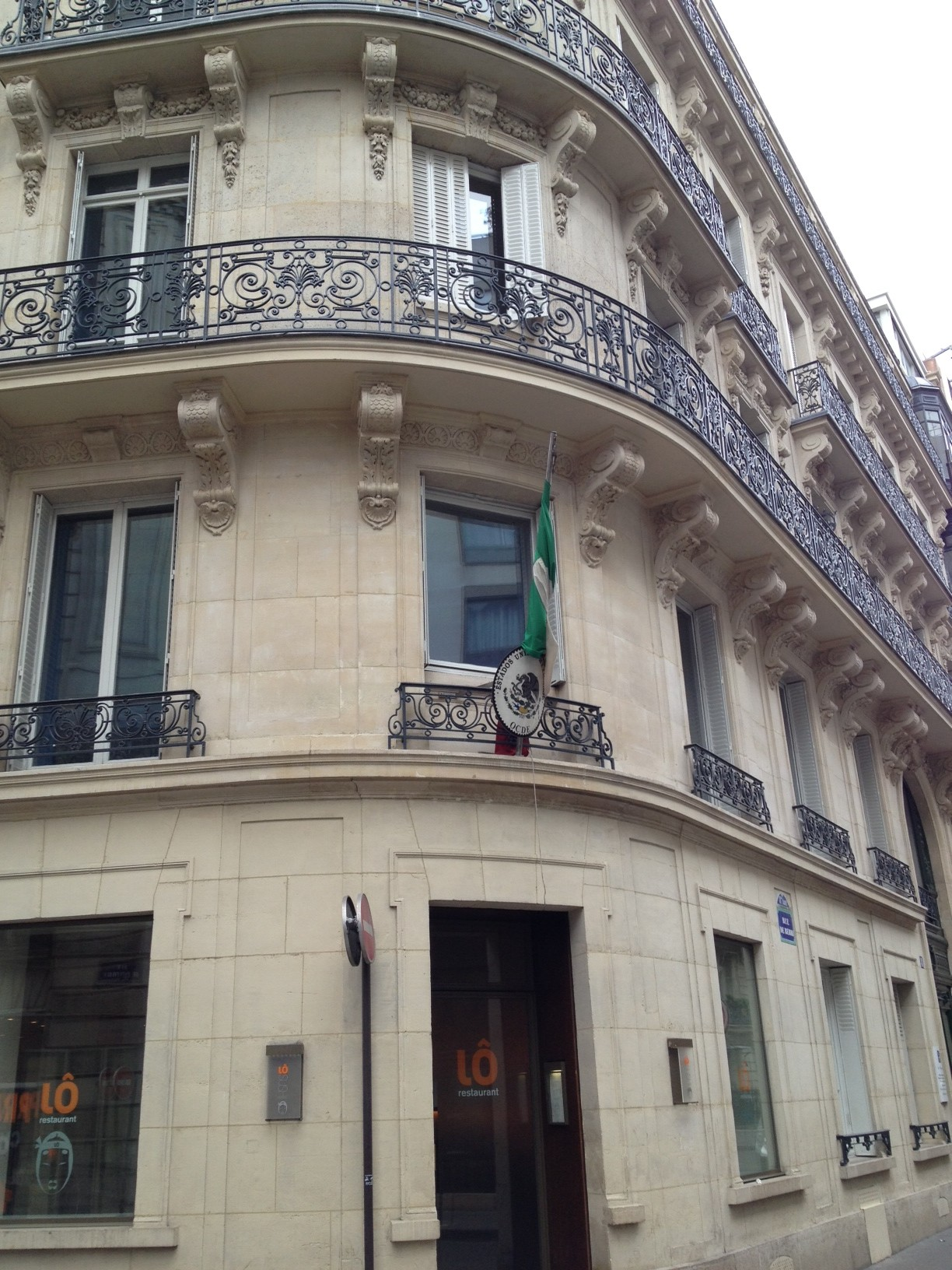
Mission permanente auprès de l'OCDE à Paris  France
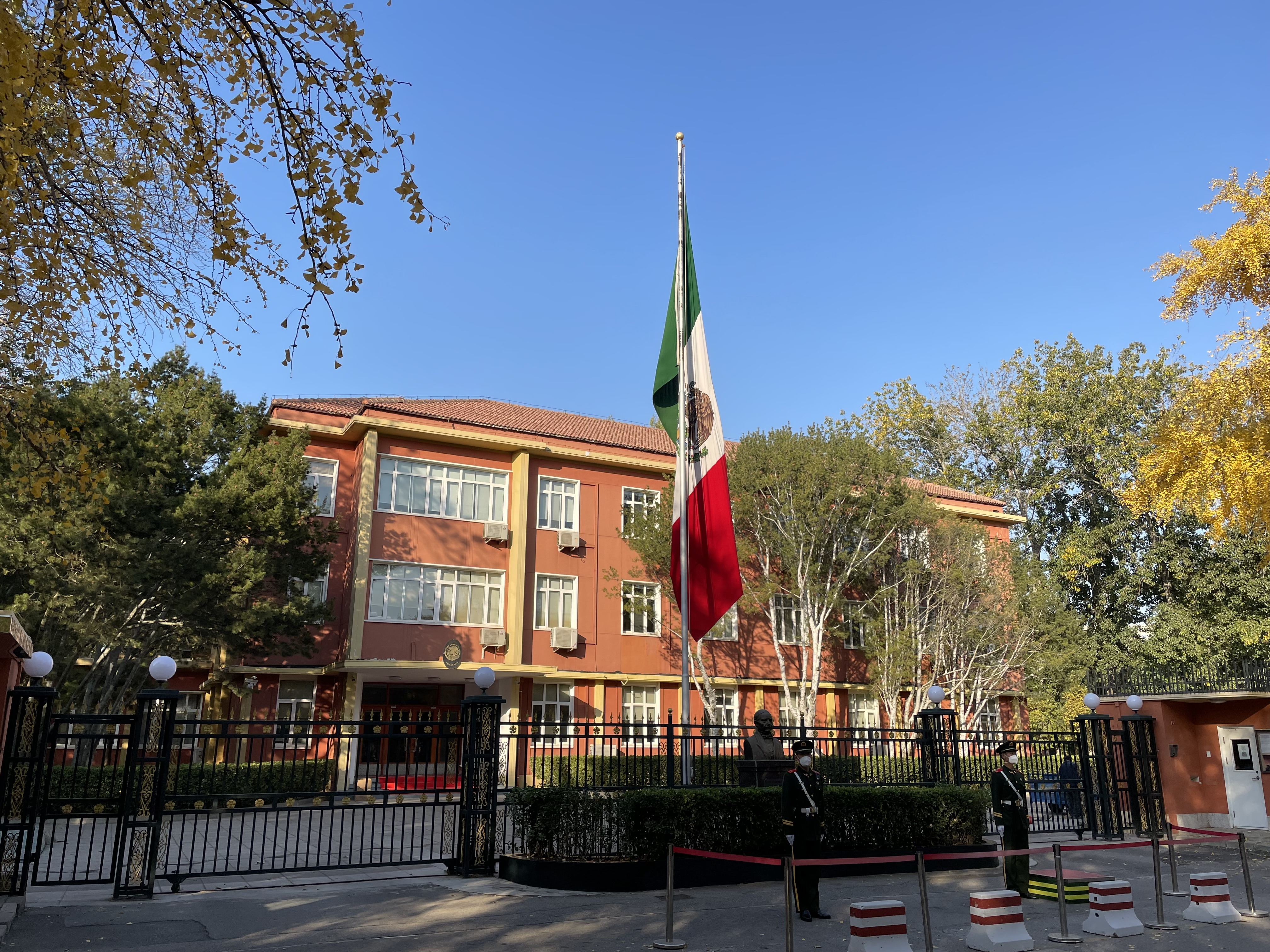
Ambassade à Pékin  Chine
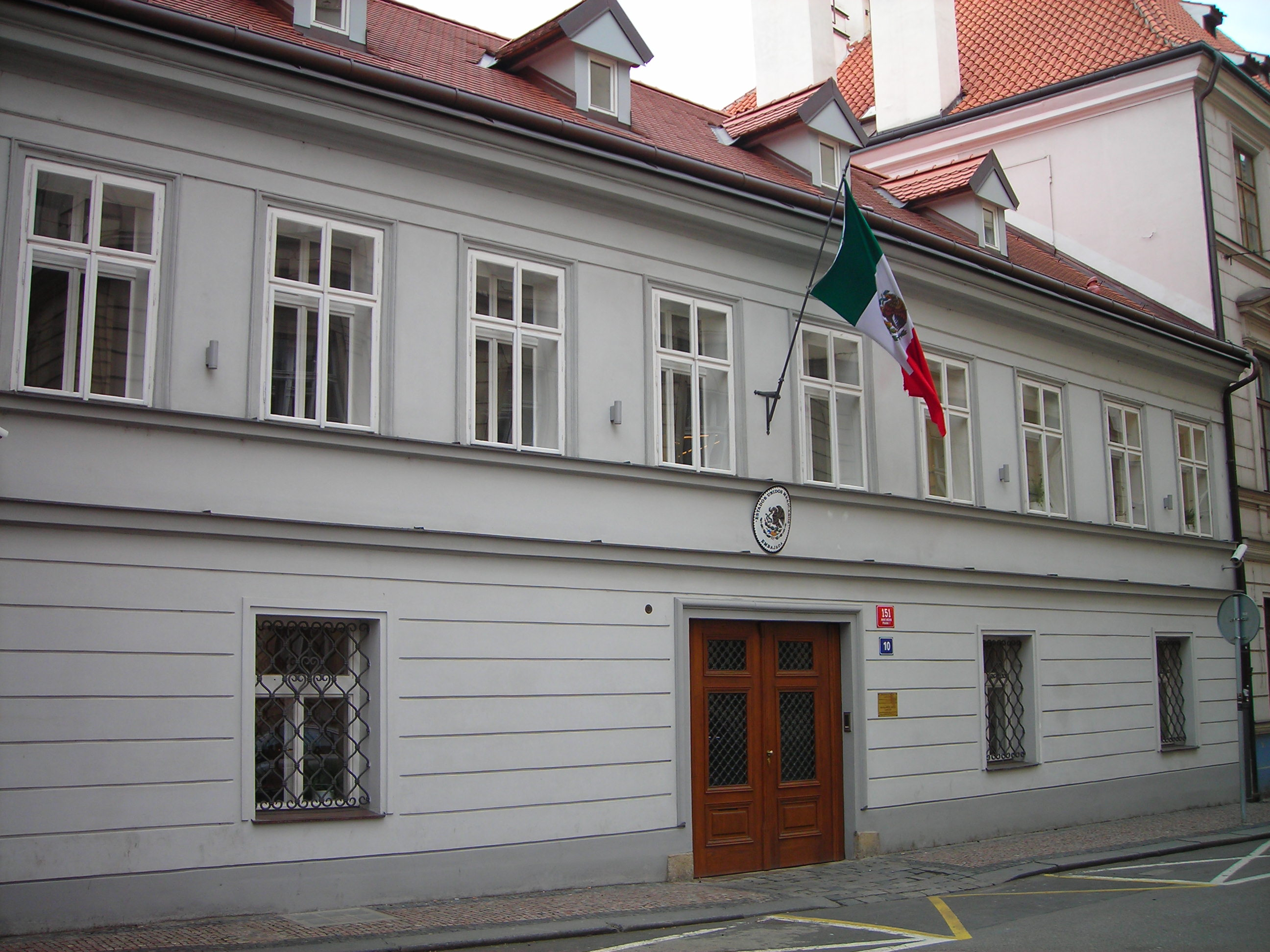
Ambassade à Prague  Tchéquie
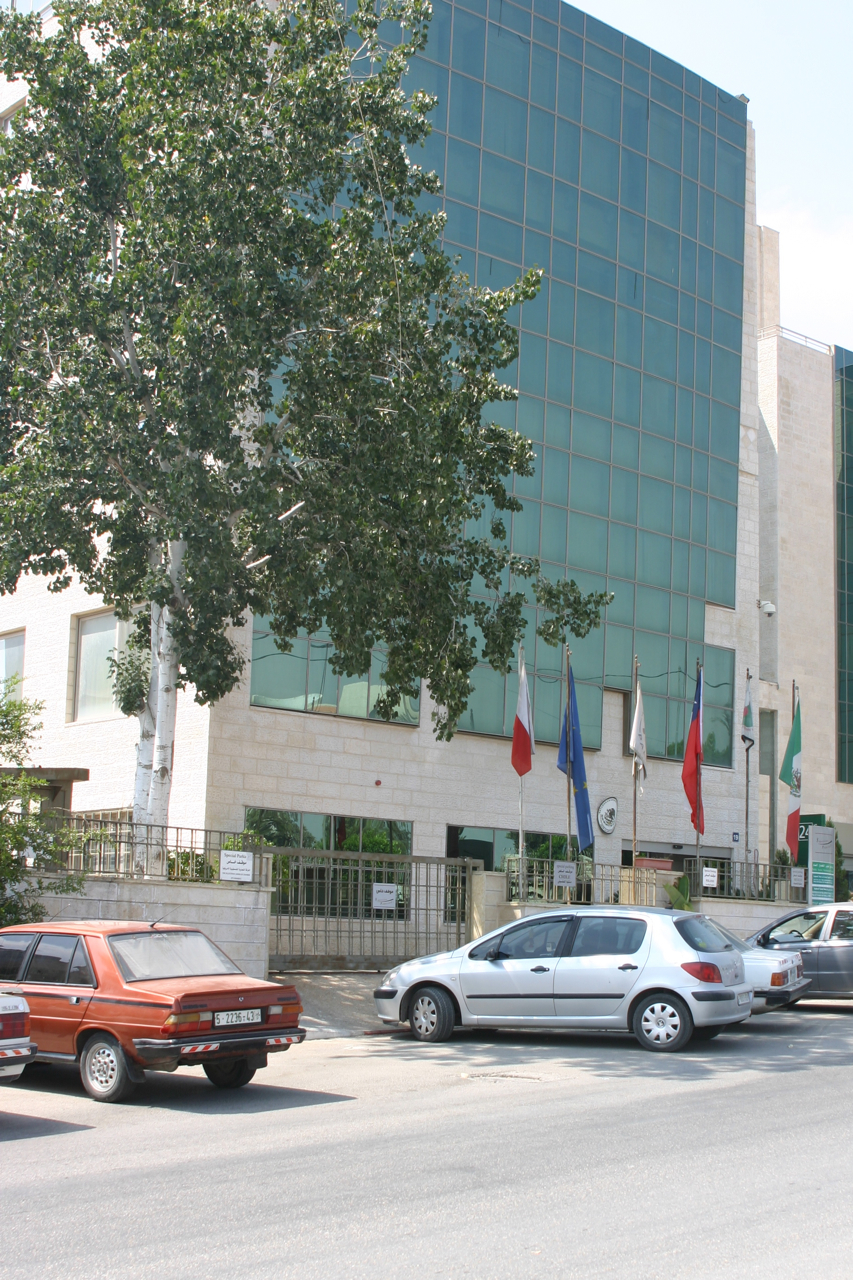
Bureau de représentation à Ramallah  Palestine
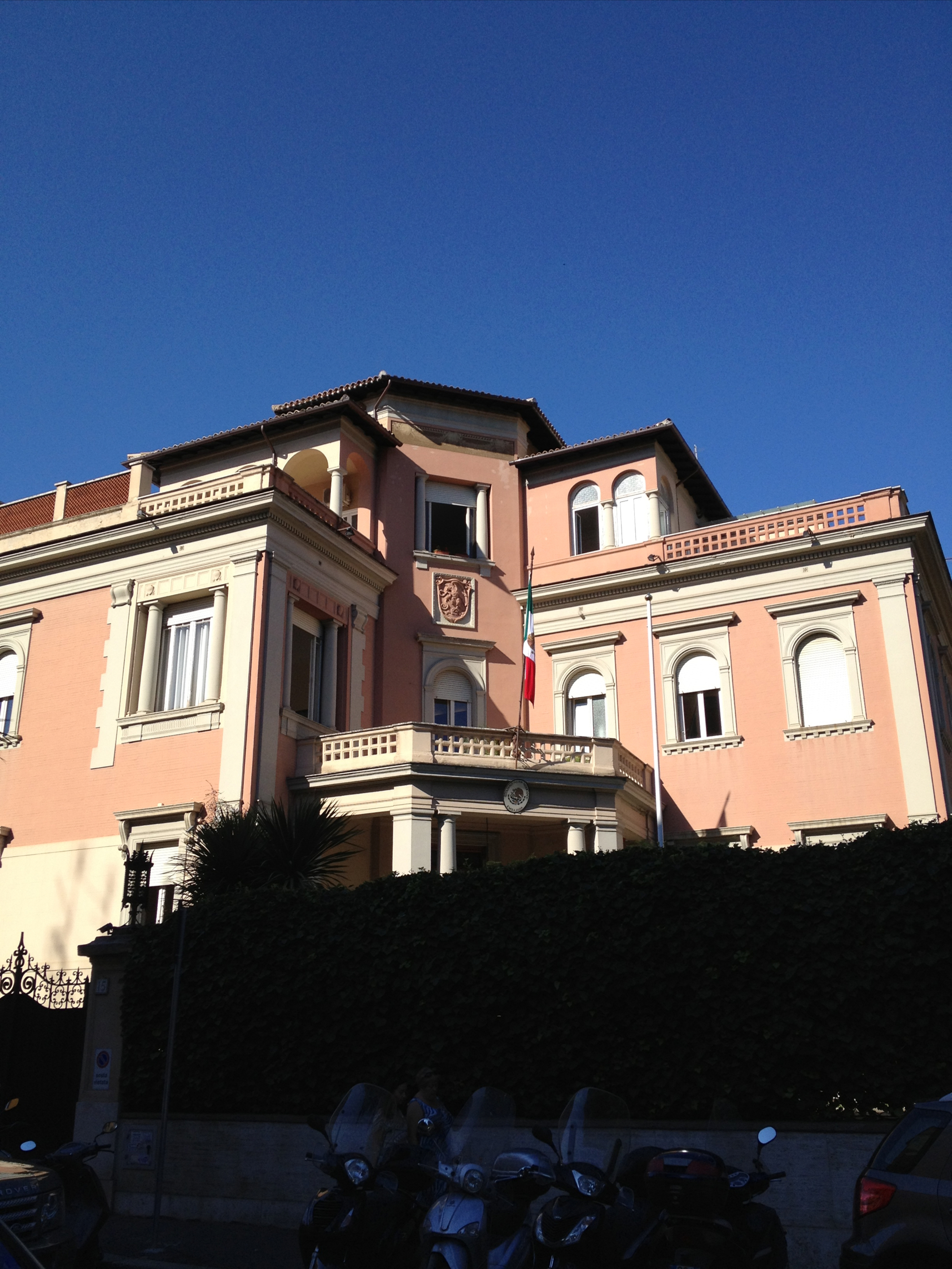
Ambassade à Rome  Italie
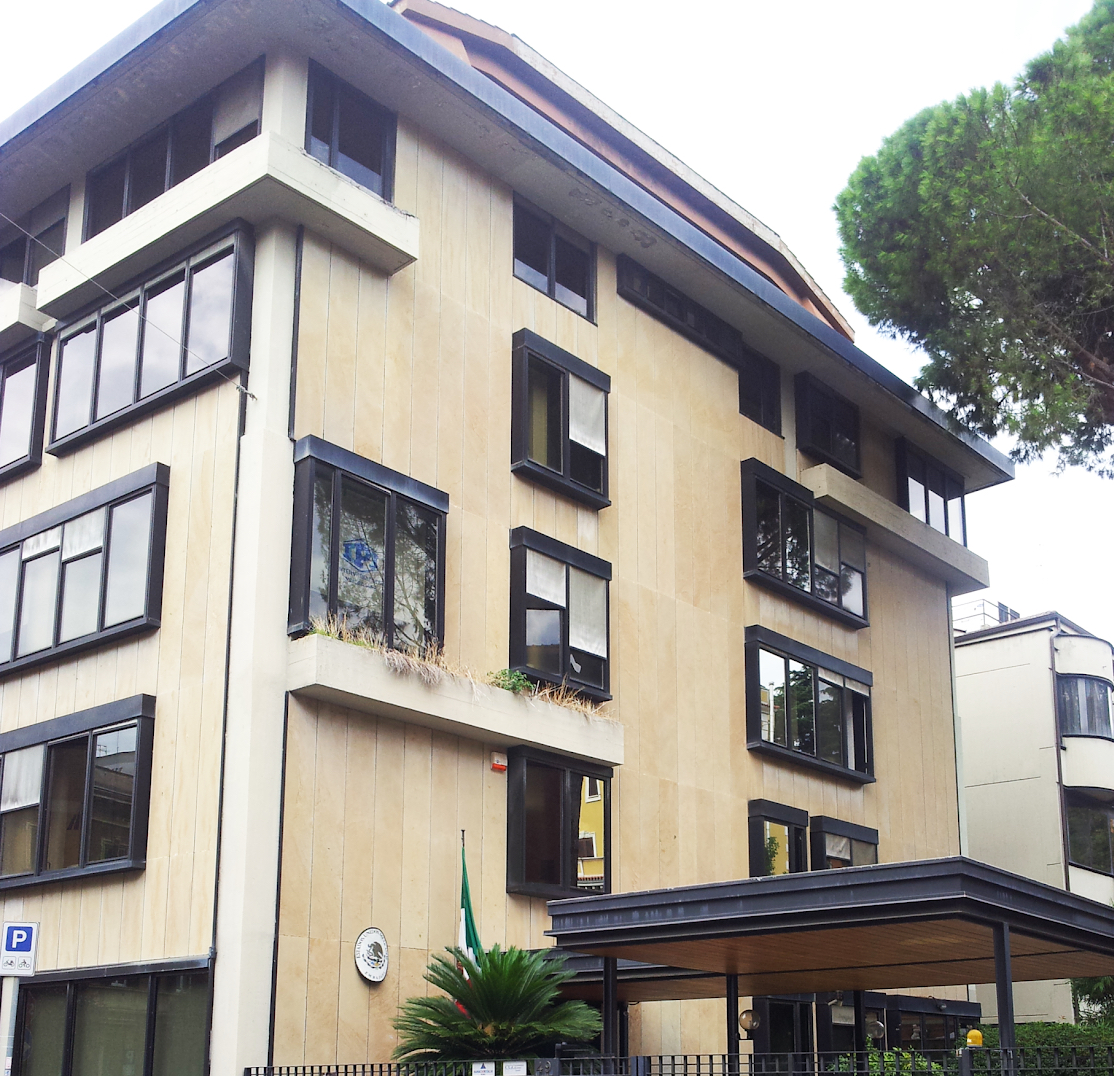
Ambassade près le Saint-Siège à Rome  Vatican
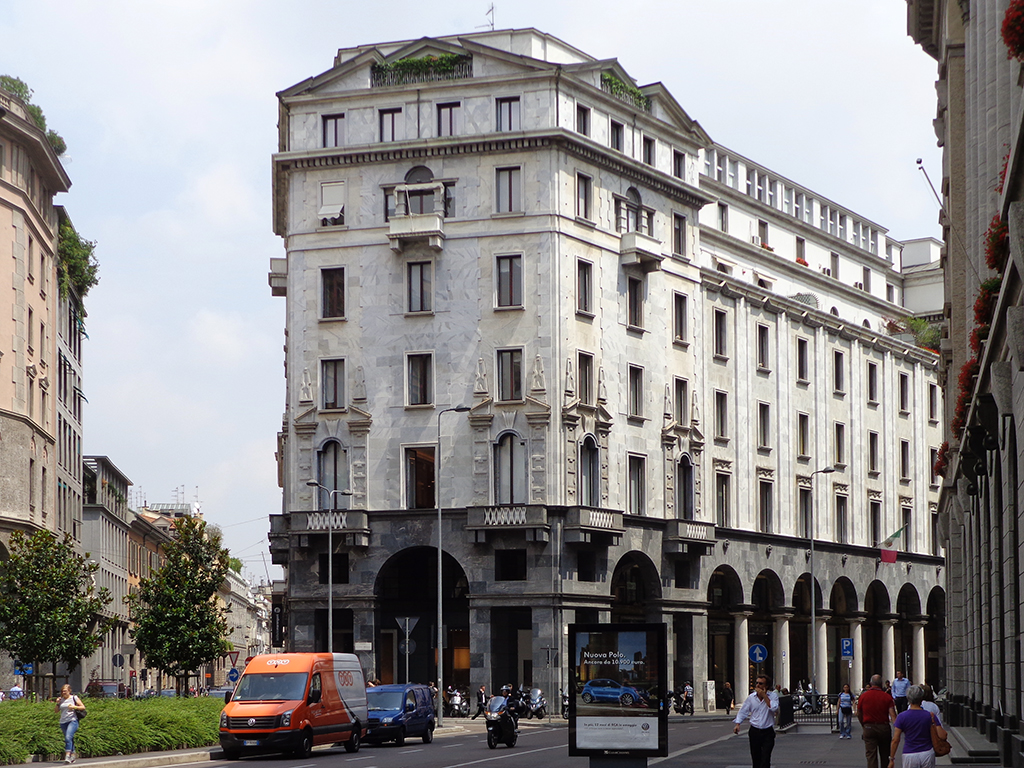
Consulat général à Milan  Italie
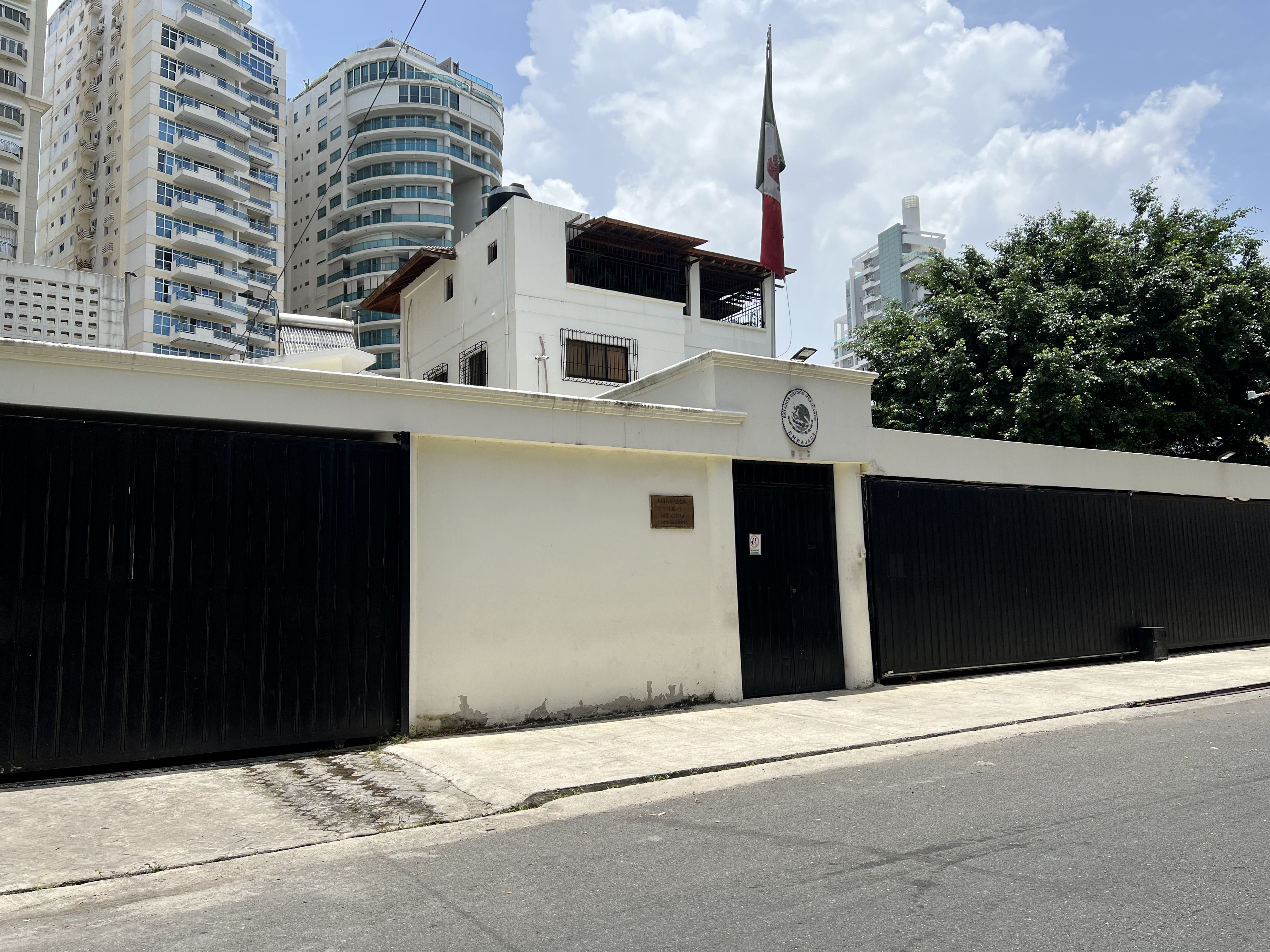
Ambassade à Saint Domingue  République dominicaine
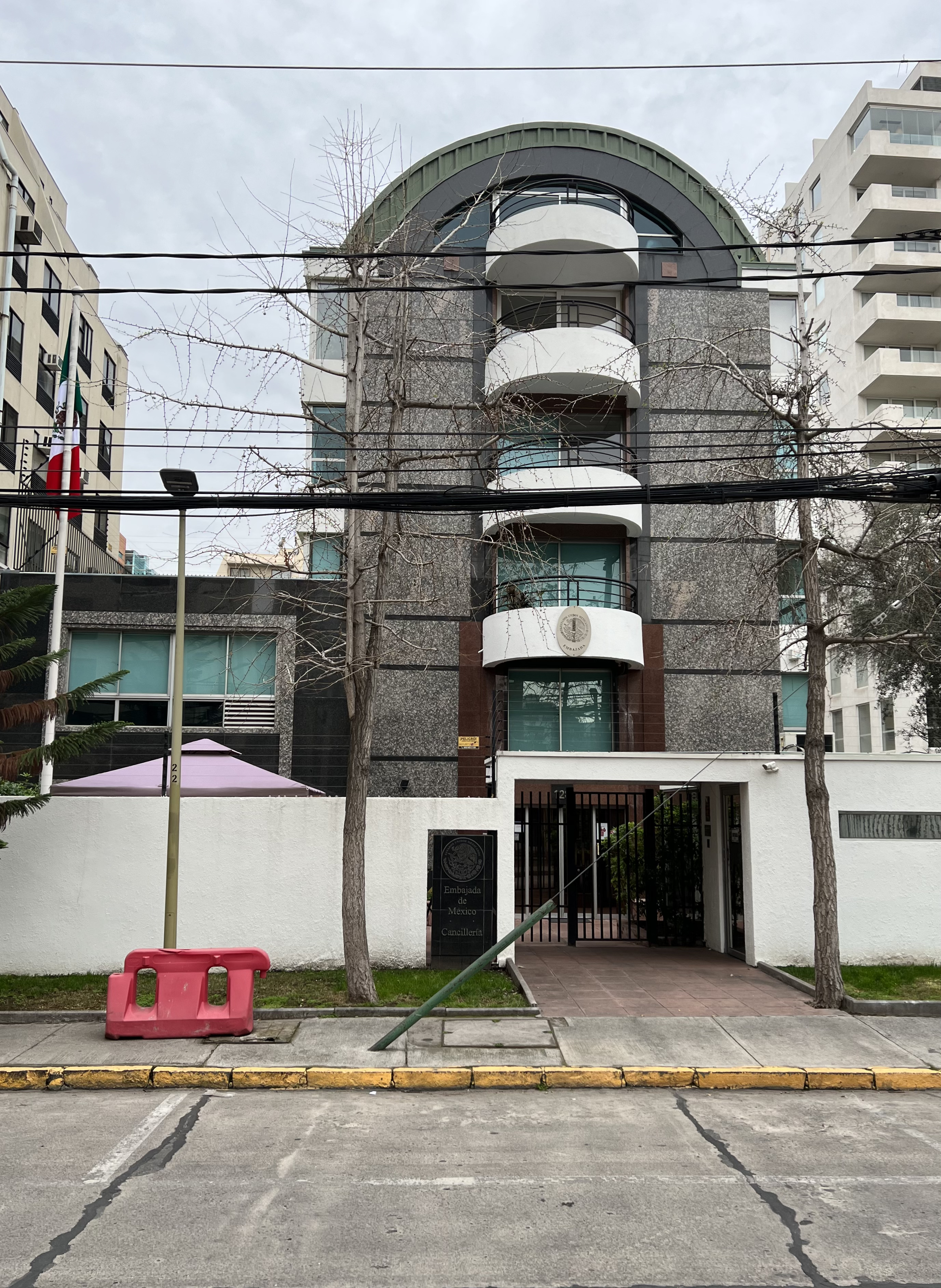
Ambassade à Santiago du Chili  Chili
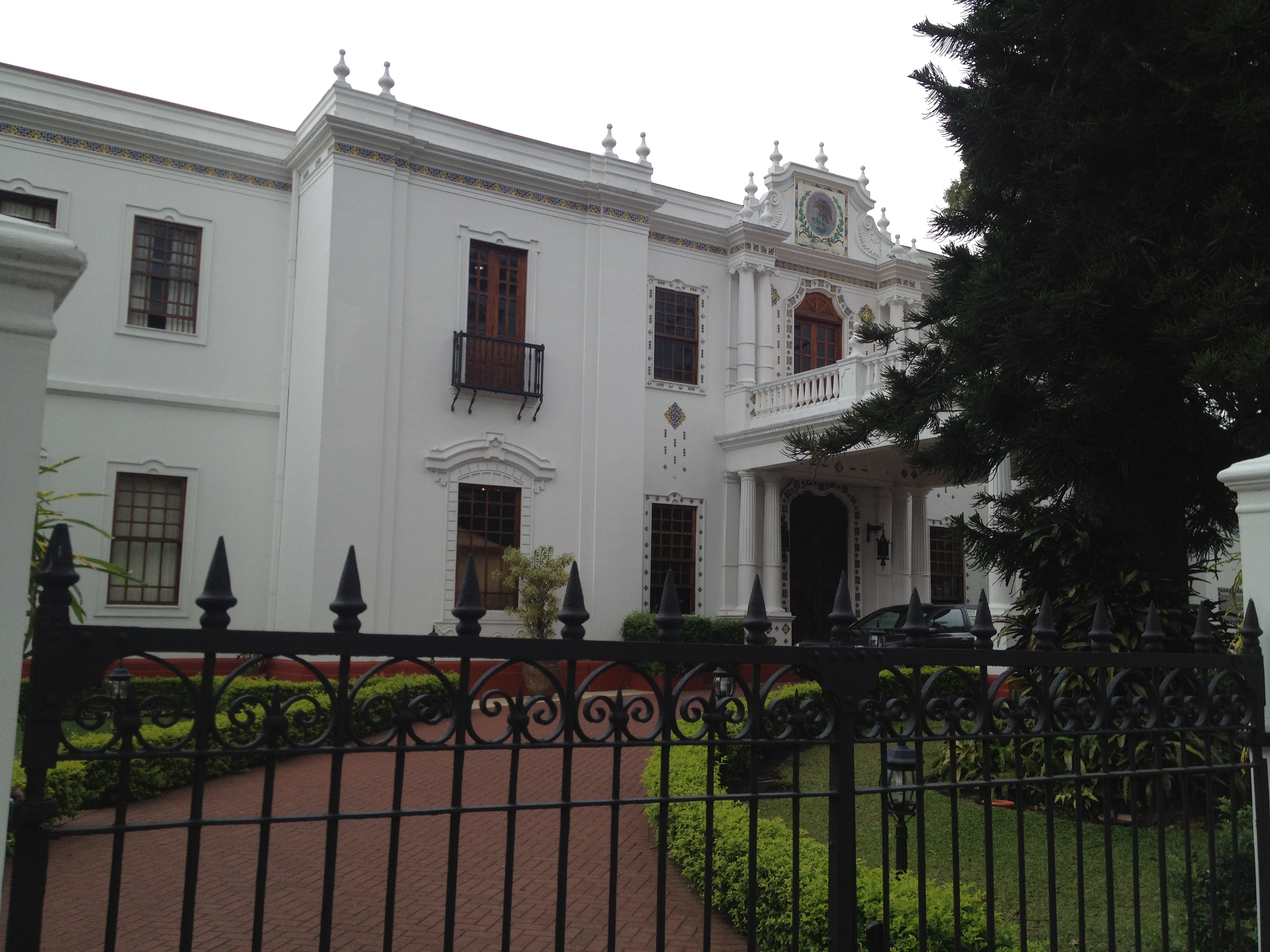
Ambassade à San José  Costa Rica
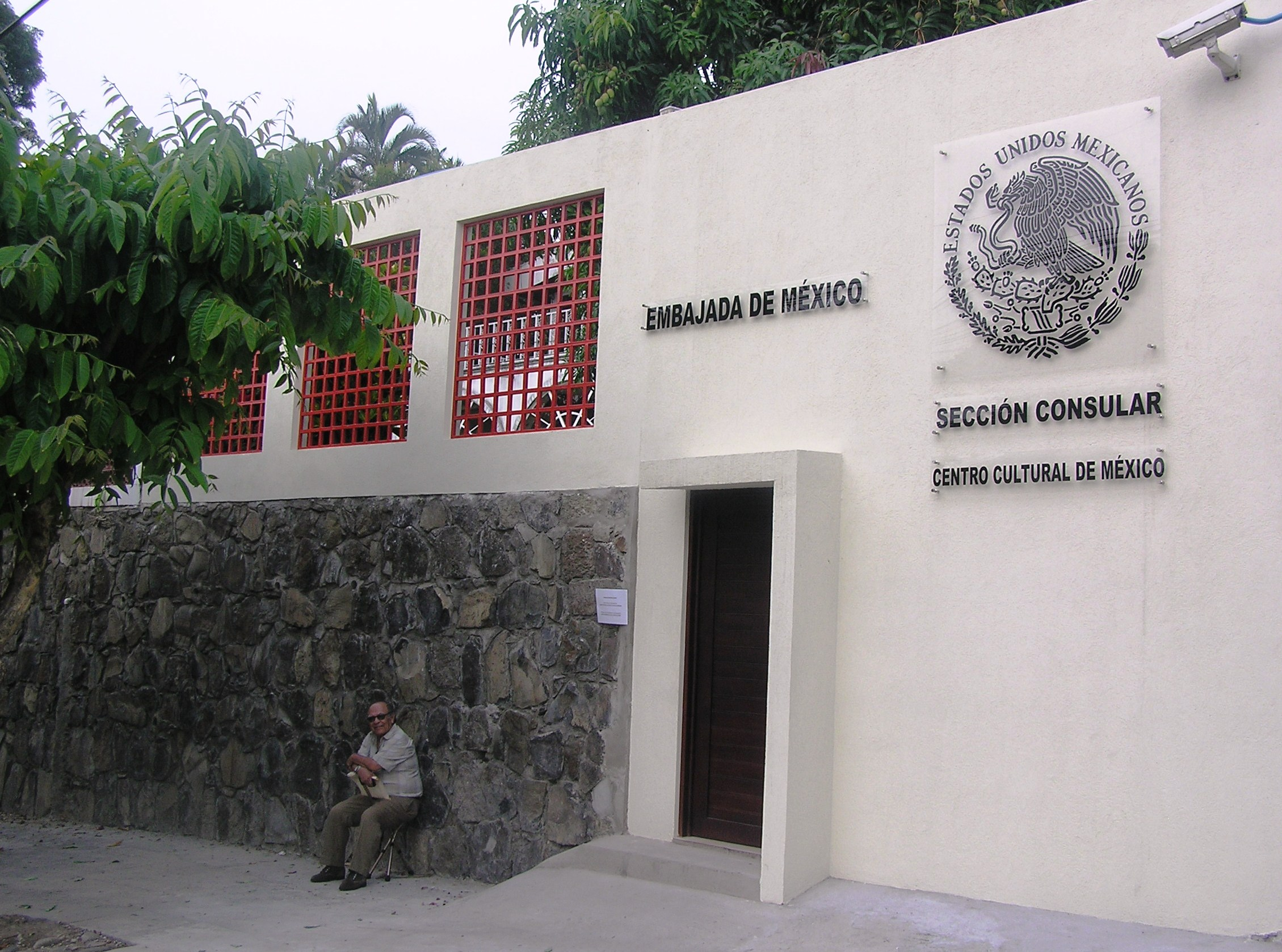
Ambassade à San Salvador  Salvador
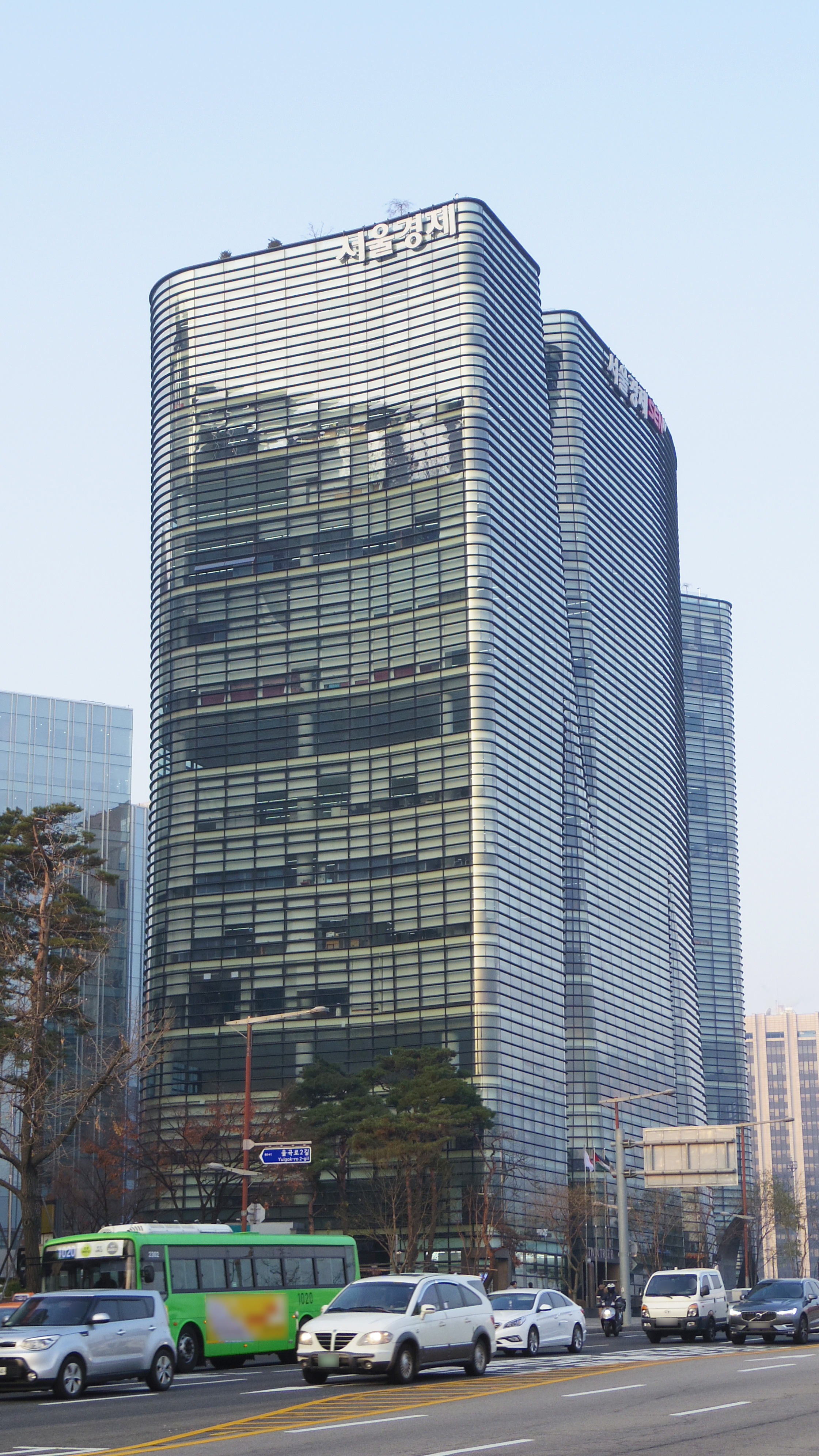
Bâtiment abritant l'ambassade à Séoul  Corée du Sud
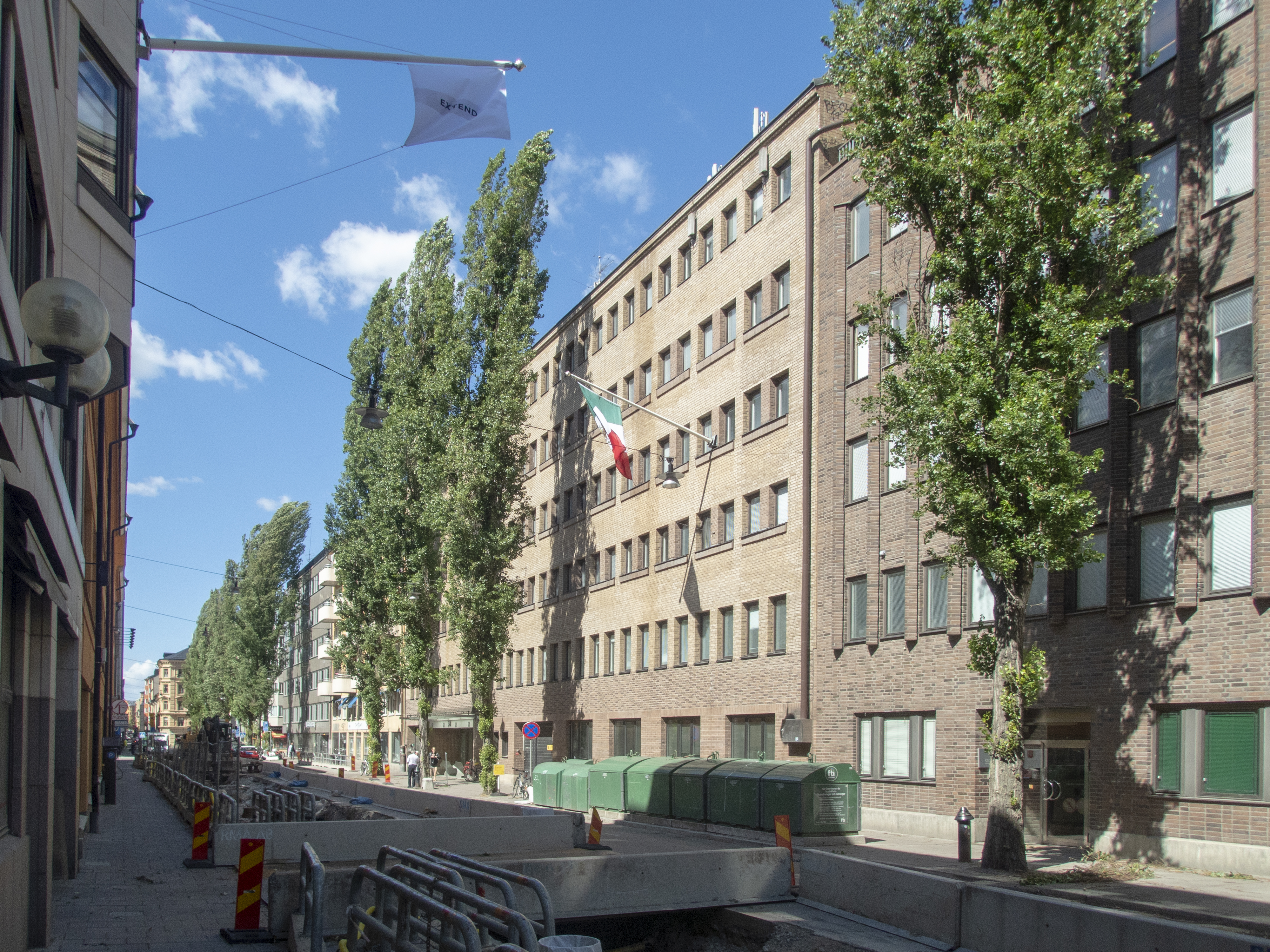
Ambassade à Stockholm  Suède
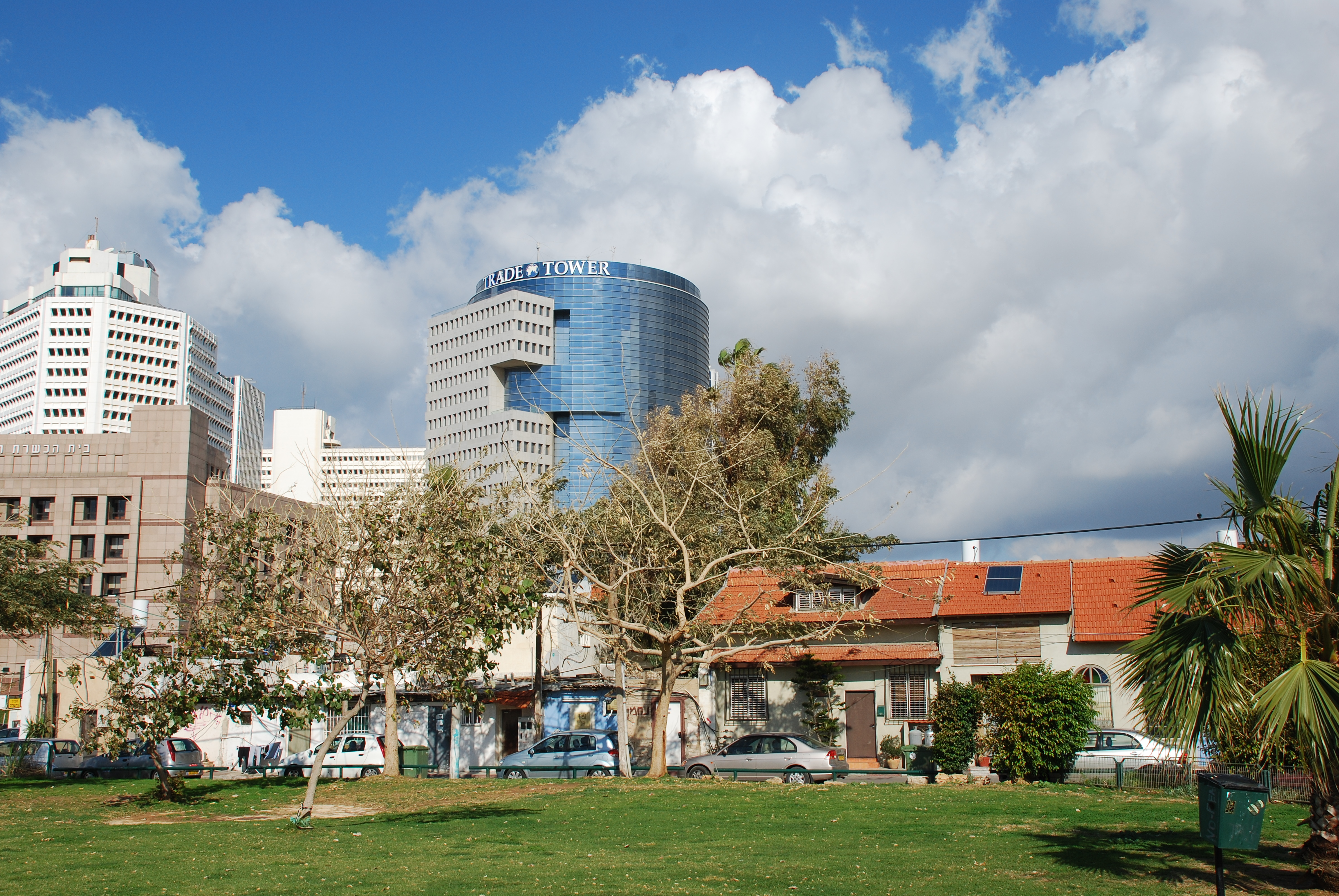
Bâtiment abritant l'ambassade à Tel Aviv  Israël
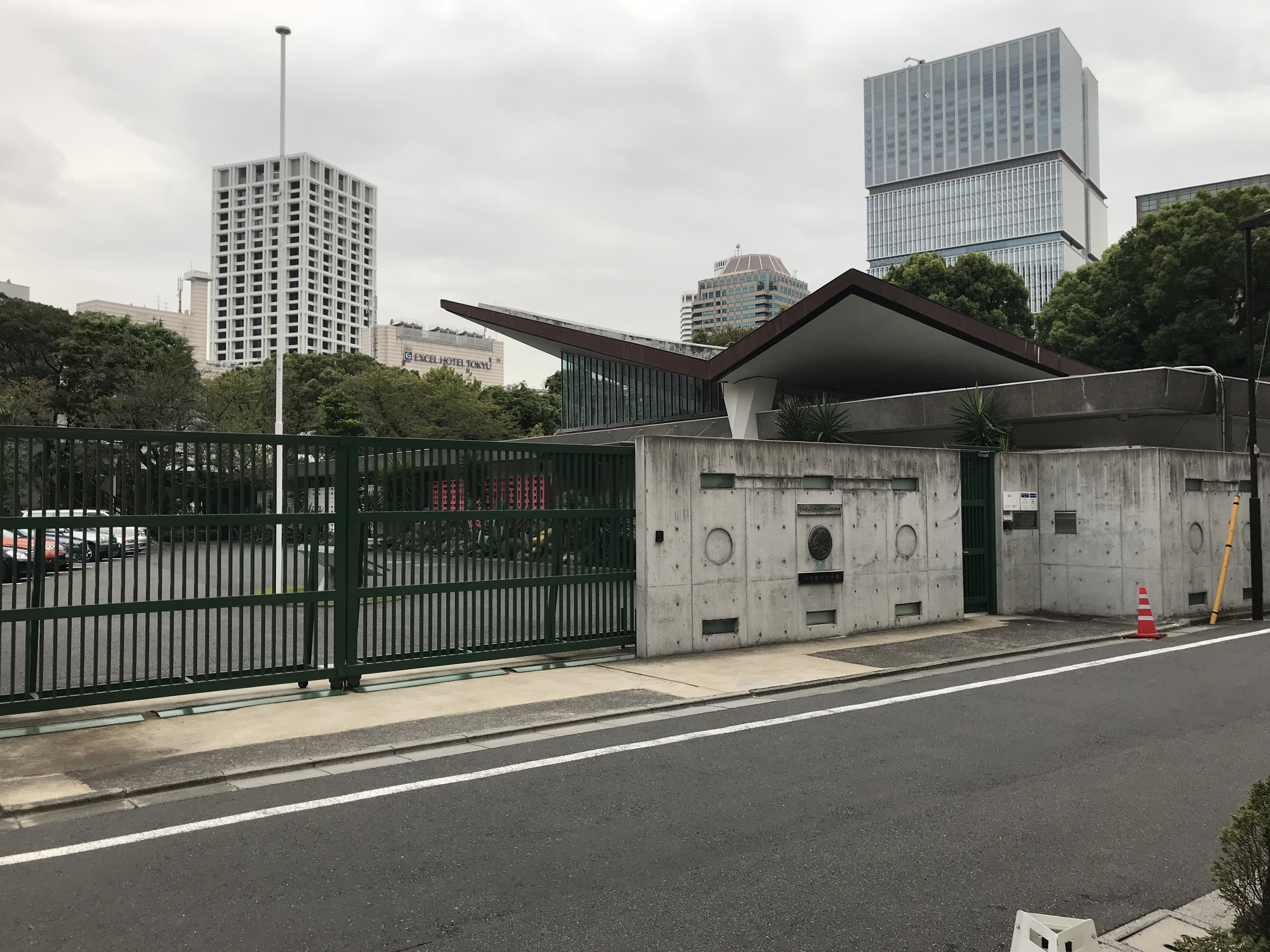
Ambassade à Tokyo  Japon
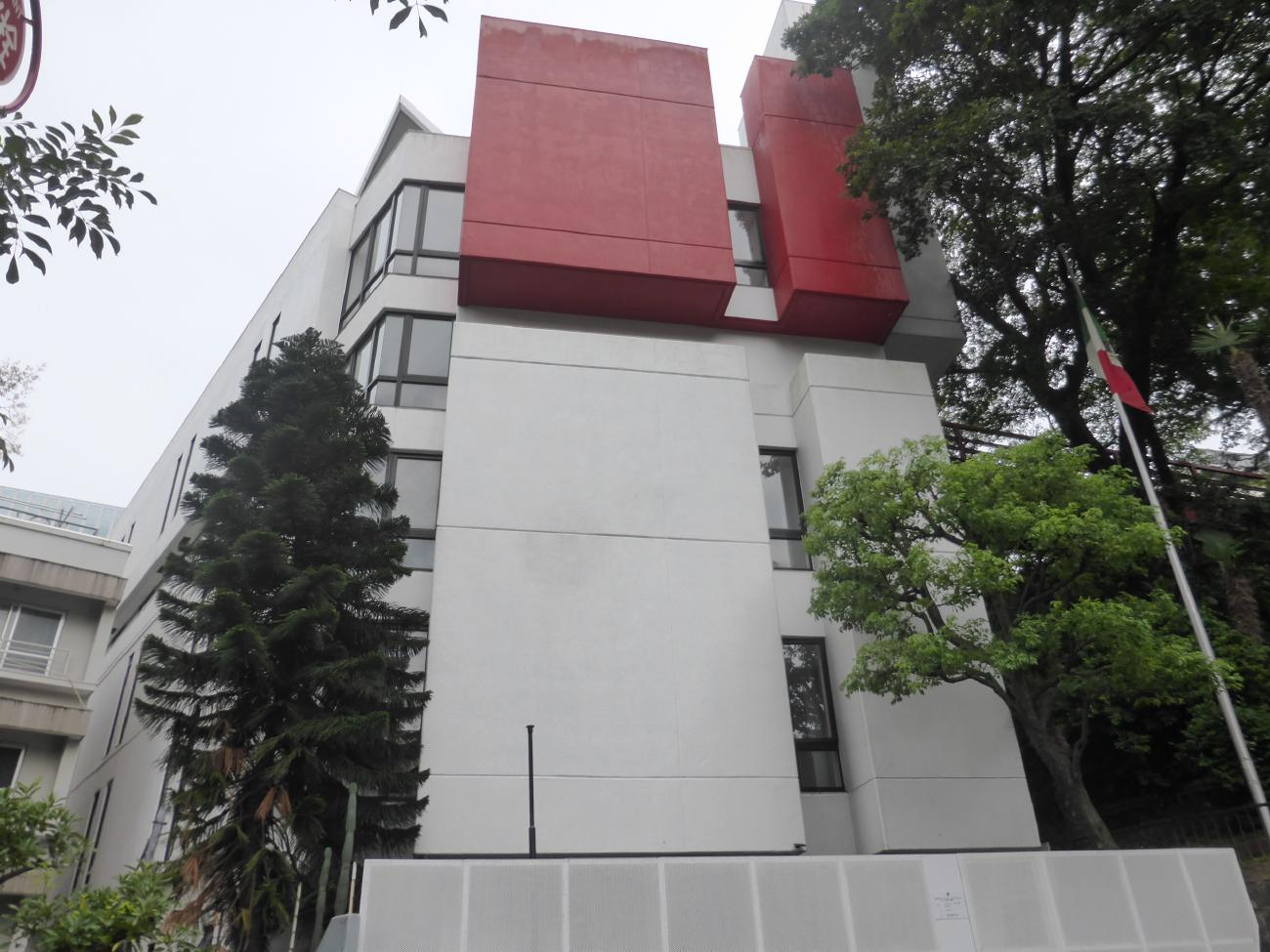
Consulat général à Tokyo  Japon
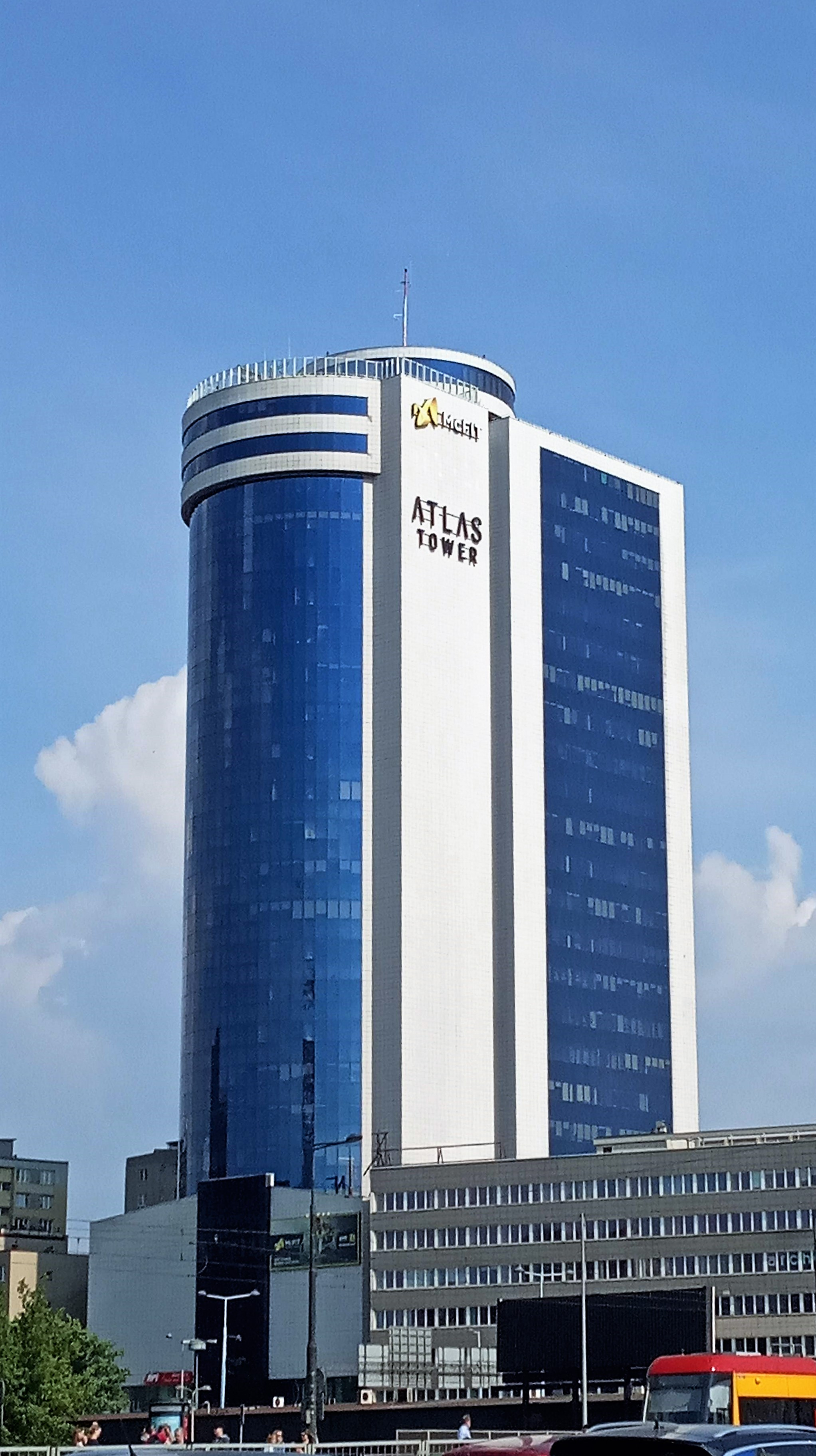
Bâtiment abritant l'ambassade à Varsovie  Pologne
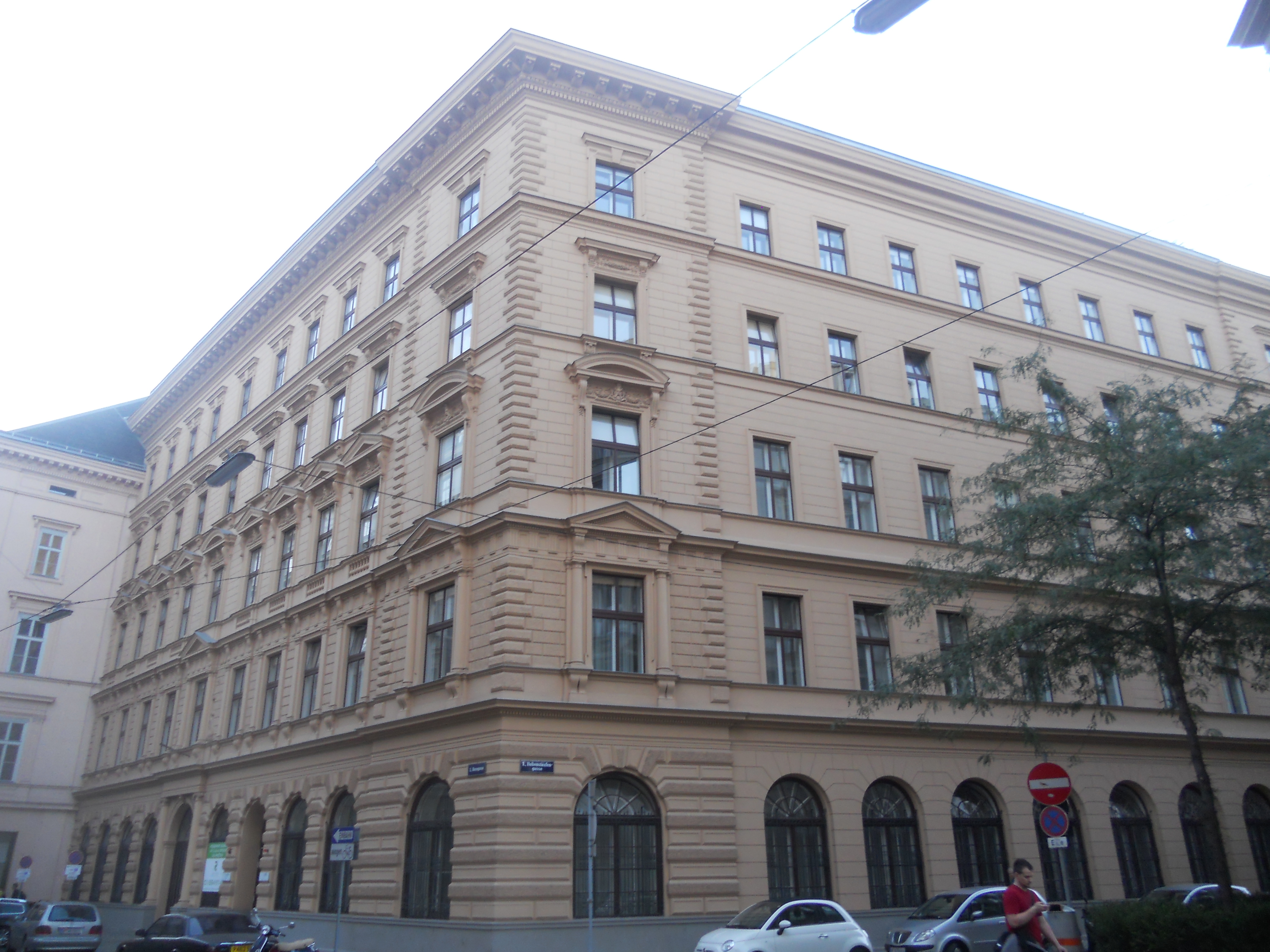
Bâtiment abritant l'ambassade à Vienne  Autriche
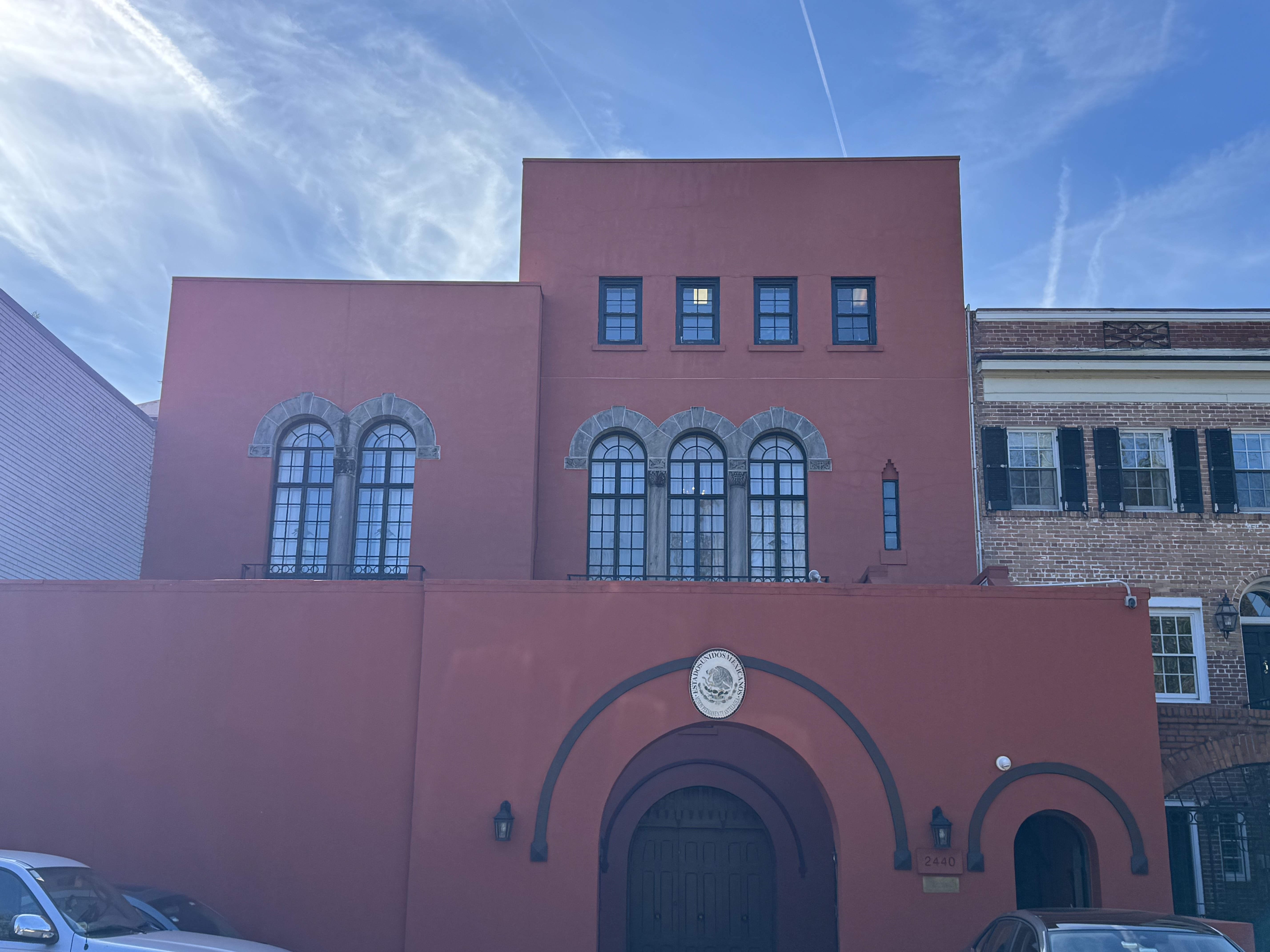
Mission permanente auprès de l'OEA à Washington  États-Unis
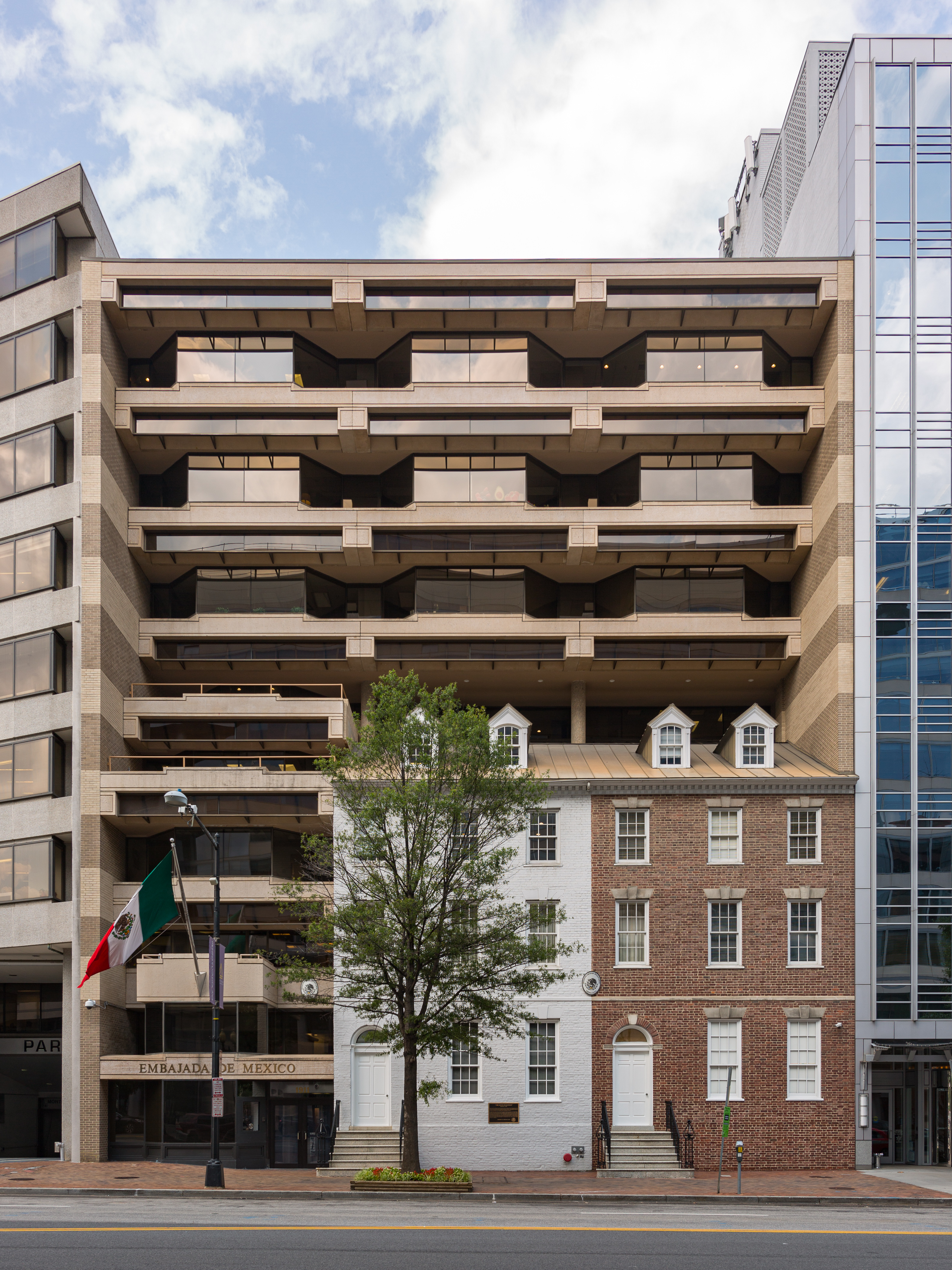
Ambassade à Washington  États-Unis
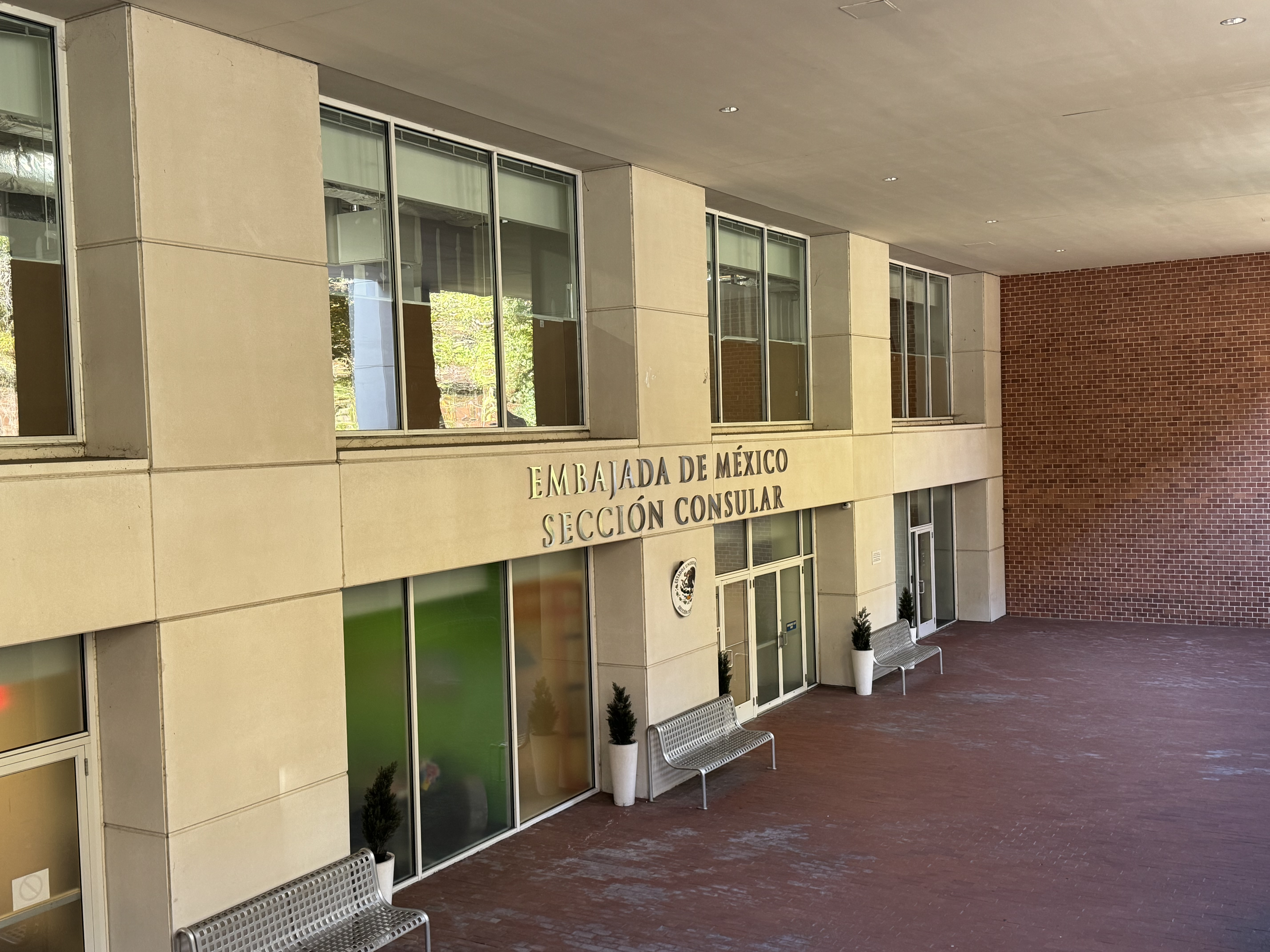
Consulat général à Washington  États-Unis
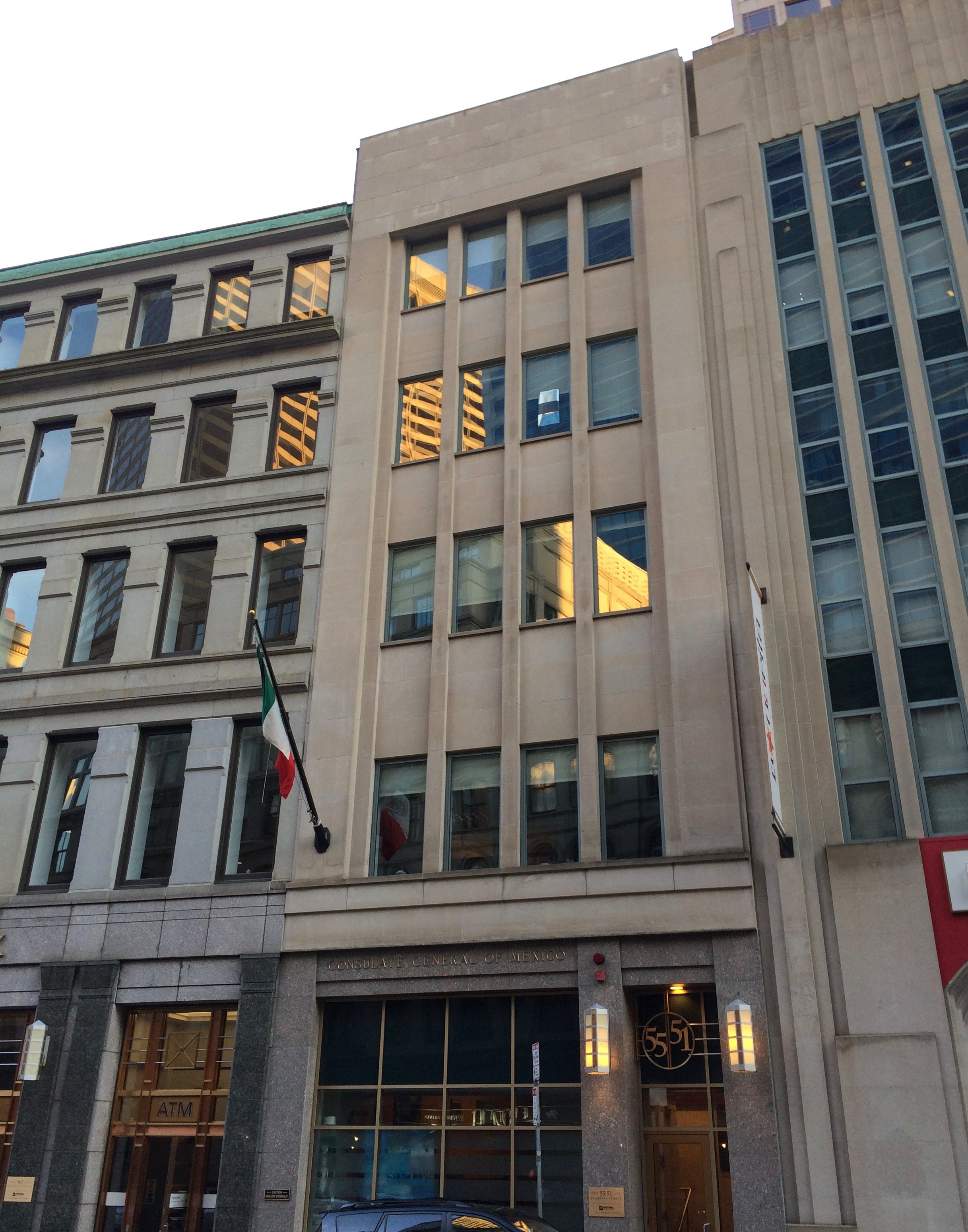
Consulat général à Boston  États-Unis
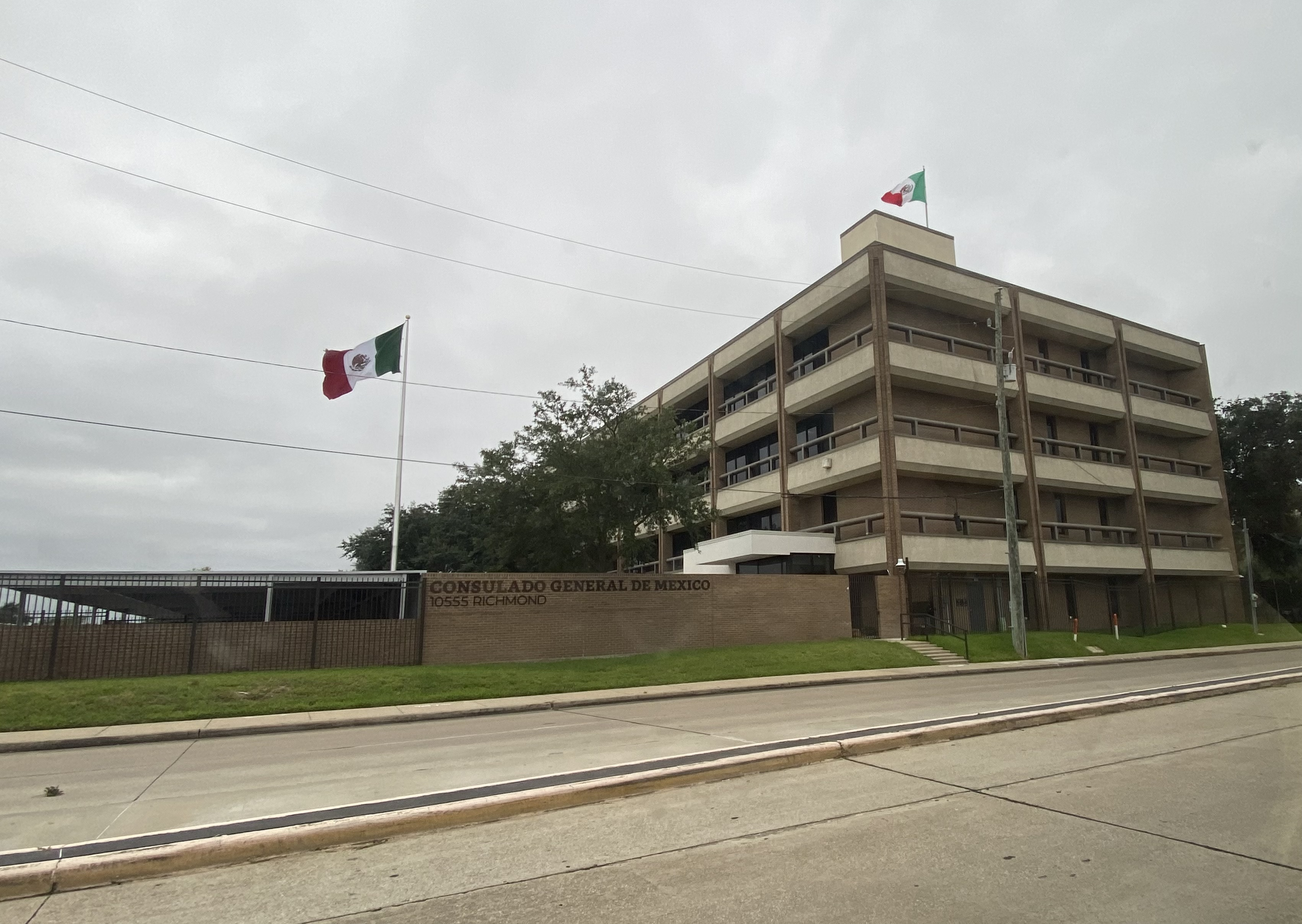
Consulat général à Houston  États-Unis
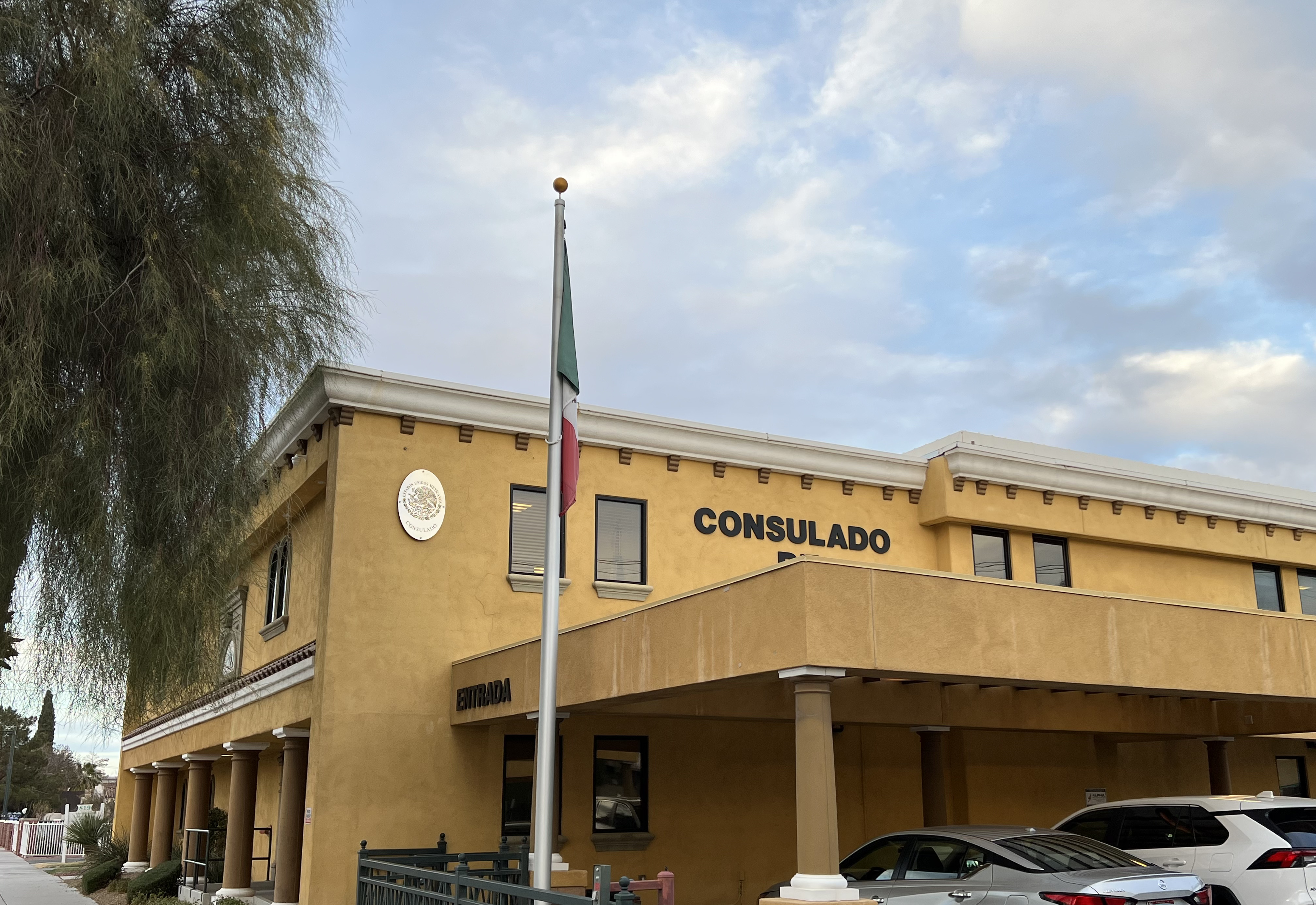
Consulat à Las Vegas  États-Unis
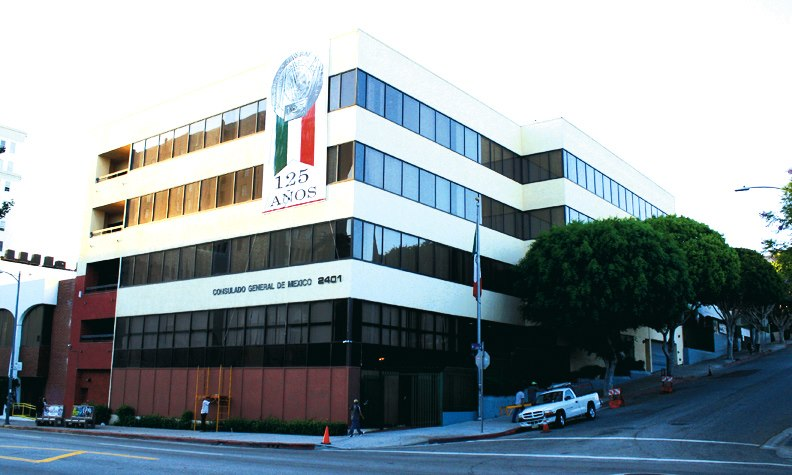
Consulat général à Los Angeles  États-Unis
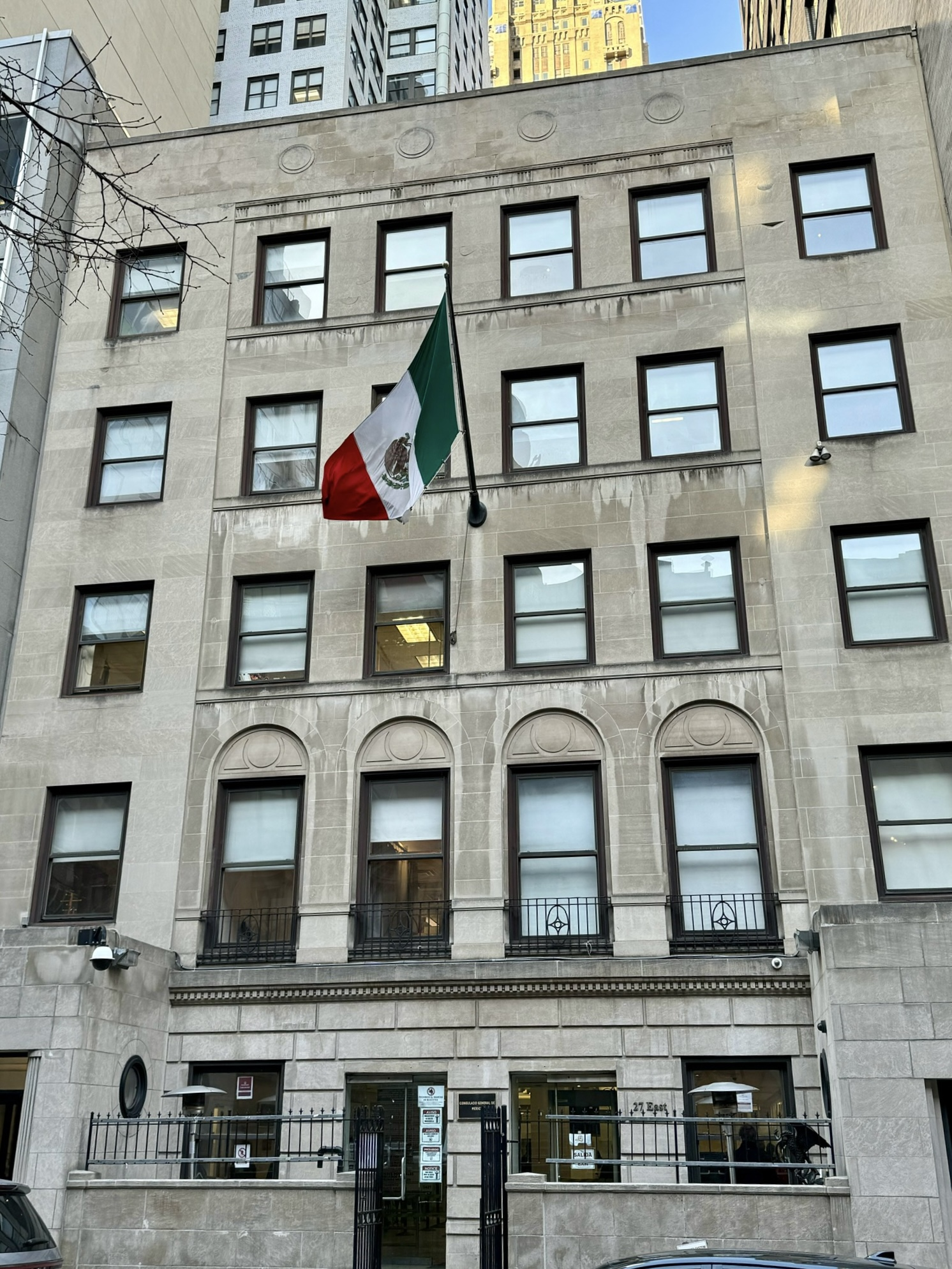
Consulat général à New York  États-Unis
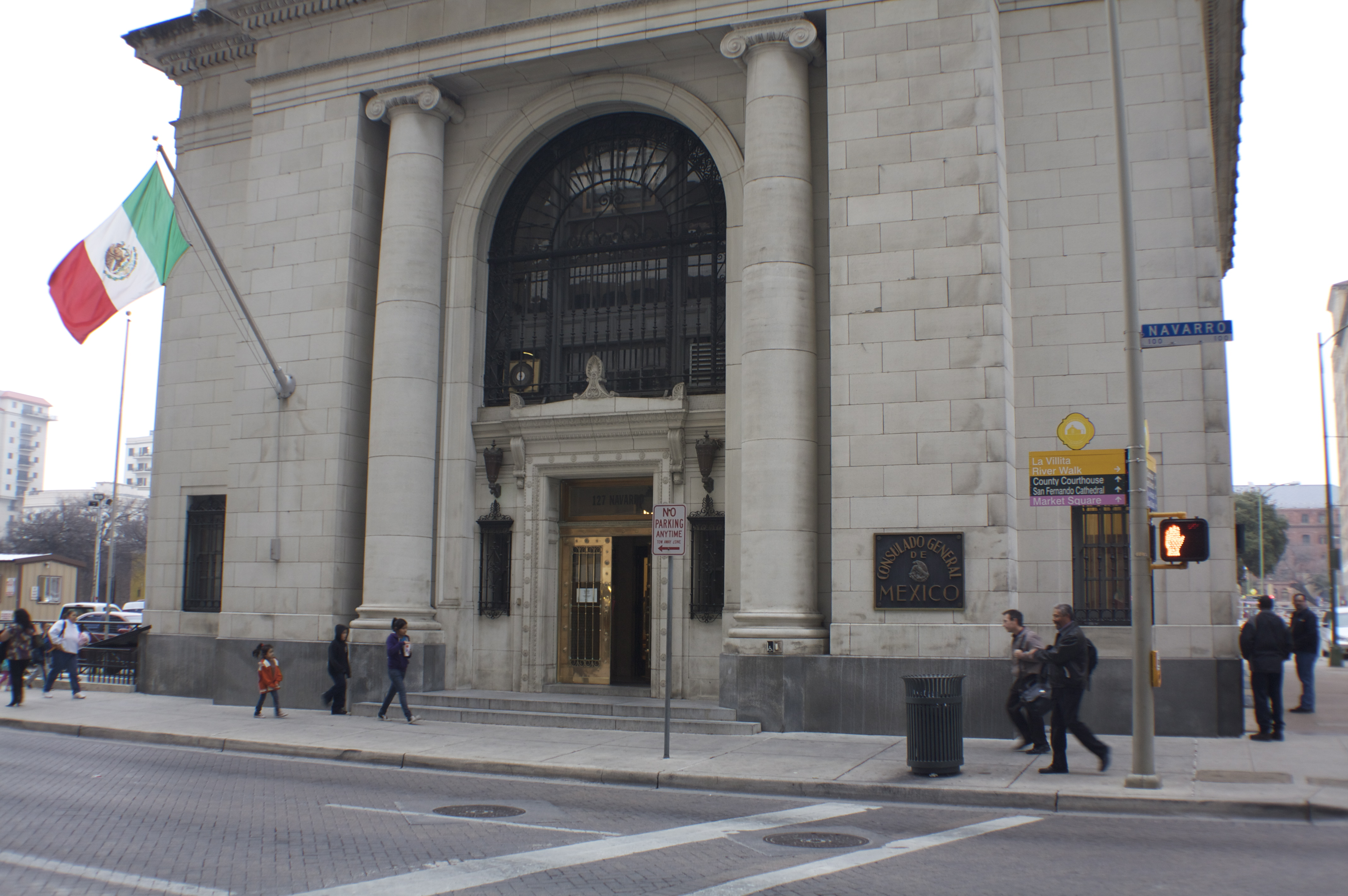
Consulat général à San Antonio  États-Unis
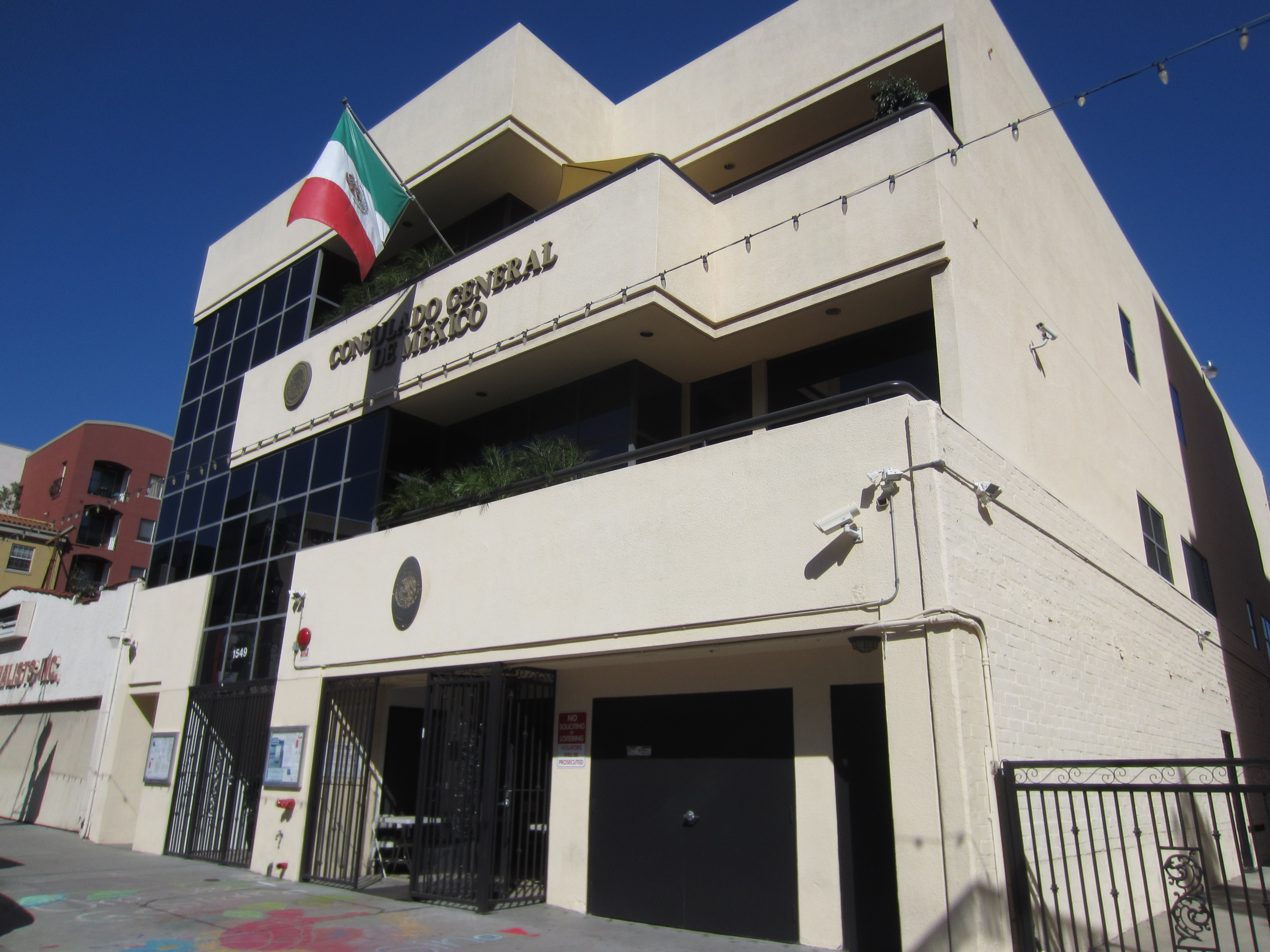
Consulat général à San Diego  États-Unis
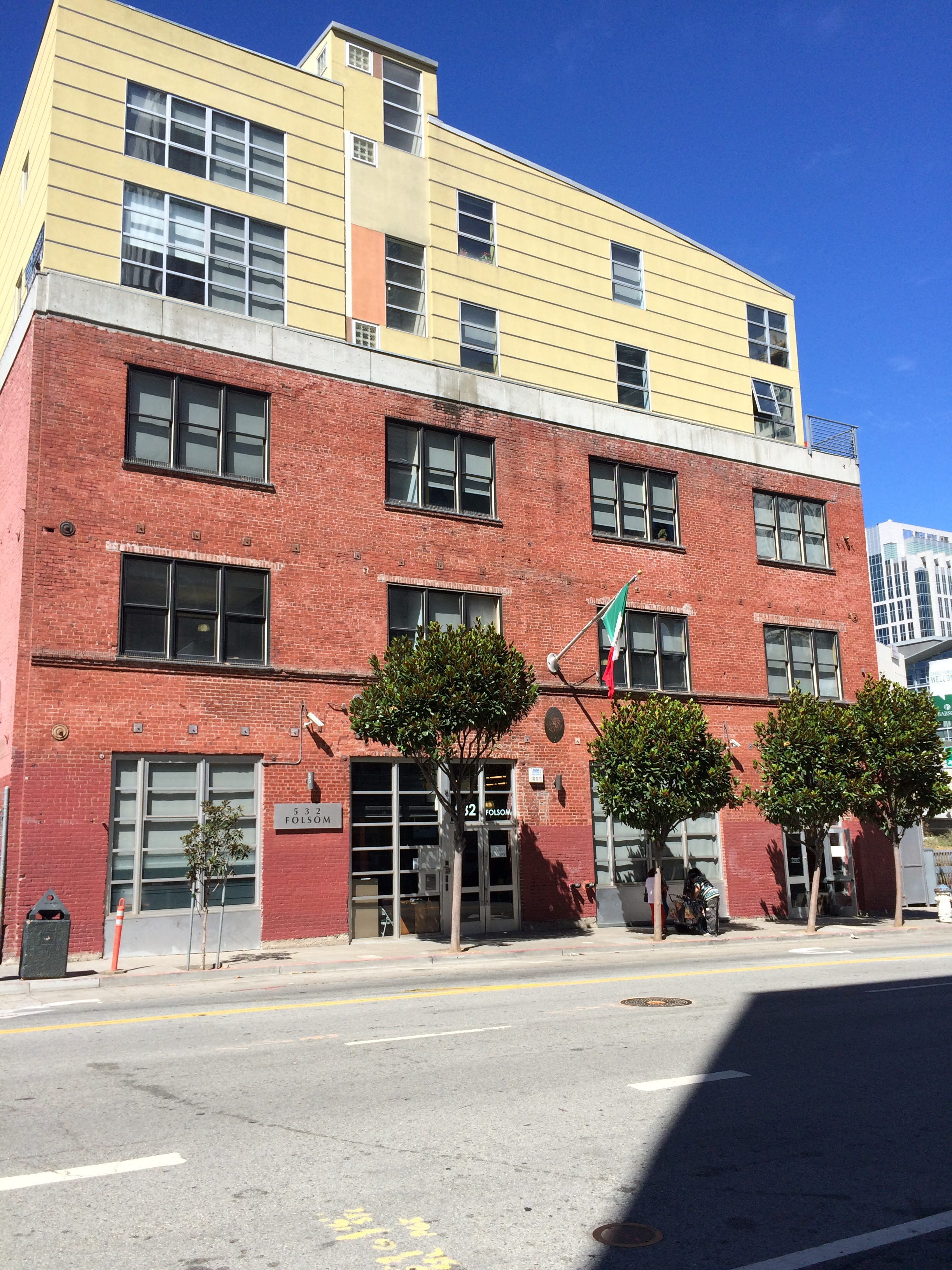
Consulat général à San Francisco  États-Unis
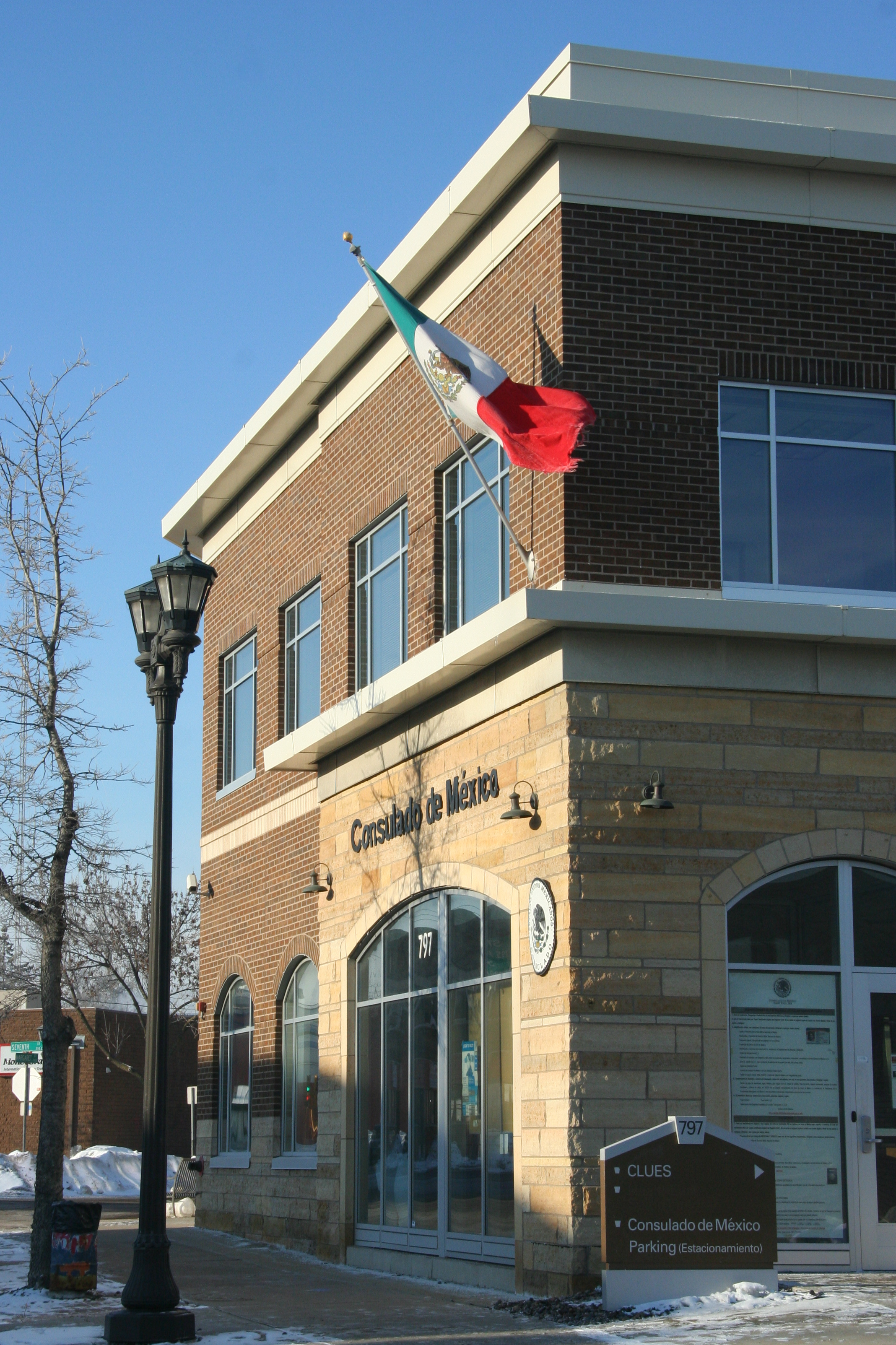
Consulat à Saint Paul  États-Unis
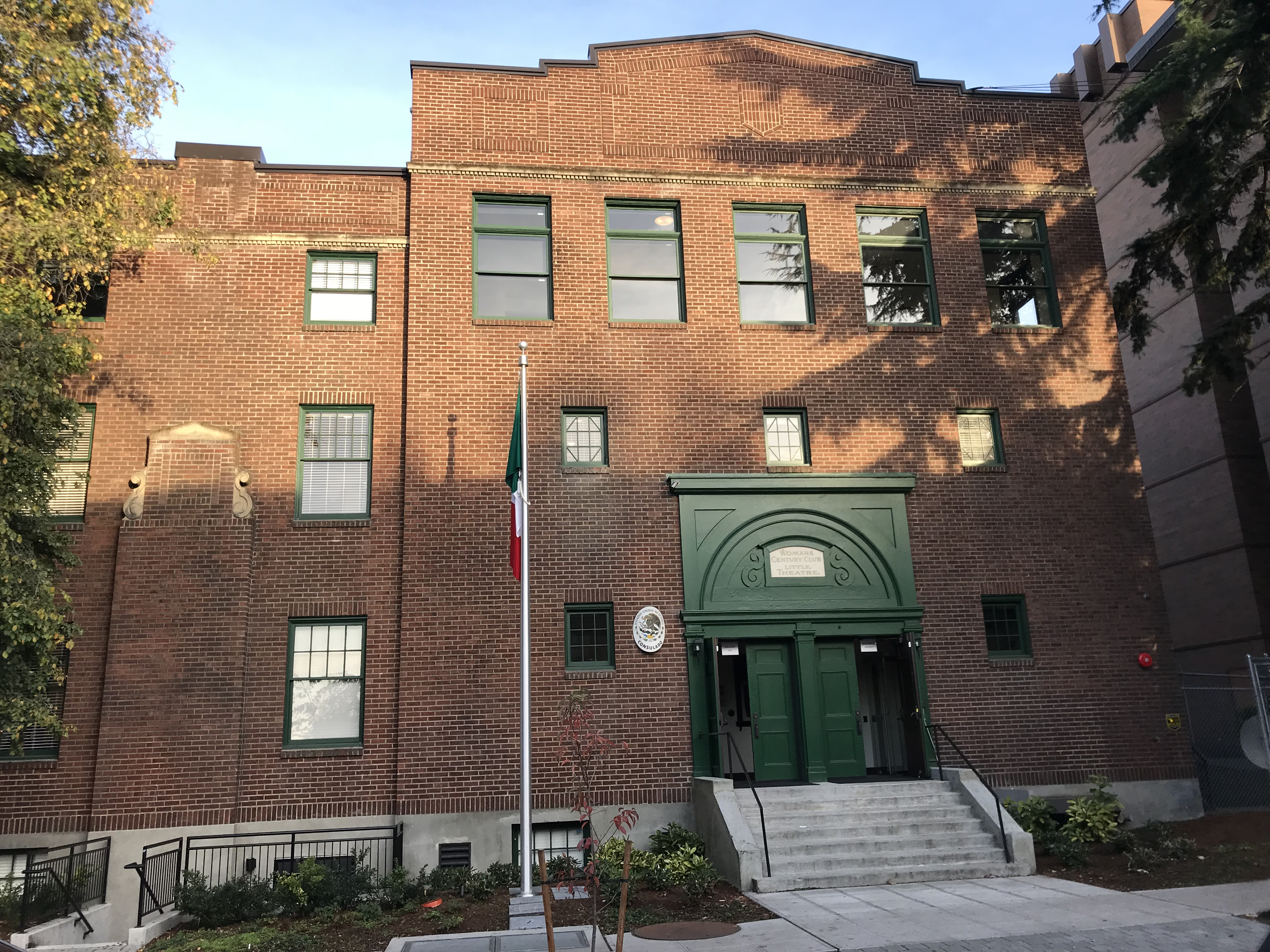
Consulat à Seattle  États-Unis
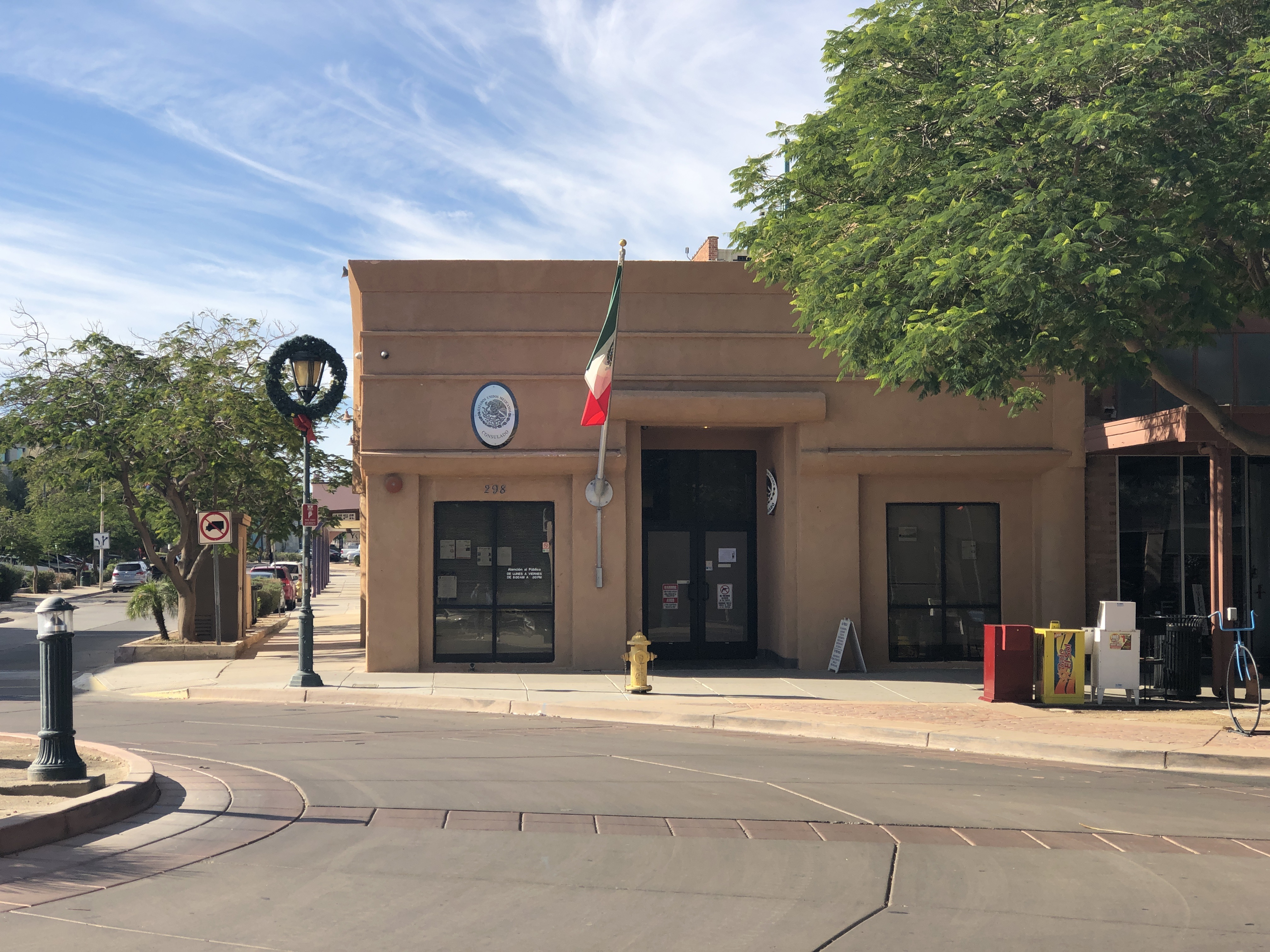
Consulat à Yuma  États-Unis
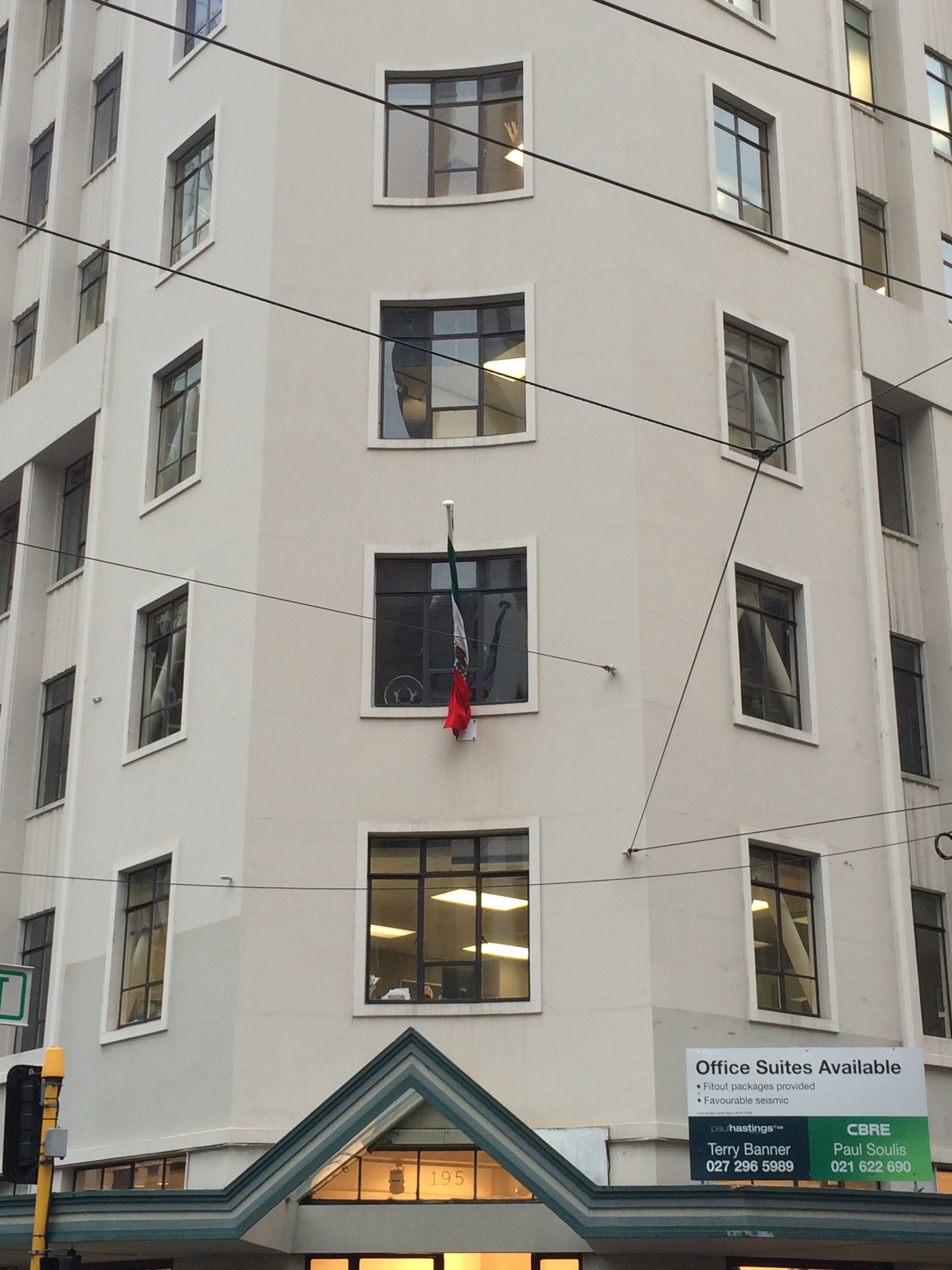
Ambassade à Wellington  Nouvelle-Zélande